# 機動戦士ガンダム THE ORIGIN
『機動戦士ガンダム THE ORIGIN』（きどうせんしガンダム ジ・オリジン）は、矢立肇・富野由悠季（原案）、安彦良和（漫画）による日本の漫画、及びOVA・テレビアニメである。
アニメ『機動戦士ガンダム』から始まるサンライズ公式設定や宇宙世紀の正史と異なった独自の設定などを盛り込んだ作品で、一種のパラレルワールド、『Another U.C.』の1作である。宇宙世紀の主な出来事を踏襲しているものの、“正史の歴史的事実”に縛られずに生まれた作品であり、その設定には正史との矛盾や違いがある。
ガンダムシリーズ専門漫画雑誌『ガンダムエース』創刊号（2001年6月発売）より2011年8月号（2011年6月発売）にかけて連載された。2014年からはウェブコミックサイト『Comic Walker』にてフルカラー版が順次無料掲載されている。2014年6月時点でコミックス累計発行部数は1000万部を記録している。
最終話の掲載号においてアニメ化が発表され、2015年よりエピソードを分けて制作・公開されている（詳しくは後述）。また登場するモビルスーツの設定考証企画として『機動戦士ガンダム THE ORIGIN MSD』も展開されている。
ところざわサクラタウン内のEJアニメミュージアムにおいて、「安彦良和／機動戦士ガンダム THE ORIGIN展」が2022年1月22日から同年3月21日にかけて開催された。

## 概要
テレビアニメ『機動戦士ガンダム』（ファーストガンダム）においてアニメーションディレクター、キャラクターデザイナー、メカニックデザインのクリーンアップなどを務めた安彦良和による同作のコミカライズ作品。メカニックデザインとして大河原邦男がクレジットされている。
テレビアニメ版を原典としており、劇場版でカットされたルナツー攻防戦やセント・アンジェのエピソードなども描かれている。また、原典での見せ場や決め台詞などの多くを作中で再現している一方、執筆時点の現実的視点からすると不自然であったり、現実世界の変化に合わなくなったりした設定などの変更、新規キャラクターの追加、既存キャラクターの設定見直しが行われている。

## 企画の経緯

### 執筆まで
安彦良和はインタビューにおいて、本作は当時サンライズ社長であった吉井孝幸によって『機動戦士ガンダム』のアメリカ市場向けの漫画作品を執筆するよう打診されたことから企画がスタートしたと語っている。企画以前の安彦良和は、残りの人生を漫画家として送るつもりで「そもそもガンダムという物語は、自分が関わったとはいっても富野さんの作品だという意識も強かった」ため、当初この企画に難色を示していた。
安彦にとって「ガンダム」は、その存在が「鬱陶しい尻尾」と評するほどであり、本作の企画はやっと「ガンダムの安彦」が薄れていった後だったので、正直迷惑で最初は固辞するほどであった。しかし、病気で入院することとなり、手持ちぶさたに「ガンダム」の物語のネームを切り始めたところ、一気にガルマ・ザビ戦死のくだりまで描き進められたこと、さらに富野由悠季からも「読ませてもらう」と言われたことで、本作の執筆を決めたという。

### シャアの生い立ち
作成するきっかけは、「シャアの事を殆ど理解していなかった」ことである。その原因はファーストガンダムの欠点でもある「シャアに対する誤解」。シャアの生い立ちが描かれていないことである。シャアはザビ家への復讐に、全てをかけた可哀想なキャラクターで、知力、身体能力が超人的に高いがゆえに、世界を破滅にしかねないネガティブヒーローであるが、それが一般に受け止められていると語っている。しかしながら、自身は「ネガティブキャラとして愛している」と述べている。

### 一年戦争を巡る疑問
TVアニメ『機動戦士ガンダム』は永井一郎のナレーションで始まるが、それまで描かれていなかった、一年戦争を巡る疑問を逆算して、構想し、答えを出したという。そのため、『ファーストガンダム』はグラウンドデザインが良くできていて、綺麗にピースがはまっていくので、ジグソーパズルのような楽しさであったと語っている。設定を改変するにも、変に深読みせずに、それを遠慮なくできるのは当時を知っている、自分だけであり、連載を終えて今回の仕事が宝物の1つになったと語っている。さらに本作品は「『ファーストガンダム』の成り立ちの話である」と発言している。

### その他
また、漫画版『新世紀エヴァンゲリオン』を手がけた貞本義行との対談で、「キャラクターデザイナーという作品へ強い影響力を持つ人間が漫画版を書いても構わない」と気付かされたと語っており、執筆のきっかけの1つになったことを明かしている。
講談社への企画持ち込みから紆余曲折を経て、出版は角川書店にて行われることとなり、当初は一気に100ページを超える分量を掲載するというスタイルであった。それも、この100ページが終わってなお、アムロ・レイがガンダムに乗り込んでいないというほどの分量である。しかしこれでは、既存の漫画雑誌には連載できないという事情から、ガンダムを専門とする雑誌『ガンダムエース』が創刊された。当初は季刊であったが、その後にペースが若干上がり隔月刊となり、ガンダム関係のコンテンツが十分揃った時点で月刊化された。また、当初の企画どおりに、海外向けにも翻訳・発行されている。
安彦良和本人は、本作を安彦なりに補強・補完した作品として位置付けている。連載開始時のキャッチコピーは「誰もが待っていた。これが本当のガンダムだ」である。
2013年、第43回星雲賞コミック部門を受賞した。

## あらすじ

### プロローグ
人類は宇宙世紀（以下、U.C.と記す）0001より、増えすぎた地球上の人口をスペースコロニーへと移住させることで、地球の人口過密状態とエネルギー問題、環境破壊問題を解決しつつあった。コロニーへと移住した人々は「棄民」と揶揄された一方、宇宙に上がることなく地球に「残り、住み続けること」は、その行為自体が特権（エリート）的行為とされ、前者をスペースノイド、後者をアースノイドと呼び分けるようになった。それぞれのコロニーは自治政府が統治する形態をとりつつも、各コロニーには連邦軍が駐留し、地球連邦を脅かすような大規模な軍隊も持つことが許されなかった。また、コロニーで生産される農産物などの産品は地球連邦への貢納を義務づけられた。
U.C.0057、スペースコロニー群サイド3のムンゾ大学教授ジオン・ズム・ダイクンは連邦保安局から内乱予備罪で逮捕状が出る身で、学内自治を名目にダイクンや過激学生を匿う政治的同志、デギン・ソド・ザビ学部長の下で保護されていた。サイド3には反連邦の機運が高く深刻なテロも頻発し、学生運動も盛んだった。デギンの長子ギレン・ザビは、弟のサスロ・ザビ、ランバ・ラルらと共に、ダイクンを信奉する活動家として連邦政府からダイクンを護衛していた。
ダイクンは若い頃からの政治的同志で正妻のローゼルシア・ダイクンではなく、酒場で知り合った若い歌姫で愛人のアストライア・トア・ダイクンとの間に男の子を成す。その子こそキャスバル・レム・ダイクン。後に名を変えて、ジオン軍で目覚ましい戦果をあげることになるシャア・アズナブルは、ムンゾ大学の壊れた時計塔の隠し部屋で誕生する。
血生臭い時代を経て、ムンゾ自治共和国の最高責任者議長となったダイクンは「棄民の王」と讃えられ、彼が提唱した宇宙移民の中から環境に適応するための新人類誕生……通称ニュータイプの出現が予言めいた形で周知される。この学説はダイクンの名声の高まりと共に、主にスペースノイドの間に広まる。連邦の移民抑圧政策に反発する人々は、熱狂的にダイクンを支持する。

### シャア・セイラ編 (第9巻 - 第10巻)
U.C.0068、独立運動の象徴たるダイクンが、議会での対連邦重要演説中に急死を遂げる。人々はダイクンの突然の死に衝撃を受け、大混乱に陥る。求心力を失った政治混乱の中、共に同志として独立運動を支えてきたデギンを戴くザビ家一派とジンバ・ラルを戴くラル家一派の政争が始まる。ダイクンの死についてザビ家は「連邦による暗殺説」を流布し、ラル家は「ザビ家による暗殺説」を流布することで人々は混乱する。
キャスバルとアルテイシア・ソム・ダイクンの幼い兄妹は、父の死を理解し悲しむ暇もなく葬儀の帰路に半ば暴徒と化した群衆に囲まれるが、ランバ・ラルに保護される。これに協力したのはキシリア・ザビだった。サスロはみすみすダイクンの遺児をラル家に委ねた妹を詰問する。その後、ザビ家を乗せた車に仕掛けられた爆弾が爆発しサスロが死亡。同乗していた弟のドズル・ザビも重傷を負う。
サスロの死とザビ家のマスコミ工作により世論はザビ家寄りとなり、ラル家は窮地へと追い込まれる。ランバ・ラルはラル家ではアストライア達を守りきれないと判断。ダイクンの正妻ローゼルシアを頼る。
ローゼルシアはアストライア達を邸宅に迎え入れるが、実質軟禁状態となった。陰謀論に取り憑かれた父ジンバに対し現実主義者たる息子のランバ・ラルは、ザビ家の権力確立を見越してダイクンの遺児を政争から遠ざけるため、アストライアの旧友であるクラウレ・ハモンやタチ・オハラと謀り、キャスバル、アルテイシアそしてジンバを地球に逃がす算段をつける。こうして幼くして実母アストライアと引き離されたキャスバルとアルテイシアは、地球の資産家テアボロ・マスの養子としてエドワウ・マス、セイラ・マスと名を変えて育つことになる。アストライアは女の嫉妬による苛酷な意趣返しで、ダイクン邸の塔にある狭い一室に軟禁状態となり、若くして病を患い衰弱していく。
サイド3の政争は情報統制に成功したザビ家の圧勝に終わり、ムンゾに残ったランバ・ラルは正に冷飯喰らいとなる。そして後のジオン公国軍の母体とされるムンゾ自治共和国防衛隊や私兵集団である保安隊を一族で押さえていたザビ家はサイド3市民を掌握する。その結果、デギンがダイクンの後継者として共和国議長となり、更に一族がジオン独立運動の正当な後継者であることを示すため国名をジオン共和国と改め、ギレン・ザビ国民運動部長主導による対連邦戦争遂行体制の整備が進められていく。
独立戦争遂行を至上命題としてダイクンの遺児に執着しない長兄のギレンに対し、キシリア・ザビ親衛隊隊長はキャスバルの非凡さを知るあまり、部下たち（後のキシリア機関）を使って執拗に動向を監視する。ジンバ・ラルはエドワウにザビ家こそダイクン暗殺の首謀者だと繰り返し吹き込む。ザビ家一派が油断ならない存在だと子供心にも理解していたエドワウはそれを信じるようになる。やがてジンバは庇護者たるテアボロの了解も得ずにサイド3で工作を行おうとしたことで、キシリアから刺客を送られ命を落とす。エドワウはどうにか刺客を退けるが、巻き添えでテアボロは重傷を負う。
地球に住むこともままならなくなったテアボロは、友人であるヤシマ財閥当主シュウ・ヤシマに相談し、サイド5ルウムの観光コロニーであるテキサスコロニーに移住。そこでエドワウは自分と容姿がそっくりなシャア・アズナブルという青年と知り合い打ち解ける。その後、アストライアの早すぎる死がエドワウとセイラに伝えられる。それを境にしてエドワウはセイラも不安を覚えるほどに不敵で暴力的に豹変し、通っていたハイスクール(養父のテアボロが出資した私立学園であり、校長はテアボロの部下であるにもかかわらず)でもその才覚と意気の凄まじさを校長に怖がられ、キシリア配下の監視役が付きまとってくると襲い掛かってケンカになるがセイラが制止する。
シャア青年はジオンの思想に傾倒し、ムンゾの宇宙軍士官養成学校に入学希望し、合格していた。そしてエドワウは、ルウムの学校に進学するため旅立つと言う。「キャスバルがテキサスコロニーを出る」という知らせはキシリア機関の耳に入り、謀殺が企まれる。エドワウは、ムンゾに向かおうとするシャアと同じ船に乗る体を装って謀り、エドワウとして乗船させ自分は残る。こうして本物のシャア青年は「不幸な宇宙船事故」で「エドワウ・マス」として命を落とす。全てを見越してわざと一便遅らせたエドワウは、シャア青年から奪った入学許可証でシャア・アズナブルと偽って士官養成学校に進学。ザビ家の末子たるガルマ・ザビの学友となる。初代校長はドズルが就き、式の貴賓として招かれたのは連邦宇宙軍総司令であるヨハン・イブラヒム・レビルだった。

### 開戦編 (第11巻 - 第12巻)
エドワウはシャアとの違いである瞳の色を誤魔化すため、眼病を理由にバイザーを着用する。ガルマとシャアはそれぞれ首席、次席で士官学校を卒業。准尉に任官する。
やがて連邦政府の監視ステーションの職務怠慢が原因で隕石が食糧生産区画に衝突、食糧という貴重な資源と人命が失われる。この事故を契機にサイド3市民の反連邦感情は顕在化して大規模なデモとなり、連邦軍はこれへの治安出動を目論むが、シャアはガルマら士官学生たちを扇動し挙兵させて連邦軍駐屯地を武力制圧する。この作戦時に級友の配慮でシャアは後にお馴染みとなるマスクを受け取る。後に暁の蜂起と呼ばれるこの事件はサイド3市民から歓喜をもって迎えられ、連邦軍に衝撃が走る。ガルマは蜂起のリーダーとして、サイド3市民から英雄と祭り上げられる。ガルマの責任は溺愛するデギンの計らいで不問に付されるが、学校長であるドズルは引責辞任し、共犯者のシャアは准尉から一兵卒に落とされた上に除隊処分となる。傷心のドズルは自らを拘束した女性士官候補生のゼナ・ミアを見初めてプロポーズ。彼女と家庭を持ち、やがて長女ミネバを授かる。
シャアは地球に渡り、ギアナ高地に建設中のジャブロー基地でモビルワーカーの作業員となる。シャアは既に独立戦争の切り札となる存在に気付いて、それに向けた準備を進めるのだった。やがてシャアは母国インドから連れて来られた不思議な能力を持つララァ・スンという少女と知り合う。出目を予知する能力でギャンブラーに雇われていたララァをシャアは保護し、サイド3に送る。
圧倒的な戦力を保持する連邦軍を相手に独立を勝ち取るには、革新的な戦術とそれを可能にする兵器とが必要だった。サイド3の科学者トレノフ・Y・ミノフスキーはレーダー波に干渉し、ミサイル等の誘導兵器を無効化するミノフスキー粒子を発見・実用化にこぎつける。粒子散布下においては事実上目視に頼る近接戦闘を余儀なくされ、そのための兵器として作業用のモビル・ワーカーを軍用化したモビル・スーツ（MS）をミノフスキー博士が技術顧問を務めるジオニック社が開発することになる。士官学校校長の傍らドズルは開発計画に携わることになり、不遇を託つランバ・ラルの抜擢を思いつく。ラルは後に黒い三連星と呼ばれることになるガイア、マッシュ、オルテガと共にテストパイロットとしてモビルスーツの実用化実験に参加する。ギレンは視察して兵器としての実用性を疑い予算カットを宣告するが、ミノフスキー博士の言葉で考えを改める。そして、表向きは存在しないダークコロニーにて行われる民間船舶の軍用艦化作業と並行し、モビルスーツの開発にも成功する。地球から帰還したシャアは地球でのモビルワーカー操縦経験と元下士官という肩書きでドズルに接近し、ラルや三連星に遅れて合流する。
一方、連邦側でもジオンが行うモビルスーツ開発計画は察知していた。アナハイム・エレクトロニクスのモビルスーツ開発部門にあたるRX計画担当技術社員であり、ミノフスキーの弟子テム・レイ部長は既にMSガンキャノンを開発し、連邦軍は月面基地に先行配備していた。やがて、軍事大国化していくジオンへの危機感を抱いたミノフスキーは、ジオンと袂を分かち連邦へ亡命することを決意する。博士の亡命を巡りキシリアも暗躍。この際に行われた史上初のモビルスーツ戦である月面スミス海の戦闘において、シャア、ラル、三連星の5人が搭乗するプロトタイプザクは圧倒的な機動性能を誇り、僅か5機で連邦のガンキャノン部隊12機を壊滅に追い込み、（アニメでは母艦のピサロ級機動輸送艦も沈めている）亡命に失敗したミノフスキー博士は死亡。テム・レイが手がけたガンキャノンは完膚なきまでに叩き潰されたものの、この戦闘を教訓として機動性能と火力を併せ持った新型機の構想を力説。これに応じた連邦軍制服組のトップであるゴップ大将は試作機開発に計画段階で頓挫しているサイド7の使用許可を出す。こうして本作の主役機となるガンダム開発計画（V作戦）は始動した。
テム・レイは妻のカマリアを地球に残し、一人息子のアムロ・レイを連れてサイド7に移住する。他方、シュウ・ヤシマは投機対象であるコロニー建設計画が遅々としている現状に業を煮やし、才媛として父の期待を受け秘書がわりの娘ミライ・ヤシマを連れ現場であるサイド7に移住する。軍事機密保持のため、民生用に偽装しているサイド7には彼らの他にも民間人が移住。アムロはお節介焼きの隣人フラウ・ボゥや、柔道少年のハヤト・コバヤシ、コンボイレーサーで不良少年のカイ・シデンらと知り合う。カイたちはハヤトや渋るアムロも連れ、建設中とされる区画に潜入。そこが軍用区画として使用され、アムロが軍属の子（厳密には誤解であるが、父のテムレイ博士がガンダム開発で軍に貢献していたため優遇を受ける）で自分たち純粋な民間人とは違うと見せつけられる。

### ルウム編 (第13巻 - 第14巻)
U.C.0079、デギン議長は公国制を敷き、ジオン公国と改称し、自身は公王を名乗ることで旧ムンゾ共和国におけるザビ家の事実上の世襲支配を宣言。総帥職に就いたギレンは新生ジオン公国の全権を握り、地球連邦への宣戦を布告。その手始めに、反ジオンのスペースコロニー共和国群の制圧に取り掛かる。まず、抵抗するサイド2ハッテ自治共和国の首都島アイランド・イフィッシュの市民を毒ガスにより虐殺し、その多くの市民の死体を乗せたコロニー自体を連邦側の軍機関の中枢ジャブローに向けて落下させるブリティッシュ作戦を実施する。連邦軍の迎撃を受けて3つに分裂したコロニーは当初の目標を外れるも地球の主要都市などに落下し、結果として地球総人口の約半数を葬り去る。
ジオン独立戦争の余波はテキサスコロニーにも及んでいた。反ジオン派の市民たちは暴徒と化し、マス家を襲撃。テアボロは心労が祟り命を落とし、セイラは自ら銃を取って防戦に努める。その少し前、ルウムで極秘裏にセイラに接触したタチは死んだ筈のキャスバルがシャア・アズナブルとして生きていることを示唆。セイラは養父の人脈であるヤシマ家を頼り中立コロニーであるサイド7に赴くことになる。
次なる標的とされたサイド5ルウム自治共和国近郊での艦隊決戦ルウム戦役において、御前会議の情報をレビルにリークするという手段で連邦軍を欺き、ドズル中将の指揮する主力艦隊は、おとりの艦隊を犠牲にした戦略とモビルスーツを巧みに利用した戦術により大勝し、三連星の働きで連邦宇宙軍総司令官レビルを捕虜とすることに成功する。この戦いでシャアは抜群の功績を挙げ赤い彗星と称されるようになる。
連邦とジオンの間で事実上の講和会議である南極条約締結交渉が行われる。先のコロニー落としが全地球に及ぼした甚大な被害と、ルウム戦役の戦果を背景としたジオン優位の講和会議にキシリアは戦争推進派で地球通のマ・クベ中将を全権大使として送り込む。一方、和平を期待するデギン公王は密かに拘留中のレビルと接触し、連邦軍内での和平工作に協力を要請して、彼を逃がす算段をつける。だが、レビルはエルラン中将の働きかけでムンゾを脱出。南極で講和条約締結が成ろうかとしている矢先に、連邦側に戻ったレビルは戦争の継続を主張する大演説『ジオンに兵なし』を行い、連敗続きの連邦軍を鼓舞。講和は事実上反故となり、南極条約はあくまで「戦時協定」となり、双方は星間戦争 (interstellar conflict) の継続を選択する。
南極条約締結後、制宙権の大半を握ったジオン公国側はマ・クベを総司令官とする地球侵攻部隊を降下させ、地球攻略戦を開始する。しかし急速に戦線が拡大するなかで、国力に乏しいジオン公国軍は地球圏での情勢に即応した対応が取れないまま、戦争は膠着状態へと陥る。このような戦局の中、モビルスーツの戦術上の重要性に直面した連邦軍側はサイド7での新型機開発計画を推進。MS運用母艦であるペガサス級巡洋艦の就航に漕ぎ着ける。艦長は予備役に退いていた老将パオロ・カシアス。若く未熟なクルーたちを従え、ジャブローからサイド7に帰還するテム・レイを乗艦させ、新型機受領のためペガサス級一番艦、通称ホワイトベースは「民生輸送艦」を装い連邦軍本部ジャブロー基地から出航する。しかし、そうした連邦側の動きはドズルに察知されていた。ドズルはルウムでの破格の働きで佐官に昇格していたシャアにムサイ級最新鋭艦ファルメルを与え、調査任務に送り出す。

### 始動編 (第1巻)
開戦後もサイド7は中立地帯としてのどかなものだった。ところが、ホワイトベースを追尾するシャアはサイド7が中立とは名ばかりのV作戦の中枢と見なし、6機のザクを強行偵察任務に投入する。実戦配備直前の試作機としてコロニー外で応戦したヴェルツ大尉のガンダム1号機はザク部隊と交戦し、3機のザクと事実上の相討ちとなる。スレンダーはシャアの命令に従って待機の後、報告のため帰還。だが手柄を焦り暴走した新兵ジーンはサイド7内に突入し、無差別攻撃を敢行する。アムロもフラウに促されて避難するが、フラウの家族は爆死。フラウに避難を促しつつ、民間人にも容赦無く牙を剥くジオン軍に激怒したアムロは父のコンピューターで盗み見していた搬出作業中のガンダム2号機に搭乗し、ジーンのザクを撃破。続いてデニム伍長のザクも返り討ちで仕留める。一度の作戦で5機のザクを失ったシャアは「若さ故の過ち」として反省する。
パオロはブライト・ノア中尉に指揮を代行させ、リュウ・ホセイ軍曹と共に自ら突撃艇を指揮してファルメルを攻撃するが反撃で重傷を負う。サイド7はザクの熱核融合炉爆発で外部への空気流出が深刻化し、放棄を余儀なくされる。またホワイトベースの正規クルーは迎撃戦で甚大な被害を出し、ガンダム2号機のテストパイロットであるケンプ中尉も戦死。開発責任者のテムも死亡という有様だった。やむなく、ミライが操舵手を担当することになり、迎撃戦で活躍したガンダム2号機も“現状維持”でアムロに扱わせることになる。そうした事態に苦悩するブライトにアムロは反感を抱き、カイやハヤトは自分たちを救ったガンダムのパイロットがアムロだと知って民兵に志願。運悪く戦闘に巻き込まれたセイラは避難民を誘導しつつ、医師の卵やオペレーターとして重宝される。

### 激闘編 (第2巻)
ホワイトベースが素人だらけの状況下にも拘わらずシャアは艦隊戦を展開させた後、自らザクで出撃。シャアとの遭遇戦でアムロは未熟さを露呈しほぼ完敗するも、スレンダー機を撃墜して撤退に追い込む。
連邦軍唯一の宇宙基地であるルナツーへ退避すべき状況で、ミライはシャアが手持ちの戦力に苦慮していると見抜き、補給阻止作戦を提案。ブライトはガンダムを作戦に投入させようとするもアムロが拒否。やむなくリュウが率いるガンタンク・ガンキャノン部隊での作戦実施となる。作戦はほぼ成功。ガデムとの交戦で損傷したカイのガンキャノンを除いてほぼ無傷でパプア級輸送艦を撃沈し、ファルメル撃沈も寸前となるがルナツー所属マゼラン級戦艦の妨害に遭い断念する。
ルナツーの司令官ワッケイン少将は一切の弁明を認めず、機密兵器の無断使用などの軍規違反でブライトらを拘束する。一方、シャアもやられっぱなしでは済ませず自ら白兵隊を率いてルナツーに潜入。シャアの部隊の工作で宇宙港は封鎖され、停電の混乱に乗じてブライトらは脱出。シャアの到来を予期したセイラとアムロは武器を手に応戦に臨む。混乱に乗じてガンダムのデータ奪取を図るシャアだったがセイラに発見される。セイラの要請で仮面を取ったシャアの素顔にセイラは動揺。その隙に反撃し、逃走を図ろうというシャアにアムロも発砲される。結局、シャアの工作でルナツーは戦闘不能に陥った上に撤退を許し、補給阻止作戦から帰還したリュウたちは宇宙港を塞ぐ形で座礁したマゼランの撤去作業を行うことになる。そんな中、教え子であるワッケインとの面談中にパオロ艦長は永眠。若者たちに未来を託し、宇宙葬にふされる。
避難民の受け入れも本人達の希望で断念し、追われるようにルナツーを出航したホワイトベースはリード大尉のサラミス級巡洋艦に先導されジャブローに向けて発艦。だが、ミライは補給を受けたシャアの追撃を警戒していた。案の定、シャアは常識外の大気圏付近での戦闘に及び、迎撃戦にガンダムを投入せざるを得ない状況となる。アムロはシャアとの二度目のMS戦に臨み奮闘するも帰還困難に陥る。シャアは先の補給で受領していた「ダブルコム」で大気圏に突入。クラウンのザク一機と引き換えにガンダムを大気圏の藻屑にしたかに見えたが、ガンダムはホワイトベース甲板に取り付いて難を逃れる。だが、シャアとの交戦で軌道が狂い、ホワイトベースはジオン制圧下の北米大陸に降下してしまう。

### ガルマ編 (第3巻 - 第4巻)
北米司令官に就くガルマ大佐はシャアと再会して快く迎え入れる。シャアに鼓舞され、自らドップを駆って出撃したガルマだったが、手負いのホワイトベースの思わぬ抵抗に遭う。一方、アムロは大気圏外で孤立させられた恐怖から出撃を拒否するが、ブライトから殴打された後に叱咤され、更にはフラウが出撃すると言い出したことで奮起。「ショルダーマグナム」への換装を指示し、遅れて出撃したガンダムは初めての空中戦をものともせず、敵中孤立していたリュウとハヤトのガンタンクを救出し、ガルマの機甲部隊に大打撃を与える。激昂したガルマはガンダムに迫るが片翼を切り落とされ、更には通信が途絶したことで母艦であるガウ攻撃空母への帰還困難に陥る。ガルマは奇跡的に帰還するが、通信断絶がシャアによる工作だと夢想だにせず部下の失態を詰る。
一方、敵に追われ続け食糧事情にも窮するホワイトベース内では避難民たちが蜂起し、フラウやカツ、レツ、キッカを人質としてブライトに下船させるよう交渉を持ちかける騒ぎになっていた。ミライはそれを利用し、「避難民の退避」を名目にガルマと一時休戦の協定を結ぶ。シャアはこれを良い機会と捉え、ホワイトベースとMS隊を分断撃破する作戦を立案。対するミライはもっと強かでシャアの作戦を逆手に取ってガンダムとガンキャノンを避難民を乗せた輸送機ガンペリーに搭載し、キャノン・タンク部隊との挟撃作戦を立案していた（ミード湖の戦闘）。挟撃作戦はおおむね成功。だが、シャアの率いるザク分隊がホワイトベースに与えた痛手も大きく、ミード湖の対岸に退避しようとしたホワイトベースは待ち構えるガルマの砲撃部隊の餌食になるところだったが、マチルダ・アジャン中尉率いるミデア輸送隊の急報で転進して難を逃れる。マチルダは補給物資と引き換えに避難民・負傷兵を受け入れる。レビルの決定はホワイトベースは引き続き正規部隊と同様の作戦行動を求めるという苛酷なものだったが、ホワイトベースは孤立無援ではなく、命掛けで輸送任務を引き受けるマチルダもいた。アムロは毅然とした女性士官であるマチルダに恋心を抱き、フラウに嫉妬される。
ホワイトベースは束の間の休日を楽しめることになり、クルーたちは一部を除きバカンスを満喫する。そんな中、郷里が近いアムロは生家に残った母カマリアを訪ねる。だが、中米一帯はジオンと連邦の制圧圏が入り組んでいた。更にジャブロー司令部からホワイトベースにロサンゼルス奪還作戦の命令が下される。アムロは難民キャンプでボランティアに携わるカマリアと再会するが、ジオンのパトロール兵と交戦。アムロ救出に向かったカイ、セイラは追われるアムロを救出。一連の再会劇で息子がすっかり戦争に染まっていることを悟ったカマリアは嘆くが、アムロは母親よりも仲間たちを選ぶのだった。
ロスはガルマが本拠地を置く要衝で、ロス市長エッシェンバッハは表面上はジオンに協力する体を装いその実ゲリラと連携していたが、ガルマは更に強かで、相思相愛の関係にあるエッシェンバッハの令嬢イセリナから情報を引き出し、ゲリラ活動をコントロールしていた。パーティでの逢瀬を楽しむガルマのもとにホワイトベースがロスに接近しているという知らせが来たため、ガルマはガウで、シャアはザクで出撃。その際、ホワイトベースが廃墟化したコンベンションセンターに身を隠していることをシャアは察知するが、あえてガルマには知らせず降下爆撃中のガウへ背後からホワイトベース隊の砲撃を受けさせる。ガルマは致命傷を負い、激昂して特攻を目論むも急速上昇したホワイトベースは間一髪でこれを避ける。「生まれの不幸を呪うといい」というシャアの言葉でガルマはシャアに謀られたことを悟るが時既に遅く、戦死を遂げる。

### ランバ・ラル編 (第5巻 - 第6巻)
ガルマ戦死の報はジオン側では迅速に、連邦側では補給時にマチルダからブライトに内密に伝えられる。デギンの痛手は大きく感傷に浸り、ドズルは激昂する余りシャアを除隊処分とする。だが、キシリアは弟の死にシャアが関わっていると察知していた。また、ギレンはガルマを静かに弔いたいというデギンの意向を踏みにじり、国葬とすることで戦意発揚の材料に使う。国葬後、急遽、ガルシア・ロメオ少将が指揮するジャブロー攻略地上軍の視察に出たキシリアは、部下が逮捕拘束したシャアに面談する。全く悪びれず原隊復帰を要求するシャアの手土産は、連邦軍本部ジャブローへの突入口の情報だった。
その頃、「ガルマの仇討ち」というドズルからの命令を受けたランバ・ラルは、新鋭艦ザンジバルで地球に降下。新型機グフを乗り熟してホワイトベースを急襲し、アムロを手玉にとる。他方、ジオンの前線基地が連邦の新型MSに急襲され陥落するという事態が進行していた。両軍がMSを実戦投入したことで、膠着状態は解消に向かう。そしてアムロ、シャアの戦いも激化していくのだった･･･。

### ジャブロー編 (第7巻 - 第8巻)
戦死したランバ･ラルの部下達の追撃、さらに重傷を負っていたリュウ･ホセイの戦死などを乗り越え、アムロ･レイ達の乗ったホワイトベースはついに地球連邦軍の本拠地がある南米ジャブローへと到達する。正式に地球連邦軍に組み込まれ、軍人となったアムロ達には新たな任務が与えられた。だがそこへシャア･アズナブル率いる新手の部隊が襲撃を仕掛けて来る。シャアが生き別れとなった兄キャスバルではないかと思っているホワイトベースのクルーであるセイラ･マスは、戦闘をかいくぐってシャアと再会する。シャアはセイラに自身がキャスバルである事を明かし、ホワイトベースを降りるように告げ姿を消すのだった。セイラの脳裏に、かつて兄と共に過ごした幼い頃の事が蘇る。

### オデッサ編 (第15巻 - 第16巻)
ホワイトベースは、地球連邦軍総司令官のレビル将軍より、ジオン軍への大反抗作戦「オデッサ作戦」への参加を命じられる。だがホワイトベースのクルーであるカイ･シデンは、軍人になる事を嫌ってホワイトベースを降りていく。町に出たカイは、ジオン軍のスパイとして生計を立てているミハル･ラトキエという少女と出会う。だが、ミハルはホワイトベースを追うシャア･アズナブルの 指示で、ホワイトベースに潜入。ホワイトベース内でカイと再会し、交流するミハルだったが、戦闘に巻き込まれて死亡してしまう。その後、ホワイトベースは オデッサ作戦に参加、作戦は地球連邦軍の勝利に終わり、ジオン軍が地球に設営した拠点の奪還に成功する。この戦いでガンダムと共に多大な戦果をあげたアムロ･レイの名前は、地球連邦軍内部でも大きなものとなっていく。

### ララァ編 (第17巻 - 第18巻)
地球連邦軍はジオン軍へさらなる攻勢をかけるべく、ジオン軍の宇宙拠点ソロモンに侵攻を開始する。そのための陽動としてアムロ･レイ達ホワイトベース隊は、スペースコロニー･サイド6へと寄港する。サイド6は、地球連邦軍とジオン軍の両軍に対して中立の立場をとるコロニーだった。そのサイド6で、アムロは生き別れになっていた父親のテム･レイと偶然再会するが、テムは酸素欠乏症によって精神に異常をきたしていた。傷心のアムロはテムのもとを離れてホワイトベースへ戻ろうとするが、その途中で突然の夕立に遭い、雨宿りのため立ち寄った小屋でララァ･スンと出会う。さらにその翌日、アムロはララァを連れたシャア･アズナブルと遭遇する。その後、サイド6を出港したホワイトベースを襲撃するジオン軍のモビルスーツ部隊を一蹴するガンダムの姿に、シャアはガンダムのパイロットが「ニュータイプ」として覚醒しつつある事に気づくのだった。

### ソロモン編 (第19巻 - 第20巻)
ジオン軍の宇宙拠点ソロモンを指揮するドズル･ザビは、兄でありジオン軍の総帥であるギレン･ザビに援軍を要請していた。地球連邦軍はソロモンを攻略し、その勢いのままにジオン公国があるサイド3へと攻め込んで来る。それを防ぐための絶対防衛ラインが、ソロモンである事から援軍を求めるドズルだったが、ギレンからはモビルアーマーのビグ･ザムが届くだけだった。アムロ･レイはガンダムを 駆ってソロモン攻略戦に参加する。地球連邦軍の攻撃の前にソロモンは陥落し、ドズルもまたビグ･ザムと共に出撃するもアムロの駆るガンダムの前に敗れ戦死 する。ソロモンを陥とした地球連邦軍の次の標的がジオン公国のあるサイド3であると考えたギレンは、スペースコロニー1基を兵器に転用した「ソーラ･レ イ」を開発、迫り来る地球連邦軍の艦隊を一網打尽にしようとする。

### ひかる宇宙編 (第21巻 - 第22巻)
ジオン軍の宇宙拠点ソロモンを攻略した地球連邦軍の次の標的は、ソロモンと並ぶ軍事拠点のア･バオア･クーだった。ア･バオア･クーの攻略戦に参加したアムロ･レイは、ララァ･スンを従えたシャア･アズナブルと対峙する。シャアはこれまで何度も戦って来たアムロが自分と同じニュータイプである事から、自身の理想実現のための同志になるように告げる。しかしアムロはシャアを拒絶し、激闘の末にララァを撃墜してしまう。その後、ア･バオア･クーに戻ったシャアは、ジオン軍総帥のギレン･ザビから新型モビルスーツ･ジオングを受領し、アムロと決着をつけるべく再出撃する。しかしア･バオア･クーの内部では、ギレンが妹のキシリア･ザビの反乱によって殺害されるという事件が発生。ジオン軍は指揮系統に大きな問題を抱える事となってしまう。

### めぐりあい宇宙編 (第23巻)
激闘の末、互いの乗機を大破させたアムロ･レイとシャア･アズナブルの二人は、ジオン軍の軍事拠点であるア･バオア･クーの内部へと入り込み、互いに生身のままで最後の対決を繰り広げる。そこへアムロ達と同様にア･バオア･クー内部に入り込んで来たセイラ･マスが 現れ、アムロとシャアの戦いをやめさせようとする。妹セイラの登場に我に返ったシャアは、自身の目的であるザビ家への復讐を果たすため、アムロ達の前から 去っていく。残されたアムロとセイラは、ア･バオア･クーから脱出しようとするが、既にア･バオア･クーは炎に包まれ脱出は困難なものとなっていた。だが その時、あきらめかけたアムロの耳にララァ･スンの声が響く。

## ファーストガンダムとの差異
ここでは本作の原作となるテレビアニメ『機動戦士ガンダム』（ファーストガンダム、原典アニメ版）との差異を記載する。

### 設定の変更
モビルスーツの設定
地球連邦軍側のモビルスーツ (MS) については大きな設定の見直しが行われ、ガンタンクはザク開発以前から10年以上前に量産化された大型主力戦車であり、ガンキャノンはザクIに対抗して開発・実戦投入された地球連邦軍初の量産型MSとされた。デザインはこの設定を前提に、原作のメカデザイナーであった大河原により見直され、安彦に提供されている。
原典アニメ版では、地球連邦軍側のモビルスーツは新造艦ホワイトベースに搭載された3種の試作機しか当初は存在しなかったが、本作ではガンタンクとガンキャノンは量産機と設定されたため物語開始時点において複数機が稼動可能な状態で搭載されている。
ジオン軍側でも開戦以前のMSの登場や、原典アニメ版では量産が間に合わなかったとされていたゲルググのソロモン防衛戦への投入など、いくつかの変更点が見られる。原典アニメ版ではほとんどが試作機とされていたモビルアーマー (MA) の多くが実戦投入されていることも特徴である。
ザビ家に関する物語
物語の発端となるジオン・ズム・ダイクンの死は、ザビ家による暗殺という陰謀的な趣ではなく、混沌とした情勢の中での不慮の死といった面が強調された。小説版のみ登場していたサスロ・ザビの暗殺やドズルの暗殺未遂なども発生することで争乱期の危うい状況下が描かれ、老獪なデギン、手腕に長けたギレン、人望に厚いドズル、策謀家のキシリアという多彩な人材を抱えていたザビ家が「結果的に台頭した」という描写になっている。また、物語の黒幕はギレンではなくキシリアに変更されている。
MSのデザイン
主役機となるガンダムや、ジオン軍側のMSについても安彦の考えを元に、大河原がアレンジを施したデザインに変更されている。これらの大河原によるメカニックデザインは、あくまでも作画のための資料として描かれたものであり、安彦は必ずしもそのまま使っていない。また、年代的に近い作品である『機動戦士ガンダム0080 ポケットの中の戦争』や『機動戦士ガンダム0083 STARDUST MEMORY』に登場したメカニックデザインも随所に取り入れている。他にもゲーム原作の『機動戦士ガンダム戦記』シリーズで知られる夏元雅人のデザイン（アッザム）も借用している。

### 物語の変更
ホワイトベースとその行路
原典アニメ版では、第1話の奇襲攻撃によりホワイトベースの乗組員はブライト・ノア以外の士官がほぼ全滅しているという非常に厳しい状況であったが、本作では中尉以下の士官が相当数生存しているという設定になっている。
また、ホワイトベースの進路も北米大陸からアジア、ヨーロッパへと地球を一周して南米を目指すのは不自然なので、北米大陸から直接南下してジャブローに入ってから他を目指すよう変更されている。本作のホワイトベースはジャブローで大改装された後、ベルファストでのミハル・ラトキエのエピソードを経て、オデッサ・ディに参戦した後、再び宇宙に上がっている。
また、搭載機数が艦の大きさに見合ったものに変更。原典アニメ版ではMS3機と重戦闘機（Gファイターとコア・ブースターの違いのみ）2機、輸送機1機に過ぎなかったが大幅に増え、サイド7出航時でガンダム、ガンキャノン3機、ガンタンク3両に加え、純粋な戦闘機であるコア・ファイター数機と増えている。更にオデッサなどの大規模作戦時はジム隊を搭載。ソロモン戦では多数のボールも搭載している。
V作戦の内容
本作の連邦軍は、シャアの幼少期には既にガンタンクを実戦配備しており、ガンキャノンも開戦前には実戦配備している。このため両機ともにジオン兵から「旧型」と揶揄されている。原典アニメ版では「連邦軍独自のモビルスーツとその運用母艦の開発」が「V作戦」だったが、本作では「ザクを上回る機動性能と火力を持った新型機（ガンダム）とそれを基にした量産機（ジム）の開発および実戦配備」が「V作戦」を指す。
また、原典アニメ版では「アムロによるガンダムの実戦データを元にジムが開発された」とされるが、ガンダムの実戦配備を待たずにジムの量産・配備が始まっている（つまり、ジオンがグフを実戦配備した時期と連邦のジム実戦配備が同時期）。
連邦軍の人材
原典アニメ版ではサイド7での戦闘時に関係があったのはアムロ、フラウ、ハヤトの3人のみだったが、カイやカツ、レツ、キッカとも互いに面識がある。また原典アニメ版ではカイ・シデン、ハヤト・コバヤシはアムロには及ばないながら熟練パイロットに成長しているが本作では異なる。カイは最終盤のア・バオア・クー攻略戦においてもガンキャノンの二番手パイロットにとどまり、腕前はそれなりであるものの壊し屋としてメカニックの評判が悪い。ハヤトは砲手専門のいわば下っ端扱いで、ソロモン攻略戦ではボールに乗せられている。また、パイロット転向後のセイラ・マスがニュータイプの素質を見込まれ、新型の装甲強化型ジムを与えられる等、破格の扱いを受けており、クルーの間では「姫」（命名者はスレッガー）というあだ名で呼ばれている。
かわって、原作では何でも屋扱いだったジョブ・ジョンが優秀なパイロットとしてアムロに次ぐ活躍をしており、ガンキャノンの正パイロットとなっている。彼がジム小隊を率いることによりハヤトが彼の愛機を任されるという経緯がある。また、リュウ・ホセイは「ルウム戦役」にも従軍している実戦経験豊富な職業軍人で性格は大幅に異なっている。スレッガー・ロウはジム中隊を率いる経験豊富なパイロットであり、ジャブローで部下と共に着任したが、マッドアングラー隊との戦い、オデッサ前哨戦でのシャアとの交戦、オデッサ本戦を経て彼を除いた中隊員が全滅している。ガンタンクの操縦にも長けたMS乗りだが戦闘機嗜好が強く、ジムよりコア･ブースターを愛用する。
ジャブローのモグラと揶揄されゲーム作品などでは無能とされていたゴップが、制服組のNo.2（連邦政府との人脈を考慮した場合、実質的なNo.1）でMS開発計画の推進者かつ、南極条約締結交渉時の連邦軍代表で最終階級は元帥という実力派将校へとグレードアップされ、性格的にも聡く強かで食えない狸親父になり、軍政家として非常に有能な面が強調されている。
ワッケインも下記にある通り階級が大幅に上がり、テキサスコロニー周辺でのシャアとの艦隊戦で戦死するというTV版の設定から、「ルナツーの不戦提督」という不名誉なあだ名で呼ばれつつもソロモン要塞戦では陽動艦隊を指揮。レビルの戦死後、ア・バオア・クー戦の総司令に抜擢され、宇宙空母ドロスの攻撃で乗艦を撃沈されての戦死に変更された。
階級・地位
登場人物の階級・地位も見直され、テレビ版では士官候補生、劇場版では少尉だったブライトが中尉（ジャブロー到着で大尉に昇進）となった他、ルナツー司令ワッケインが少佐から少将に、マ・クベが中央アジア・ヨーロッパ方面司令官・大佐からジオン軍地球侵攻軍総司令・中将に、といったように相応の階級に設定されている。地球方面軍司令官だったガルマ・ザビは大佐のままであるが、マ・クベの部下で北米方面の司令官という扱いになっている（原典アニメ版のニューヤークではなく、ロサンゼルス駐留）。また、原典アニメ版では軍人だった主人公アムロ・レイの父テム・レイやミライの父シュウ・ヤシマも、民間企業の人間に変更されている。リュウも曹長から軍曹に変更され、戦死後は3階級特進で少尉に。一民間人から破格の待遇を受けたミライ、アムロは任官式で准尉（その後、ミライは少尉に昇進）になるという設定。
シャア専用ザクの最期
原典アニメ版のシャアの搭乗機では明確に損壊していなかった唯一の機体だった。本作ではオデッサ前哨戦に参戦し、友軍の殿として単機でジム2個小隊を全滅させる獅子奮迅の活躍で連邦軍を震え上がらせ、さらにスレッガー小隊を壊滅させるも、ガンダムとの一騎討ちで首を落とされた後に水没。シャアは救援に駆け付けたドダイに飛び移って脱出すると改変された。
アムロの知識・テムの所属
アムロがガンダムの存在を知ったのは、アニメでは流れ弾で戦死した連邦軍将校が運んでいた極秘マニュアルからであったが、本作では『機動戦士Ζガンダム』のカミーユ・ビダンと同様に自宅にあったテムのパソコンから偶然見つけ出した資料を読んだり、関連機材から詳細なデータを閲覧するか、シミューレータを経験するなどして、事前にある程度のノウハウを得ていたとして、話の流れに無理が無いように変更されている。また、アニメではテムは連邦軍の技術士官であったが、テレビ版の本放送時点では設定すら存在していなかった民間企業アナハイム・エレクトロニクス所属のMS開発部長（軍属の形で出向している様子がうかがえる）に変更されている。
終盤でのセイラ
終盤のア・バオア・クー攻防戦では、自らがジオン・ダイクンの遺児アルテイシアであることを明かしてジオン軍内部における反乱を誘引する。また傲慢で独善的な理想のために他人の犠牲を省みない兄キャスバル（シャア）に対する憎悪の感情がより強調されている。一年戦争後は養父テアボロから相続した資産を戦争孤児保護の慈善団体に寄附するなど、慈善活動に熱を入れる財団の令嬢でありながら、『Ζガンダム』におけるアムロと同様に連邦政府の厳重な監視下に置かれており、カイにとってはアンチジオンの象徴であったミハル・ラトキエの幼い弟妹のジルとミリーを財団で保護している。またカイが戦後ジャーナリストに転身した経緯も、ミライやブライトの頼みでセイラと密会し、それぞれの道を歩く他の仲間達の姿に感化されたためとなっている。
キシリアの暗躍
テレビシリーズでは少なかったキシリアの登場シーンが大幅に追加され、ガンダムという作品の幕引きから逆算して描かれている。ミノフスキー博士の亡命阻止だけでなく、民間人の犠牲を厭わないキャスバルの暗殺未遂に加えサスロ暗殺にも関与が疑われるなど、謀略家としてかなり活躍している。また家族のデギン、ガルマも親愛を持って接しているようにしながら、利用できる駒として見なしているなど、冷血さもより強調されている。ソーラ・レイ照射によるデギン殺害も彼女が裏で暗躍しており、その罪をギレンに被せて「処刑」する形となっている。
その他
地球連邦軍基地・ジャブローの位置は、原典アニメ版で設定されたアマゾン川下流域は地盤が軟弱であるため、そこに地下基地を作るのには無理があると判断し、シェルターを兼ねられるような固い岩盤で構成されるギアナ高地の地下に再設定されている。アマゾン川流域は、ジャブロー侵入を目論むシャアが遡行する場として描かれる。
テレビ版ではオデッサ陥落後にマ・クベが宇宙へ脱出しているが、本作では地上に残り自決する。その戦闘の際、連邦軍もオデッサ戦にジム系をはじめ多数のMSを投入していた。また、ギレンがキシリア管轄外の諜報機関を密かに用いてシャアの正体を見抜いていたことや、機会を見て部下にする考えがあったなどと変更している。

### エピソードの追加
ジャブローから出発する直前の時点で本編は一旦中断され、シャア・アズナブルとセイラ・マスの兄妹の過去を追う形で、原典アニメ版のみならずそれ以外の作品でもほとんど描かれることの無かった過去の物語が、作者独自の解釈によって描かれている。特に文字設定のみであったジオン共和国の成り立ちと地球連邦政府の対立から一年戦争開戦までの流れを、初めて一貫して描いている。
ジオン・ズム・ダイクンの遺児キャスバル（＝シャア）、アルテイシア（＝セイラ）兄妹とランバ・ラル親子との関わり、ザビ家がダイクン家に代わりサイド3の実権を掌握する過程、公国制を布いたジオンと地球連邦間の確執から来る緊張感、キャスバルが公国軍のエース「シャア・アズナブル」となった経緯、モビルスーツ開発前史、開戦からルウム戦役に至る一年戦争前半期などのエピソードが描かれる。「開戦編」「ルウム編」は安彦の当初の構想にはなく、編集部から勧められる形で執筆することになった。

### その他
第1話のアムロ
作者は連載直前のインタビューで、「アニメ第1話のように、偶然コックピットが開いてアムロが乗り込んで、というのはおかしい。今度の連載ではそこも上手く演出する」と語っていた。このシーンは基本的には原典アニメ版と同様の描写であるが、事前に得ていた情報により足にあるスイッチを操作し、自分でハッチを開けて乗り込むように変更されている。
コアファイター
さらに同インタビューにて、「コア・ファイターは玩具化のための設定。リアリティがないから使わない」と語り、当初コア・ファイターはガンダムに内蔵されていなかったが、ジャブローでガンダムを大改造する際にアニメよりも脱出ポッドシステムとしての色彩をより強めたものとして内蔵されている。
作画のアレンジ
本編の作画に関しては、キャラクターは全員わずかだが原典アニメ版からアレンジされている。ランバ・ラルや黒い三連星などは頭身が上がり、シャリア・ブルのように年齢も風貌も一新された者や、モスク・ハン博士のようにキャラクターデザインそのものが変更された者もいる。モビルスーツは戦車などの延長線上として、全体的に低重心気味に太めでがっしりとした体形で描かれている。
キャラクターの年齢
正規軍人は原典アニメ版よりも全体的に年齢が引き上げられた。例としてブライトは25歳、シャアは23歳（士官学校時は22歳）と設定されている。ギレン、キシリア、ドズルに関しては10歳ほど年齢が引き上げられた。

## 原作からのキャラクター

### ジオン公国軍

#### 主要人物
シャア・アズナブル（キャスバル・レム・ダイクン、エドワウ・マス）
声 - 池田秀一、田中真弓（子供時代）
本作においては、アムロと並ぶ「もう一人の主人公」として描かれている。キャスバルがエドワウを経てシャアと呼ばれるに到るまでが本作における重要な過程となる。父ジオン・ズム・ダイクンの死をザビ家による謀殺だと信じ（その実、信じてもいないし父を憎んでさえいる）、ガルマを謀殺する。やがて父の唱えたニュータイプ理論が正しかったことを実感するが、それが連邦軍のパイロットから出たことをなかなか認めず、ガンダムのパイロットに対する憎悪と執着に繋がった。
戦場の勇者だが、部下への気配りにも長け、兵卒上がりだか優秀なドレンを見込み、ファルメル艦長に抜擢した。その正体についてはキシリアのみならず、ギレンにも見抜かれていたが、たびたび彼を脅かすガンダムのパイロットアムロ・レイにかつての無力な自分自身を重ね合わせて執拗に憎む。自身が地球で手ずから保護したララァ・スンを正に横から奪われた形になり、ララァの戦死後もアムロを執拗に憎み、決闘へと到る。そうした姿勢を実妹のセイラ・マス（アルテイシア・ソム・ダイクン）から指摘されて思い直し、キシリア・ザビに引導を渡してアクシズへと逃れた。原典アニメ版における彼がなぜそのように考え、行動したのかという事がつぶさに描かれている。
ララァ・スン
声 - 早見沙織
インド出身の少女。出目を予知する能力を買われギャンブラーに雇われていた。カジノでシャアと知り合う。能力を見込まれギャングが彼女の引き渡しを要求。用心棒の寝返りもあってシャアは窮地に陥るが予知能力で命を救った。不当な扱いを受けるララァをシャアは救い出して身柄を宇宙に移し、フラナガン機関に預けていた。兄妹が多く仕送りをして実家を支えている。ララァが人がましい生活を送れるようになったのは言葉通りシャアのおかげで、彼を愛するようになった事情も恩義による部分が大きい。
サイド6を訪れたアムロと運命的な出会いを果たし、サイド6脱出戦で活躍するガンダムを「白いのが勝つわ」と予知している。Drフラナガンによると彼女の能力はシャリア・ブルとは比較にならないほど高いものだったが、シャリア･ブルにしてみれば小娘と比較されること自体が不名誉と感じ、ホワイトベース隊との交戦時はかなり感情的になっていた。
テキサスコロニーでは危険を冒してシャアとアムロの戦いを近くで見守る。ソロモン戦の後はエルメスの操縦訓練で連邦艦艇を次々に沈める。「ソロモンの亡霊」と称され、ドズルの怨念の成せる技だとも噂された。
ア・バオア・クー防衛戦に正式に投入され、アムロと激闘を繰り広げつつもニュータイプ能力で魂の交流とも言うべき共感体験をするが、シャアは嫉妬。ゲルググを撃墜しようとしたガンダムからシャアを庇い戦死を遂げた。アムロはララァを誤殺したことを深く後悔。ララァの死がシャアが遅まきながらにニュータイプ覚醒する契機となった。死後も二人を見守っており、脱出困難に陥り半ば諦め掛けていたアムロを導き、仲間のもとに返した。

#### ザビ家
デギン・ソド・ザビ
声 - 浦山迅
元は、ジオン独立運動の創始者ジオン・ダイクンを影で支えてきたとされる、ムンゾ自治共和国内の実力者の一人。同共和国の最高学府「Munzo University」の学部長であったとされ、最高知識人の一人でもある一方、老獪な政治家で、自らの政治権力基盤を確実なものとするために、議会・軍の要職を自らの血縁のみで固める手法をとっている。
一貫した非戦主義者であり、連邦政府と事を構える意志はダイクンの生前から無かったが、連邦との直接対決を望むギレンとそれに煽られた世論に逆らえず、開戦を承認。しかし、ギレンが同じスペースノイドを虐殺し、更にブリティッシュ作戦で人類の半数を死に至らしめる挙に出たことに苦悩し後悔する。ルウム戦役ではガルマと共にグレート・デギンで観戦し、ドズルの戦いを見守った。
捕虜となっていたレビルと密かに会見し、和平への道を模索しようとするも、戦争継続を目論むキシリアらの思惑と連邦内でジオンと通じる戦争継続派エルランの策謀で結果的にレビルは連邦に奪還される。その後のテレビ演説で彼が「ジオンに兵無し」と戦争継続を訴えたことを「裏切り」と感じて激怒。ガルマを地球方面軍司令として送り出す際には「恩知らずどもを黙らせてやれ」と焚きつけている。
だが、溺愛していたガルマの戦死に激しく動揺。講和の道を模索するため様々な手段で働きかけようとするが、自らを傀儡として野心を満たそうと目論むギレンとの対立に繋がっていく。一年戦争が終盤にさしかかり、ドズルまでもがソロモンで戦死したことに激怒。
ギレンを「ヒトラーの尻尾」と揶揄し、密会したキシリアにギレン暗殺を密かに命じる。だが、ギレンを除く意志はあるものの、戦争継続自体は「是」とするキシリアの裏切りに遭い、座乗艦グレート・デギンの航行情報をギレン側にリークされる。レビルとの和平交渉に赴くが、自軍のソーラ・レイの照射を浴びて最期をとげる。
ギレン・ザビ
声 - 銀河万丈
デギン・ソド・ザビの嫡男。元々はダイクンに私淑する活動家で弟のサスロやランバ・ラルらと共にダイクンの拘束を目論む連邦側からダイクンを護衛していた。その後、ダイクン党の運動部長からムンゾ共和国議員を経て、ジオン公国総帥となる。明晰な頭脳を持ち、人命を全く省みない。TV版では鉄面皮で感情を表には出さないが、本作では怒ったり苛立つとこめかみに青筋を立てるほど感情豊かに描かれている。卓越した政治手腕を持ち、共和制下のジオンにあっても議会工作に秀で「ダーク・コロニー」でのMS開発や艦艇建造の予算を捻出するなど戦争準備には積極的に取り組む。平時はガーデニングを趣味とする。OVA版では囲碁のシミュレーションゲームに興じているシーンに変更されているが、これはOVA化にあたってコミックを見直した安彦が、庭木の剪定などつまらないと考えて変更された部分である。他に骨董品の収集も趣味で、執務室には刀剣や鎧などが置かれている。独裁者までのぼり詰める過程において、プライベートでも何か戦略的トレーニングになるものをしているとしてチェスや将棋より深いものとして採用している。
父デギンをして「ダイクンの怨念が乗り移ったようだ」と言わしめるほど、「自己崇拝」や「選民思想」といったダイクンの精神的暗部を継承して「ジオン公国」を作り上げ、連邦とアースノイドを殲滅しようと目論む人物として描かれている。ある意味では、ダイクンの正当な後継者で彼が行った蛮行の数々はダイクンが夢想して成せなかったことでもある（この状態を指して、父のデギンは「あれは鬼になった。ダイクンの無念が悪魔に変じて憑いた」と慨嘆した）。
ガルマ、ドズルの戦死で父デギン公王との確執が浮き彫りになり、キシリアにより誅殺された後にセイラたちダイクン派の蜂起と共に、ギレン派が反キシリア（反グラナダ）に回ったことが内部の混乱を加速させ、事実上の敗戦に繋がった。
また、次第に自分に冷たい視線を向けてくるキシリアを信頼しきってはおらず、直属の情報組織を密かに擁しており、シャアがキャスバルである事実を突き止めていた。
独立戦争を増えすぎた人口問題を抱える地球圏の抜本的な問題解決のための手段と割り切っており、自分たちの主張に従わぬ者は同じスペースノイドであっても容赦なく虐殺し、巧みな論理で正当化する。ただ、自らの手を汚すことはあまりせず、情報操作とアジテーションで人を操って目的を成し遂げようとする。弟・サスロの能力を高く評価しており、彼の暗殺には父デギン同様に衝撃を受けていた。ドズルについては軍事面の優秀さは高く評価しており、彼がソロモンで戦死したことを惜しみはしたものの、「短慮にはやった」と冷たく突き放したことでデギンを激怒させた。一方で、サスロ暗殺後に、全身に包帯を巻いた状態で来たドズルに対し、「もういいのか？」と心配する様子や、両の拳を打ち付けて傷口が開いて出血した際に驚くなどの、肉親への情が見られるシーンもある。
人間的感情にあまり重きを置いていない性格のため、身内から嫌悪されてはいるが、逆に私心のない人物とも言え、シャアをキャスバルとは知ってもその能力の高さを評価し、戦後は自分の側近として重用する意志を、シャア本人に対して明確に告げた。
なお、エピソード「～誕生～」においては、果断だった頃の父・デギンに対しては好意的だった様子がうかがえる。
サスロ・ザビ
声 - 藤真秀
デギン・ソド・ザビの次男。ダイクンが教授職だった時代は兄同様にシンパとしてダイクンを護衛する活動家。その後、ジオン党国民運動部部長。ダイクンの葬儀からの帰路に暗殺される。キシリアによる謀殺説もあるが定かではない。原典アニメ版の構想を記した、通称「トミノメモ」や小説版に名前のみだが登場しており、本作オリジナルのキャラクターではない。政治手腕に長けるなどの設定はそのまま使われている。ことに情報統制に通じマスコミを利用して人心をコントロールする役割を担っており、短慮に逸ってキャスバルを拘留しようと目論んだキシリアを叱責して彼女のプライドを汚した。弟のドズルはサスロを尊敬している。
その能力から見て、存命していればキシリアの担った分野を広く担当していたものと推定される。
ドズル・ザビ
声 - 三宅健太
キシリア・ザビとともに大きく年齢設定が変えられた。ムンゾ自治共和国時代、首都島防衛隊司令少佐。ダイクン議長死亡時28歳前後。のちジオン士官養成学校校長時には大佐。一年戦争開戦時は中将で、年齢は38歳前後。本作では、キシリアよりも「年齢的に上」であると明確に描かれている。原典アニメ版と比べ、校長としての訓示やルウム戦役での指揮ぶりなど、優れた指揮官、武人としての側面が強調されている。情け深い面も多く描かれ、尊敬する兄サスロの横死を忘れぬために顔面に負った傷をわざわざ残したり、政争に巻き込まれ不遇を託っていたランバ・ラルを表舞台に復帰させるため極秘任務に抜擢したり（このことが「ドズルには男にして貰った恩がある」というラルの台詞に繋がる）、ラルの復隊との交換条件でハモンと今際の際にあったアストライアの対面をお膳立てしたり、「暁の蜂起」で学業相談にかこつけて彼を拘束したゼナ・ミアを事件後に妻にしたり、「ブリティッシュ作戦」に反感を抱いて職を投げ出したラルの言葉を熟慮して自身の行った行為の残酷さが愛娘ミネバにもたらされる過酷な未来を想像して後悔・慟哭するなどという面や、宇宙に散った敵に対し哀悼の意を示して黙祷を指示したりと、ザビ家の中では非常に感情豊かで利他的な面の強い人物となっており、ザビ家内の権力争いを嘆くなど家族愛、人間愛はザビ家では誰よりも強い。ギレン、サスロ、キシリア、ガルマに比べ頭が悪いとコンプレックスを抱くが、その分、ヒューマニストでお人良しな性格が彼に数奇かつ苛酷な運命を辿らせた。また、ランバ・ラルやシャア、黒い三連星を使い、モビルスーツ開発を主導したのもドズルである。最期は、孤立無援となった宇宙要塞ソロモンと運命を共にするのは原作と同様であるが、その事態を招いたのが連邦軍との対決よりも政治的保身を優先し、勝利の為の機会を浪費したギレンとキシリアの政治的策動の結果であると断言し、「あの政治かぶれどもがジオンを滅ぼす」と怒りを爆発させて非難した。
また、レビルとは彼が宇宙軍総司令だった頃からの旧知の間柄で因縁深い。猛将ティアンムとはルウム戦役緒戦で「先にティアンム艦隊と決戦する」という誤情報で踊らせ、戦力投入の機を与えずに勝利した。ソロモン戦では彼の主力艦隊の所在を執拗に探らせるが、艦隊戦ではなく決戦兵器運用（ソーラ・システム）を選んだティアンムに趨勢を決定づけられながらも返り討ちは果たす。連邦側の将校とは互いにその能力の高さを評価し合っていたとも取れる。
キシリア・ザビ
声 - 渡辺明乃
ドズル・ザビとともに年齢設定が大きく変えられた一人であり、ジオン公国軍を動かしたキーパーソン的役割を担って、読者の目にわかりやすいように描かれている。本編の黒幕であり、様々な陰謀に関わっている。
一年戦争開戦前の初登場時、ムンゾ自治共和国内の準軍事組織である保安隊の長とされた。ジオン共和国発足後、（サスロの死によって）国軍の一部隊である親衛隊の隊長となり、この時諜報機関の長も兼務したと描かれている。一年戦争時ジオン軍少将は原典アニメ版と同じであり、マ・クベとの関係も上官と部下ではなく、階級は上位にあるマ・クベに対して丁寧な形で地球方面の指揮を要請する立場になっている。他方、階級を越えた権力を持つことが描写されている。
ギレンに取って代わる野心は一年戦争初期には芽生えていたらしく、父・デギンの信頼を得て、ギレンの暴走が過ぎる場合のギレン打倒工作の中核となる下地作りを進めていた。
ダイクンの遺児キャスバルと接触し、その器量は只者ではないと見抜いて危険視した。シャアのガルマ謀殺をすぐに察知し、彼の素性がキャスバルだと見抜いたうえで部下として使う。
ザビ家の権力を率先して固めるために働いた一方で、政治的な策略に走りすぎる傾向があり、結果的にザビ家の運命をも狂わせてしまう。
ガルマ・ザビ
声 - 柿原徹也
気性が他の兄弟たちに比べて優しく、ザビ家勃興の混迷期を幼少で過ごした事情もあって気骨には欠けている。ただ、そうした己の弱さを自覚し克服しようとする克己心もあり、並々ならぬ努力家。負けず嫌いであり、士官学校でシャアをライバルと認め、なにかと張り合おうとするが、ことごとく一枚上を行かれる。末子ということもあり、父のデギンに溺愛されている。連邦政府の怠慢により隕石（OVAでは冒進した連邦軍艦艇）のコロニー衝突で人命と生産区画に深刻な被害が出た際、シャアの扇動で決起部隊の中心人物に祭り上げられ、シャアの徹底した作戦計画により連邦駐屯軍の施設を武装占拠する「暁の蜂起」を起こす。このことで一躍ジオン国民のヒーローとなる。一度は野に下ったシャアが軍に復帰しドズルに抜擢され、月面でガンキャノン部隊を殲滅して破格の昇進を遂げたことに嫉妬する。だが、お手盛り昇進は望まず、参謀部への人事を拒絶。その後のルウム戦役における地上戦での活躍を認められ、地球方面軍司令として昇進する。WB隊が占領地に舞い込み戦いを繰り広げるが、アムロにより攻撃部隊は壊滅。ドップで出撃していたガルマは挑みかかるも翼を切り落とされたうえ、シャアの細工で遭難しかけるが、辛うじて帰還する。WB隊との「ミード湖」の駆け引きではマチルダの介入で苦杯を舐める。ロスでWBを追い求めるが、結果的にそれを利用されてシャアに謀殺される。
ゼナ・ザビ（ゼナ・ミア）
声 - 茅野愛衣
ジオン軍士官学校でのシャアとガルマの同期。蜂起事件の際は校長ドズルを軟禁する役を務めた。その後引責辞任するドズルのプロポーズを受け結婚、原典通り娘ミネバを儲けるもソロモン戦でドズルと死別する。

#### ランバ・ラル隊
ランバ・ラル
声 - 喜山茂雄
ラル家の総領息子。高潔で非常に武人としてのプライドが高く、聡明な仁愛の人。反面、政略的な立ち回りが不器用で能力・功績の割に実績に結びつかない「万年大尉」。先に戦死の経緯であるガルマ仇討ち部隊としての活躍と壮絶な戦死とが描かれる。シャア・セイラ編以降、ジオン側の開戦経緯に密接に関わる重要人物であり、前述のドズルと双璧を成す物語の主役。もともとはダイクンシンパの活動家としてギレンやサスロとは同志として行動を共にしていた。その後、ムンゾ防衛隊で大尉となる。やがて、ダイクンが権力の中枢を担うようになるとザビ家派とラル家派とに分かれ、ダイクンの死後は深刻な政争劇に発展する。人情派であり、後に仇討ち部隊として行動を共にするハモン、コズン、クランプ、そしてラル仇討ちで活躍するタチとは正に古い馴染み。ハモンについては彼女の少女時代から知っている。また、護衛のためダイクンと行動を共にしていたため、理想と現実とのギャップに苦しむダイクンが政治に無縁なアストライアに癒やしを求め、男女の仲に到った事情も知っている。幼いキャスバルとアルテイシアにとってラルは父親か兄のような親しみを持てる存在だったことは原作同様の事実で、ダイクンの死後はザビ家との政争を制することより遺児二人と自身の父親の身の安全を選択し、危ない橋を渡ってハモン、タチの協力で3人を地球に逃がした。そもそも父ジンバが主張したザビ家によるダイクン暗殺には懐疑的。ラル家は潰され、要職を解かれて一時期はハモンの酒場に入り浸りになり、やさぐれてつまらない喧嘩をするなど荒れていた。そんな彼の不遇を救ったのがドズルであり、MS開発計画という最重要機密に彼を抜擢した。そこで兵隊ヤクザだった旧知のガイア、マッシュ、オルテガらと共にモビルワーカーに毛が生えた程度の試作MSに搭乗して正に命掛けでテストパイロットとして腕をならした。先行採用機のプロトタイプザク（ブグ）に搭乗し「スミス海の戦い」で名を上げた。開戦後、MS熟練者として「青い巨星」の異名をとるが、ドズルから持ちかけられた「ブリティッシュ作戦」への参加要請には「悪魔のすることだ！」と異を唱えて軍を離れ、ザビ家に私物化されつつある祖国の状況を憂慮しつつもジオンにとって天下分け目の戦いであるルウム戦役にクランプ、コズンたちが従軍するのを見送った。
ドズルとの信頼関係は深く、ザビ家とラル家の恩讐を越えた強い信頼関係があった。故にギレンの指示に丸め込まれたドズルが「ブリティッシュ作戦」に“従事させられた”ことには我慢がならなかった様子で抗議の意味で辞職。その後、ラルが言わんとすることを理解したドズルはミネバを思い悔恨する。その後、ガルマ仇討ちという「私戦」に従事するため復隊するのを了承したのも、華々しい功績でラルを軍の中枢に据えたいというドズルの真意や弟ガルマに対する深い愛情ゆえと理解してのことで、キシリアの息のかかった地上軍総司令のマ・クベの協力など得られないと半ば了解した形で作戦に臨んでいる。（ウラガンのサボタージュの影響で）マ・クベ陣営には約束を反故にされるなど苦杯を舐めさせられたが、マ・クベ自身は「いつまでも日陰者ではな」とラルの能力を正当に評価していた。
また、能力・人格は軍内部でも高い評価を受けていたらしく、様々なガンダム関連作品でも彼の孤立無援な状況での死を惜しむ声は多かった。
もともと正妻の居ないラルがハモンを「愛人」（内縁の妻）として作戦に従事させたのも、二人が共犯者として様々な謀略に関わり、常に共に危ない橋を渡る仲だったからだといえる。既に没落したとはいえ名門の出であるラルと、元は不良少女でラルを少女時代から知り、雌伏時代を献身的に支えたハモンにとっての共通項がアストライアの辿った悲劇だった。それでもハモンはラルを「あなた」とあたかも長年連れ添った夫婦であるかのように呼んでいる。彼の戦死後、ハモン、タチを中心にして「仇討ち」が決行された。その際にハモンがアムロに「私とラルの人生は豊かだった。それを終わらせたのが坊や、貴方なのよ」と語るに到る。
クラウレ・ハモン
声 - 沢城みゆき
原作およびランバ・ラル編、ジャブロー編前編ではラルの内縁の妻で軍籍を持たない身でありながら、最愛の腹心としてラルを支え、彼の戦死後はタチと共に仇討ちを決行しリュウ・ホセイのコア・ファイターとの空中衝突で戦死する。だが、シャア・セイラ編以降の重要人物で主役の一人。不良少女で夜遊びに明け暮れていた時代に年齢詐称して働いていた酒場「エデン」で純粋な心を持つ歌姫アストライアと知り合いその人生が一変する。アストライアがダイクンに見初められたことでハモンは子供ながらに二人の間を取り持つためキャスバル誕生でも重要な役割を果たす。またアストライアの後を受けた歌姫としてバーテンダーのクランプと共に「エデン」を切り盛りする。
アストライアへの思慕と友情はひとかたならず、彼女が産んだキャスバルとアルテイシアを政争から逃がすため、連邦軍人に成りすまして二人をガンタンクで逃がすという危険を冒す。その後、自身への恋慕を利用してタチを動かし、二人とジンバ・ラルを地球に逃がした。その後も愛する我が子を他人に委ねた心痛を病として苦しむアストライアを影ながら見守る。ドズルの配慮で対面を果たし、アストライアを勇気づけるがその甲斐もなく、アストライアは早逝する。
ザビ家に睨まれたことで要職を解かれ、不遇を託つランバ・ラルも献身的に支え、ラルに陽の当たる道を歩ませたいと痛切に願うが、不器用な性格故に上層部と衝突して地位を喪うラルを温かく見守る。ラルの項にある台詞に集約されてしまうが、愛に生き、愛に死んだ女性。
タチ・オハラ
声 - 北沢力
少尉→中尉。原作では単にラルに心酔し、ハモンのラル仇討ちに力を貸すだけの存在。本作では重要な役所をこなす。ジオン共和国時代に、常連として通っていた店の歌姫ハモンに入れあげ、「用心棒役」となっていた。色仕掛けで彼女に協力し、ジンバ・ラルとキャスバル、アルテイシア兄妹を貨物便で地球に送る。当初は頼りない青年士官であったが、「ルウム編」では情報部所属の軍人として再登場。開戦後はキシリア機関の目を掻い潜りセイラと接触。彼女にキャスバル（エドワウ）とシャア・アズナブルの入れ替わりを匂わせる情報を届けている。
その後は地球で諜報活動に就いていたが、ラルの戦死と、ホワイトベースに対するハモンの仇討ち計画を知り、密かな想い人ハモンへの最後の奉公とばかりにあらゆる伝を動員して旧型ザクとマゼラアタックなどの装備とホワイトベースの進路情報を手に馳せ参じる。自身もザクに搭乗してホワイトベースに特攻をかけるがガンタンクの射撃を受け、最後にハモンの役に立てて本望と言い残して戦死。また、ハモンとの再会時に、ラルほどの人材を捨て駒にするジオンに明日はないと敗戦を予言していた。
クランプ
声 - 近藤浩徳
ラルの副官。長らくクラブ「エデン」のバーテンダーに身をやつしていたが、ムンゾ防衛隊時代からラルの部下。ルウム戦役で軍に復隊した。仇討ち部隊が編制されるとハモンと共に参加した。白兵戦では艦橋制圧のため外部から爆破・侵入しようとするも、キッカの姿を見て驚き退くよう促す。ミライがキッカを庇い、割れた窓から侵入しようとした際にミライに撃たれて戦死。
コズン・グラハム
声 - 丹沢晃之
クランプと同様にムンゾ防衛隊時代のラルの部下で仇討ち部隊にも参加。階級は曹長→准尉→少尉。ブリティッシュ作戦に憤ってラルは軍を抜けたがコズンはルウム戦役に参加。その際にザクバズーカの一撃で戦艦を撃沈するシャア中尉の活躍を見て自身の予備弾を委ねようとするが、「従軍出来なかったラル大尉の分まで働け」と諭されている。
ラル隊の一員として熟練パイロットぶりを発揮するも、アコース機がやられてラルの撤退命令が出たにも拘わらず、ガンダム鹵獲にこだわって撤退が遅れる。怒ったカイのガンキャノンに背後からラリアットを喰らわされて逆に機体もろとも鹵獲され捕虜となる。WBクルーが素人集団だと見抜き、尋問を巧みにはぐらかす。セイラが食事にかこつけてコズンに個人的接触を図ってシャアの情報を引き出そうとしたのを勘違い。頃合いを見計らい脱走を図る。ラルにWB内の状況を報告し、自機を取り戻そうとするが、セイラに見咎められ同行するように誘うが拒絶され、組み敷くが逆にキックで反撃された。その後、機体奪還を諦めて身一つで逃亡を図ろうとするも追跡していたセイラに合流したオムルのバズーカでハッチごと吹き飛ばされて死亡した。
アコーズ
ラルの部下。コズンとのコンビでラルのグフを援護する。しかし、二度目の交戦でダニーのガンキャノンにザクの頭部を吹き飛ばされた後、ビームライフルでコクピットを撃ち抜かれ戦死。原作での名前はアコース。
サグレド
ラルの部下。ソドンの町のレストランでマイルと歩哨の任に就いていた。アムロを探していたフラウをラルの元へ連行する。
ゼイガン
ラルの部下。バイクに乗り、偵察任務を敢行する。
ステッチ
ラルの部下。3度目のWB襲撃でWBに取り付いて攻撃するがミライが異常姿勢での操艦をしたことで振り落とされた。その後、白兵戦を仕掛ける作戦でもザクに搭乗。アムロの操作するガンダムに撃破され戦死。

#### 黒い三連星
ミゲル・ガイア
声 - 一条和矢
黒い三連星のリーダー。階級は軍曹（過去）→少尉（テストパイロット時）→中尉（スミス海での戦功）→大尉（ルウム戦役での戦功）。三人の中では一番常識的かつ紳士的だが、見た目重視で三連星のマークが好き。貫禄がありヒゲが特徴。発足当初のMS隊において指揮官となったラルへの敬意も抱いている。開戦後、ルウム戦役でレビルを捕虜にしてジオン十字勲章の栄誉に輝くが、凱旋後は三連星の活躍以上に華のあるシャアが持て囃される（オルテガは憤るがガイアは気にしていない）。主戦場が地球上に移行するとジャブローでの作戦従事のため、地球に降下。高機動型ザクIIからドムに機種転換する。WB隊との偶発戦闘（ドムの慣熟訓練中だった三連星が戦闘区域とは反対側に急行中のギャロップと遭遇し、異変に気付いて接近した）でガンダムと交戦。決してガンダムを侮っていたわけではなかったが、切り札である「ジェットストリームアタック」を仕掛けた際にマッシュが戦死した。オデッサ前哨戦ではマッシュの弔い合戦とばかりにガンダムに復讐戦を挑むが6機から成るドム隊はニュータイプに覚醒したアムロのガンダムの前に壊滅（この戦いから倒した敵の数を数えるようになった）し、ガイアも戦死を遂げる。
MS開発史においては重要人物。ダークコロニー内で極秘に開発されていたMSのテストパイロットに抜擢され尉官に昇進。ラル、ガイア、マッシュ、オルテガの4人が「モビルスーツもどき」で命掛けのテストパイロットを勤めていたことで、ブグを経てザクIが開発された。そこに地球帰りでいきなり現れたシャアが加わり、5人による史上初のMS同士の実戦闘である「スミス海の戦い」ではザクIでガンキャノン大隊を壊滅した。
マッシュ
声 - 土屋トシヒデ
三連星の一人。階級は軍曹→准尉→中尉。右眼の古傷は昔からある。普段は寡黙だが、オルテガ以上に口が悪くシャアが男妾まがいの真似をして男好きの上官に取り入って出世したなどと本人を前に言っている。WB隊との戦いでガンダムにジェットストリームアタックを仕掛けた際、ガイア機を踏み台にしたガンダムが後続のマッシュ機にビームサーベルを突き立て、コクピットを貫かれて戦死した。
テストパイロット時代、ラルとは命を賭けて模擬戦を戦うが白兵戦では一日の長があるラルに敗北した。ラルから「兵隊ヤクザども」と揶揄されたのはガイアはともかく、マッシュ、オルテガの言動と素行が相当悪かったからのようである。
オルテガ
声 - 松田健一郎
三連星の一人。階級は伍長→准尉→中尉。三人の中で一番背が高く、長い顔とダンゴ鼻が特徴。腕は立つが口が悪くすぐ手が出る荒くれ者。WB隊との交戦時はガンダムを上空援護していたミデアによって崖下に突き落とされそうになり、激昂して操縦席を叩き潰してマチルダを戦死させた。オデッサで復讐戦に挑みガイアと共に全滅し戦死。
准尉から一兵卒まで降格していたシャアについては初対面から気に喰わずなにかと張り合う。そのシャアが2階級特進でマッシュ、オルテガを追い越してガイアと肩を並べ、ルウム戦役後にジオン十字勲章のガイアを上回る人気取りで、またも二階級特進したということには更に気に入らない。MSは性能よりも見た目重視で黒（ダークパープル）が好き。

#### 地球方面軍
マ・クベ
声 - 山崎たくみ
ジオン軍将校。階級は中将。ジオンきっての地球通とされて南極条約調印交渉に全権大使として臨んだが、かねてから近づいてきたキシリアの手配によってレビルの脱出と演説とで和平交渉が頓挫すると地球降下作戦の指揮を執り、その後、地球方面軍総司令官となる。高い技術力を誇るが鉱物資源に乏しいジオン本国のため、欧州東側のオデッサに司令部を置き、地球攻略と並行して資源採掘を行って独立戦争を支える。原典アニメ版にはキシリアにおもねる人物だったが、『ORIGIN』ではキシリアよりも階級が上であり戦争継続を望む真意を明かされ、それに従ったが私淑してはいない。ガルマがマ・クベ麾下に入った事情はザビ家がマ・クベを使い捨てないという証。そもそもザビ家にもダイクンの思想にも全く関心がない、いわゆるノンポリ。軍閥闘争やキシリアとギレンの争いにも全く関心がなく、祖国を勝利させることしか考えていない。連邦軍によるオデッサ包囲作戦（オデッサ・デイ）では頼みのエース部隊であるガイア隊が前哨戦においてガンダムとの戦闘で全滅。エルラン中将の内通情報によりビッグトレー級バターンがレビルの旗艦だと知り、囮であるモルトケに攻撃を集中させる一方でバターンを南極条約違反の核攻撃で撃破しようとするもアムロに察知されて作戦は失敗した。戦争の大局を小人物に委ねたことを後悔。その後、ギレンから命じられていた大都市への弾道ミサイル攻撃を反故にし、多くの将兵をザンジバルで宇宙に逃がしたが自身は地上に残って最新鋭MSギャンでグフ隊を率いて退却戦を戦う。その際、「ギャンは量産させるな。マ・クベの名はギャンと共に記憶されるべきだ」と唱えている。擱座後、核融合炉の爆発に海上封鎖中の連邦海軍艦艇を巻き込んで盛大に爆死した。最期の台詞については原典アニメ版と同様に「ウラガン、あの壺をキシリア様に届けてくれ、あれはいいものだ」だった。
耽美主義的な性格はそのままだが、れっきとした武人。学芸員顔負けの審美眼を持ち、選民思想を唱えてもたかが100年足らずの歴史しか持たないスペースノイドは文明的に地球に全く敵わないと信じており、歴史的な教養の無さから、贋作や模造品の類を正規の美術品として高値で買わされるほどアースノイドからバカにされるスペースノイドの現状を半ば自嘲的に見ている。
なお、”きれいな戦争”を意識して締結された南極条約にしても、核融合エンジンで稼働しているMSが主力兵器である以上、その動力部を破壊されると核爆発を伴う恐れが高いので条約で禁止した意味はほとんどない。
ウラガン
声 - 保村真（『ククルス・ドアンの島』）
マ・クベの副官。容姿も性格も原典アニメ版と全く変わっていない。総司令付という地位で他人を見下す嫌味な男。政治的な交渉能力を最重要項目に位置づけていたらしく、処世術のなさから出世の遅いラルを「戦争馬鹿」と揶揄してドムの補給要請を握りつぶした。
オデッサでは敗戦が決定的となるとグフに搭乗してマ・クベと共に戦うが途中離脱して逃れた模様。
マ・クベへの心酔は本物だったようで、敵討ちのために結成した「ウラガン中隊」でアムロを執拗に狙い鳥取砂丘においてレプリカギャンで襲いかかるが、所詮はハリボテで自滅した。

#### シャア麾下の人物
ドレン
声 - 白熊寛嗣
最終階級は大尉。ルウム戦役でたまたまシャアの乗艦勤務であった。兵卒からの叩き上げ軍人であり、若いシャアに対して古参兵たちが快く思わない中、見所があると評価し好感を持っていた。かたやシャアも裏表のないドレンを気に入っていた。ドズルからルウムでの抜群の戦果を評価され、その引き立てで最新鋭ムサイ級ファルメルと共にシャアへの餞として部下として与えられると、シャアは即座にドレンを艦長に抜擢した。
その後、シャアの腹心中の腹心として地球行きにも同行した。ガルマ戦死によりシャアが除隊処分となると先に宇宙に戻り、キャメルパトロールの指揮官に出世している。
除隊処分を経てもシャアに対する忠誠は変わらず、WBの足止めによる挟撃作戦に協力。だが、アムロの成長ぶりはドレンの予想を遙かに上回っており、僚艦を瞬く間に撃沈された後にドレンの旗艦も撃沈されて戦死した。「指揮官が真っ先にノーマルスーツを着るなど兵を不安にさせるだけだ」など、シャアの影響が色濃い主張をしている。
デニム
声 - 大畑伸太郎
ファルメルMS隊のパイロット。階級は曹長。シャアの部下の中では古参。その信頼も厚く、サイド7強行偵察作戦では部隊の指揮を執る。ガンダム1号機との戦闘で3機のザクが相討ち同然に撃破され、撤退を決断するも味方の損害と手柄を焦ったことで新兵のジーンが暴走。ジーンがコロニー内で無差別攻撃を始めると止めるために追って入る。だが、ジーン機がガンダム2号機に撃破されると逆上したデニムも戦闘に及び撃破され、戦死した。
ジーン
ファルメルMS隊のパイロット。階級は兵長。ルウム戦役以降にパイロットとして着任した新兵。サイド7強行偵察作戦の出撃直前に先輩パイロットらに不遜な態度を取って小競り合いを起こし、シャアに咎められている。原作同様の最期を遂げる。
スレンダー
声 - 川原慶久
ファルメルMS隊のパイロット。階級は伍長。サイド7強行偵察作戦では報告のために命令に従って帰還した。結果的に強行偵察部隊唯一の生き残りとなるが、シャアと共に出撃した際にビームライフルに撃ち抜かれて戦死。展開が異なるため原典アニメ版ではビームライフルを装備したガンダムを見て「自分はあの武器は見ておりません」→「当たらなければどうということもない」だったが、『ORIGIN』では「あの武器でアッシュ軍曹が一撃でやられました」→「当たらなければどうということはない」に改変された。
クラウン
ガデム輸送隊によりザクと共に配属されたファルメルの補充兵。大気圏内戦闘でガンダムとの交戦で帰還までのタイムリミットを超えてしまい摩擦熱で機体と共に燃え尽きた。ガンダムを道連れにした栄誉をシャアに讃えられたが、無駄死にに終わった。
デュボワ
ガデム輸送隊によりザクと共に配属されたファルメルの補充兵。大気圏突入時の戦闘にて、ガンダムのビームライフルにより撃破される。原作での名前はジェイキュー。
ヨセフ
ガデム輸送隊によりザクと共に配属されたファルメルの補充兵。大気圏突入時の戦闘では3名の中で唯一シャアと共に生存したが、後の地上戦にてガンダムにより背後から撃破される。原作での名前はコム。
赤鼻
ジャブロー潜入作戦時の部下。倉庫に放置されていたが工作機として使えるアッガイで出撃した。地下水脈からジャブロー基地内に潜入するため掘削も行って見事潜入に成功。工兵達をアッガイから指揮し、ジャブローのゲートを開放する。その後、工兵の撤収を待っている間にジムと遭遇し、交戦するも撃破され戦死。原作での名前はアカハナ。
ラムジ
ジャブロー潜入作戦時の部下。赤鼻達とは別行動を取り、量産MS工場に爆薬を仕掛けた。しかし、カツ、レツ、キッカの妨害で大半を解除された。
マリガン
原隊復帰しマッドアングラー隊に配属後のシャアの副官。階級は中尉。ドレンと違って無茶ばかりするシャアを諫める言動が多い。ただし、気の利く面もあり、シャア専用ザクとガンダムの一騎討ちで偶然を装ってドダイを向かわせ、機体放棄後のシャアを救出している。
フラナガン・ブーン
マッドアングラー隊の隊長で、ユーコンの艦長を務める。原作とは異なり、グラブロには搭乗しない。
カラハ
マッドアングラー隊の一員。階級は軍曹。ゴッグに搭乗し、ベルファスト基地を襲撃する。単身で暴れ回るが、カイの操るガンキャノンに撃破され戦死。原作ではズゴックに搭乗。
ボラスキニフ
マッドアングラー隊の一員。階級は曹長。ゾックに搭乗するが、太平洋の戦闘にてスレッガーのコアファイターにより撃破される。
コノリー
マッドアングラー隊の一員。ミハルと接触し、彼女に潜入用の連邦軍制服と報酬を手渡す。
キャリオカ
マッドアングラー隊の一員。ブーンと共にホワイトベース艦内に潜入する。ジオン訛りが強い。
トクワン
マッドアングラー隊の一員。グラブロに搭乗し、ガンダムを追い詰める。ガンダムとの戦闘で掴んだ足を握りつぶす痛恨のミスにより敗死した。原作ではビグロに搭乗。

#### その他
ジオン・ズム・ダイクン
声 - 津田英三
ジオン共和国初代首相。シャアとセイラの父。原作と異なり、病死する。
ジンバ・ラル
声 - 茶風林
ジオン・ズム・ダイクンの側近。ランバ・ラルの父。
トレノフ・Y・ミノフスキー
声 - 坂東尚樹
ミノフスキー粒子の発見者。ドズルの下でモビルスーツの開発に携わる。連邦への亡命を画策するが、スミス海の戦いに巻き込まれ試作型ガンキャノンの下敷きとなって死亡。
ガデム
補給艦パプアの艦長。ザクIで出撃して応戦する展開は同じだが、原典アニメ版と異なり、ハヤトとリュウが操るガンタンクに撃破される。
ゲビル
ガルマのもとでドップ小隊を率いる。
バムロ
偵察機ルッグン（コードネームはビッグ・ジョン）の操縦士。
コム
偵察機ルッグン（コードネームはビッグ・ジョン）の副操縦士。
コンスコン
声 - 竹田雅則
ドズルの腹心の1人。階級は少将。ドズルの命を受け、サイド6でWB隊と交戦し戦死する。原作ではWB隊と2度交戦するが、本作では劇場版と同じく1度のみ。
フラナガン博士
フラナガン機関の設立者。助手と共に劇場版の容姿で登場する。
シャリア・ブル
ニュータイプで、MAN特別部隊配属。階級は大尉。ブラウ・ブロに搭乗し、テキサスコロニー内でWB隊と交戦する。WB隊を苦戦させるが、最期はガンダムに敗死する。原作と比べ、容姿や性格など設定が大きく変更されている。
ラコック
ドズルの副官を務める参謀。ドズルの命を受け、ゼナ夫人とミネバと共にソロモンを脱出しグラナダへ向かう。
デミトリー
ザクレロ部隊の隊長。階級は軍曹。ソロモン戦に登場し、ハヤトのボールを中破させたが、ガンダムに撃破され戦死。
トワニング
キシリアの副官を務める参謀。階級は准将。キシリアと共にシャアの狙撃を受け戦死する。原作と比べ登場する場面が増えており、容姿も変更されている。
アサクラ
ソーラ・レイ建設・管制の責任者。階級は大佐。原作と比べ容姿や性格が変更されている。
シムス・アル・バハロフ
ニュータイプ部隊隊長。階級は中尉。ブラウ・ブロに搭乗し、ア・バオア・クー防衛戦に参加。セイラのジム重装甲型と交戦し、大破させるも相撃ちとなり戦死。
サキオカ
シャアにジオングを案内する技術将校。階級は少尉。原作での名前はリオ・マリーニで、容姿も異なる。

### 地球連邦軍

#### ホワイトベース（WB）隊
大型艦ペガサス級の一番艦。元々は強力な武装も持つMS輸送艦として建造されたが、その活躍ぶりにより正式採用され、同型艦が数多く建造されることになった。また、ジャブローへの到着でウッディ大尉らにより「強襲揚陸艦」に改修され、その本来の役所はア・バオア・クー戦で発揮された。初代艦長はパオロ･カシアス。艦長代理を経てブライト・ノア大尉が正式に二代目艦長となる。
サイド7出航時にシャア隊との交戦で多くの負傷者・戦死者を出したため、民兵や新兵の入り交じる雑多な部隊となったが、民間人上がりの主要クルーとパイロットがランバ・ラル隊との交戦で瓦解寸前となる危機を乗り越えてジャブローで任官し、軍人となる。原典アニメ版との明確な差異はスレッガー小隊をはじめ、連邦軍人から補充兵が多く加わっていることであるが、彼ら正規兵たちはWB隊が持つ家族的な雰囲気を理解できず、戸惑う場面もある。原典アニメ版では捨て駒や陽動専門といった扱いをさせられているが、本作ではそこまで悪質な扱いはされておらず、重要局面では艦の持つ優秀さで評価され、作戦上重要なポジションを担っている。
アムロ・レイ
声 - 古谷徹
15→16歳。V作戦の責任者でアナハイム・エレクトロニクスRX計画担当部長テム・レイの一人息子。幼少期に「宇宙を体感させたい」というテムの意向で、地球に残った母カマリアとは別れて事実上父子家庭も同然の生育環境で育つ。生活力は皆無で放っておくと部屋はゴミ溜めと化し、風呂にも入らず、食事も忘れる。V作戦従事のためサイド7に移住した父に従い移住。人間関係の構築に消極的で能動的に作った友達はいない。押しかけ女房同然のフラウ・ボウや隣人のハヤト・コバヤシ、留年で同級生となったカイ・シデンに加え、フラウに開戦前から懐いていたカツ、レツ、キッカとは知り合いだがそれ以上でもない。父親の不在を良いことに未明まで自室で調べ物に没頭しており、学校でもいつも眠たそうにしている内向的で目立たない少年。テムのコンピューターから最高機密であるガンダムの情報を調べ、その設計図や仕様（おそらくは操縦方法を含めた技術情報）などを知っていた。
サイド7へのシャアの強行偵察で一年戦争に巻き込まれ、ジーンの行った無差別攻撃で多くの人々が死ぬのを目の当たりにし、ジオン軍への憎悪を募らせガンダム2号機（RX-78-02）に搭乗し、緒戦でザク2機を撃墜したことから民間人ながら正パイロットに抜擢される。しかし、軍人としての心得を教育されたわけではない為、艦長代行に抜擢されたブライト・ノア中尉への露骨な反感と実戦での恐怖体験などを理由に我が儘にふるまい、大人への不信感を強く持つひねた騒動屋として問題を起こし、ブライトにとっての頭痛の種となる。
転機となったのはマチルダ中尉との出会い、ランバ・ラル、ハモンとの邂逅と死闘、リュウの戦死。マチルダには恋心を抱き、ラルを乗り越えなければならない強い大人（理想の父親像）を意識。リュウの戦死で初めて身近な人間の死を体験。更にマチルダも戦死したことで親しい人たちを失う心理的苦痛を乗り越えての成長を遂げ、同時にそれまで兆候こそあったニュータイプ能力が覚醒する。
因縁のシャアについては終盤においてサイド6で対面するまでアムロの側で一方的に知っている（ルナツーで本人とその素顔を目の当たりにしている）関係。シャアを強敵だとは認め、彼の存在を察知するがニュータイプだとは対ジオング戦までみなしていない。実際のところシャアとの交戦では劇中2度完敗を喫している（一度目は緒戦。二度目はテキサスコロニーでのゲルググとの一戦。緒戦では手玉に取られたがガンダムの性能で命拾いし、二度目は先のシャリア・ブルとの戦いでエネルギー残量に余裕がない上に、自身の反応速度がガンダムの性能を凌駕した結果）。またガンダムがメンテナンス中で使えない最中にジャブロー侵攻戦が発生し、ジムで出撃して苦戦し、ウッディのファンファンによる支援を仰いでシャアのズゴックを撃破している。
ガンダムの私物化意識は根強く、原典アニメ版同様にラルに完敗後、パイロットから下ろされそうになった際に露呈し、ガンダムを奪って脱走という銃殺モノの軍機違反を仕出かす。二度目はモスク・ハン博士のマグネットコーティング化実験に際して露呈している。
アニメとは戦後の扱いが明らかに違い、戦争の英雄としての扱いはそれなりに受けており、シャイアン基地での幽閉ではなく作戦に従事させられることも、ある程度の行動の自由も保障されている。ただし、セイラと同様に連邦軍の護衛部隊に堅くガードされている。本人の希望としてサイド7の復興を口にしている。
なお、原典アニメ版でハロはアムロのハンドメイド品だったが、元々は幼少期にテムから買い与えられた玩具という設定で、これをベースに改造を加えた形で登場する。
また母親のカマリア・レイについてはテムとアムロの不在の間に愛人関係と思しき男性との関係をアムロ自身が回想中で直感的に疑う描写がある（「アムロ0082」）。
ブライト・ノア
声 - 成田剣
WBの二代目艦長。初登場時は中尉。後に大尉。任官したてではなく、それなりの軍歴を持ち合わせる。艦長代理として苛立ち当たり散らす性格はより顕著。艱難辛苦を乗り越えてのジャブロー到着で正式な艦長を拝命し、軍功も十分として大尉に昇進。また改装後に強襲揚陸艦への大規模改修作業を受けてからは対空防御の指揮が飛躍的に向上した。
ミライへの恋愛感情はジャブロー到着時点で強く。ゴップからフィアンセの存在を聞かされて心中穏やかでなくなる。プロポーズを意識し出したのもこの頃であるようで、ミハル潜入時にブライトの私室をかき回した際にデスクの引き出しに指輪ケースがあるのが確認出来る。サイド6寄港は正に不本意で「命令でなければ誰がこんなところに」とボヤく場面もある。
艦長代理時代は未熟さ故にアムロと衝突したり、ミライの助言で作戦立案をする、索敵を怠ってリュウが自主的に索敵を買って出て戦死するなど、周囲に支えられていたが、苦くもつらい経験の数々が彼の優れた素質を磨き上げていったことで正式拝命後は後に名提督と呼ばれるほどの器量を備えてくる。
ア・バオア･クー戦に際し、大々的な訓示を行ってパイロットたちを送り出すが、「堕とすまで帰還するな」はいくら何でも言い過ぎで、実際のところエルメス撃墜後にガンダムは換装・補給のために帰還している。
ア・バオア・クー攻略戦の最中に戦死した最高司令官たるワッケインの意を汲んで要塞への強攻揚陸作戦の指揮を担い、作戦を成功に導いたが、アムロの助言で退鑑命令を出して、ホワイトベースの爆沈を見届けた。
セイラ・マス（アルテイシア・ソム・ダイクン）
声 - 潘めぐみ
最終階級は曹長。ダイクンの遺児。『ORIGIN』では彼女の幼少期から描かれる。少女時代は子猫の「ルシファー」を可愛がっており、ランバ・ラルはアルテイシアに頼まれて自宅からダイクン邸に搬送。ジンバ、キャスバル、アルテイシアの脱出行に同行した。「ルシファー」はテキサスコロニー移住後、アストライアの死を追うように亡くなり、母の墓石近くに埋葬された。アストライアから月が百回丸くなったらまた一緒に暮らせると言われ、それを信じて手紙を送り続けていた。キャスバル（エドワウ）の出奔後、公式発表された彼の死を疑いながらも墓石を建て墓参りをしていた。少女時代から慈善活動に熱心でテアボロが連邦政府の難民高等弁務官という肩書きだったこともあり、難民救済に力を注ぐ。ジンバ襲撃に際しては伝染性疾患を疑われる病身で寝ずに看護していたエドワウが襲撃に気付いて彼女を護った。長じてからは医師の卵となり、ルウム首都バンチの学校に進学していたが、テアボロの容体悪化で帰省し、養父の死を看取った。その際に暴徒たちの銃撃に応戦し、銃撃戦を戦った。こうした経験が「女傑」という人格形成に寄与し、サイド7襲撃に巻き込まれホワイトベースのクルーとなってからは冷静かつ的確なオペレーターで白兵戦時は銃をとって勇ましく戦い、戦闘後は医師の卵として衛生兵に混じって治療や応急処置をするといったように多方面で活躍しクルーの信頼を得ており、ブライトの信用も高かった。ところが、ランバ・ラル隊との交戦で捕虜となったコズン・グラハム少尉に個人接触してシャアの動静を聞き出そうとしたことが問題視され、スパイ容疑で監査部に取り調べられた後、アムロと同様に独房入りとなる。だが、利敵行為は認められなかったため釈放され、その後はシミュレーター訓練をこなした後、コアファイター（コア・ブースター）のパイロットとなる。飛行時間40時間程度ながらオデッサ前哨戦の索敵任務中に敵機を撃墜する活躍でスレッガー中尉に認められる。その後、テキサスコロニー内での戦闘時にシャアとの個人的会話がカイに傍受され、二人の正体がジオン・ズム・ダイクンの遺児キャスバルとアルテイシアだと判明してからは自室謹慎処分となり、ソロモン戦には参加出来なかった。しかし、マグネットコーティング処理後のガンダムとのハイレベルな模擬戦をこなすなどパイロット適正は高く、ア・バオア・クー戦では新型機として貴重な装甲強化型ジムを与えられる。機体の擱座放棄後、要塞内で捕虜となるがアルテイシアだと正体を明かし、ダイクン派の将校たちを味方につけて反乱決起し、内部を攪乱。その後、アムロの危機を察して反乱部隊を離れて、アムロ、シャアの決闘場面に立ち会い、シャアが立ち去った後、アムロと共に要塞からの脱出を図るも戦闘の混乱ではぐれ、アムロのニュータイプ能力に助けられてカイ、ハヤトに発見され保護されて脱出した。
戦後は養父の資産を継承し財団を立ち上げて戦災孤児の救済活動に熱を入れる。ジオン本国への帰還を求められつつも、政治利用されるのを拒み、連邦政府の保護下で活動をしている様が描かれた。
立場上明確に出来ないものの養父のテアボロ・マスのことは実の父のように慕っており、彼に協力していたロジェ･アズナブルにも信頼を寄せていた。二人が居なくなったことで、テアボロが信頼を寄せていたシュウ･ヤシマを頼ってサイド7に渡る様子が描かれている。
母の復讐のため危険を冒してムンゾに赴いた兄キャスバルに理解を示しつつも、そのために本物のシャア・アズナブルが死ぬことになり、息子の栄達にその実苦しんでいたアズナブル夫妻や、実の息子のように愛を注いだテアボロがエドワウの死に心労で病を患ったことなど、キャスバルが恩人たちに対して行った惨い仕打ちに心を痛め、キャスバルのとった行動についても矛盾に満ちていると指摘。兄妹の悲劇とは無関係なアムロに対する憎しみなど明確に反発し、最後まで兄の助言には従わなかった。一本筋の通った女性であり、正体を明かしても仲間意識を変えないホワイトベースのクルーたちに信頼と安堵の念を抱き、やっと本当の仲間になれたと述懐する様も描かれた。
カイ・シデン
声 - 古川登志夫
ホワイトベース隊のパイロット。伍長→軍曹。不良少年団の団長として登場。「留年のカイ」（ダブリ-）として級友たちに知られる。同じ学校のハヤトやアムロを誘い出して開発区に重機を使って侵入してしまい、連邦軍に処罰されてしまう。しかし、その際はアムロだけはテム・レイの息子として寛大な処置を受けたことでアムロを「軍属の子」だと誤解することになる。
原作通り、サイド7での戦闘で避難民に対する態度を新参者のセイラに咎められ「軟弱者」とひっぱたかれる。これをフラウに愚痴っている。その後、ザクを仕留めたガンダムのパイロットがアムロだと知って民兵として志願。リュウから訓練を受ける。シャアの補給阻止作戦で初陣を飾るが、発艦時にあわや大破という危なっかしいザマを見せ、またガデムのザクIとの近接戦で損傷を負うなど「壊し屋カイ」はこのときから発揮する。民兵上がりとしては成長株（ジョブ・ジョンは兵役）でパイロットとして活躍するが出撃時から危なっかしいなどメカニック泣かせ。また年中外すと揶揄されてもいる。
性格は軽薄でニヒリスト。反面、情にほだされるタイプで男気にも溢れる。コメディリリーフとして物語を盛り上げる役。感情表情に乏しいアムロとは比べるべくもない多彩な表情を見せる。アムロ同様の騒動屋でブライトの頭痛の種。ただし反抗的ではなく「あの白目なしに殺される」などと恐れている。リュウの戦死に際してはアムロとハヤトの喧嘩を仲裁し、「悲しいのはみんな同じだ。チビたちも泣いちまった」とアムロを諭している。アムロとのやりとりに関してはほぼ原典アニメ版と同様。『ORIGIN』ならではなのがオムルたちメカニックとのやりとり。鹵獲したコズンのザクIIにガンキャノンの頭部をくっつけた「キャノンザク」はカイの発案でオムルたちに急造させた。マゼラアタック程度なら訓練に丁度良いとビームライフル装備で出撃するが、タチ搭乗のザクIとの交戦時に頭部が破壊され接近戦の末に拘束し、ガンタンクのバルカン砲で仕留めた。ギャロップの特攻阻止のため、MS隊と共に働き一応活躍した。
ミハルとのエピソードでアンチジオンの想いを強くするが、それ以前に連邦軍に対する不信感が強く、軍に対する帰属意識は低い。特にレビルに対しては「ルウムの敗戦将軍」だと毛嫌いしている。
コンボイレーサーを自称しているだけあって車両でのエピソードも多く、アムロ救出のためセイラを同伴して捜索に向かいジオン軍とカーチェイスをしたり、アムロ・セイラの収監でホワイトベース内の結束が乱れると車両を盗んでハヤトたちと共に脱走を企ててリュウの逆鱗に触れるなどしている。ジャブロー本部内でカツ、レツ、キッカ救出のために走行中の車両で子供たちの受け渡しをするなど原作に沿った活躍もある。
アムロはガンダムへの私物意識が強いが、カイはガンキャノン愛が強い。ア・バオア・クーでの出撃前はジョブから愛機を受け継いだハヤトにガンキャノンの繊細さを熱く語っている。またオデッサ・ディでは新型機のジム隊に旧式のガンキャノンが混ざっていることを指摘されるとWB隊であることを殊更強調している。
アムロがニュータイプに覚醒すると「言っていることは理解できないが、アムロの言うとおりにした方が生き残れる」という経験則から深刻な危機は免れている。配属された補充兵たちがアムロの助言に従わずに戦死する中でしぶとく生き残った結果、単独でもトップエース級の戦果を挙げた英雄となった。
戦後、多大な戦果を上げた功労者として連邦政府から与えられる手当で食うに困らずプータローとなっていたがミライから頼まれてセイラに密会した際に自分だけが取り残されている感を感じ取り、真剣に将来の道を模索。セイラへの極秘インタヴューを成功させた大手通信社社員とみなされたことで、本格的にジャーナリストを志し、以後、様々なエピソードで活躍する。
ハヤト・コバヤシ
声 - 中西英樹
ホワイトベース隊のパイロット。最終階級は兵長。日系スペースノイド。日本文化と精神美学に傾倒。柔道を練習する少年として登場し、カイの仲間でアムロの同級生として登場する。通称「ジュードー」。その腕前は確かで格闘訓練でリュウを相手に「背負い投げ」を決めるなどして師匠と仰がれている。また中立地帯のクスコでジオン兵たちから愚弄されると体格と人数に勝る相手をちぎっては投げの活躍で撃退し、黒い三連星の目に止まる。
第一話でアムロに対し、「アイツの親父は軍属だから」という誤解に基づく台詞は、過去にカイに連れ出されて進入禁止の開発地区に忍び込んで連邦軍から銃撃された際にアムロだけ扱いが違ったことによる。ガンダムで活躍したアムロに触発されてカイと共に民兵に志願した。訓練の教官役となったリュウから「愚図だけど憎めない可愛いヤツ」だと愛され、コンビを組んでガンタンクを操縦する。砲手専門なのでパイロットとしては下っ端だが、リュウの戦死後も引き続き愛されキャラという位置づけ。ただアムロへの対抗意識は露骨でソロモン戦では「急場凌ぎのカンオケ」と悪評高いボールで何度も出撃し、負傷リタイアした。リュウの戦死に際しては依存心を露わにしてアムロから殴られた（逆にアムロ側のトラウマとしてジャブローでの負荷実験時に露呈した）。ア・バオア・クー戦ではスプレーミサイルランチャー仕様のガンキャノンに搭乗し、カイとのコンビでホワイトベース直援任務を完遂した。
後日談である「アムロ0082」では悲願の日本旅行にアムロ、フラウ、カツ、レツ、キッカと共に赴く。主に出雲大社、鳥取砂丘といった山陰地方を旅した。キッカたちから養父として認められるようになり、フラウとの結婚も決まったことでアムロに土下座してフラウを貰うというエピソードが追加された。しかし、実はア・バオア・クーでの出撃に際し、アムロが二人の仲に気を利かせ、フラウにハヤトのガンキャノンでの出撃を教えて励ますように示唆している。
ジョブ・ジョン
声 - 近藤隆（『ククルス・ドアンの島』）
原典アニメ版ではホワイトベース隊の「何でも屋」。本作ではWB隊の名パイロットでレギュラーキャラ。最終階級は曹長。ガンキャノンの正パイロットでカイ、ダニーとはキャノン隊として出撃する場面も多い。本作オリジナルキャラで後述の「ダニー」と並びサイド7出航時以来の古参パイロット。ダニー同様の「兵役組」で職業軍人のリュウほどではないが戦争の事情に詳しい。性格は慇懃で仲間たちのことは「くん」付けで呼ぶ。また仲間意識が強い「サイド7組」ということで戦闘中もアムロが気に掛けている素振りが多い。
基本的な能力も高く器用でクルーからの信頼も厚い事からアムロにかわるガンダムのパイロットとして真っ先に名前が挙がり、ジムへの機種転向訓練も受けており、スレッガーが実戦での教育を任される場面もある。戦果においてはカイと五分五分でも命中率が高くて被弾率が低く、メカニックたちの信任も厚い。
ア・バオア・クー戦ではジム隊を率いて出撃した。
リュウ・ホセイ
声 - 田中美央
ホワイトベース隊のパイロット。階級は軍曹。民兵、新兵の集まりであった「サイド7組」の鬼軍曹で精神的支柱。リュウを中心としたこのグループは結束が固く、彼の戦死後もスレッガー隊などの補充兵たちとは一線を画す。強面の血気盛んな古参兵で皮肉屋かつ事情通。「戦争屋」とまでは行かないが出撃には異常にこだわり好戦的。ブライトやアムロに当て擦りのようなことを言う場面も多く、言い様も遠慮がない。原作ではわりと寡黙でホワイトベース内でのモメ事を鎮め、ブライトを影ながらサポートする役割だったが、『ORIGIN』では彼自身がブライトの頭痛の種で騒動を起こす側。整備兵や衛生兵相手に怒鳴り散らす場面も多い。ルウム戦役にセイバーフィッシュ型の索敵機（通称カモノハシ）で参加しており、赤い彗星や黒い三連星に精通しており、彼らの実力を肌身に知っている。アムロ、カイ、ハヤトといったホワイトベース隊ではリュウによる一睨みや鉄拳制裁が恐れられており、アムロの脱走に便乗して逃げだそうとしたカイ、ハヤトらは激怒したリュウに追いつかれ、お仕置きされて連れ戻された。また、ハヤトとの関係は柔道における弟子。格闘訓練で小柄なハヤトに投げ飛ばされ、認識を改めると共に弟子入りした。ランバ・ラル隊との白兵戦時にセイラを救出しようとして負傷。クスコで退鑑しての治療を経る。その後、マチルダ隊の提案によるジャブロー所属の陽動部隊の支援でジャブローに向かう際、霧の中での航行で索敵を怠ったブライトに憤り、コア・ファイターで自主的に索敵出動。帰還時にラル仇討ち部隊と遭遇し、クラウレ・ハモン搭乗のマゼラトップと空中衝突して戦死する。戦死の経緯について関わった人物たちが悔恨の弁を述べ、依存心の強いハヤトとそれに怒ったアムロが殴り合いをすることになった。また、ジャブロー到着後の任官式で特例による3階級特進により少尉に昇格し、これに不満を感じたアムロが抗議する騒動にもなった。
スレッガー・ロウ
声 - 池添朋文（『ククルス・ドアンの島』）
ホワイトベース隊のパイロット。階級は中尉。ジャブローで補充“部隊”として着任した。新設されたばかりのジム小隊の指揮官。伊達男で威勢の良い性格。ブライトは初対面から苦手にしている。ジムのコクピット回りに自身のイニシャルであるSの字を描いている。シャアザクとの遭遇戦で自機が大破し小隊がほぼ壊滅した状態でオデッサ・ディを迎えると急場の白ペンキでSの字を描いて出撃した。
パイロットとしてはコア・ファイターからガンタンクまで扱える正に「なんでも屋」。技量も卓越しており、アムロも「スレッガーさんがやられるわけがない」とほとんど心配しない。ジムで着任したものの戦闘機嗜好が強く、地上戦・海上戦においてはMSよりも機動性と装備に優れるコア・ファイターを使いたがってブライトと意見がぶつかった。後にコア・ブースターが配備されると愛機とするようになり、ガンダムの搬送による機動戦術に不可欠要素となる。またガンタンクの細かい仕様まで知っている物知りで臨機応変に搭載兵器を使い分ける戦術的に柔軟な思考を持つが、作戦目的を忘れるなど間の抜けた一面も見せる。
原作通り、ソロモン戦で被弾したコア･ブースターの修理・補給のために一時帰還した際にミライと逢瀬を交わし、ビグ・ザムで出撃したドズルがティアンム主力艦隊に突入して大打撃を与えるとガンダムを搬送してビグ・ザムに肉薄。ブースター部分を損傷すると分離したコア・ファイターでメインバーニアノズル部分に特攻をかけた。あまりにも一瞬の出来事で一番近くで見ていたアムロにもなにが起きたかすぐには理解出来なかった。
ミライ・ヤシマ
声 - 藤村歩（『THE ORIGIN』）→新井里美（『ククルス・ドアンの島』）
ホワイトベースの正操舵士。階級は准尉→少尉。ヤシマ財閥当主シュウ・ヤシマの一人娘。父から後継指名されるほどの才媛で秘書替わり。時系列順での登場時期は比較的早く、ジンバ襲撃事件で巻き添えに遭ったテアボロを案じたシュウが中米にあったテアボロ邸を見舞う場面で既に登場している。同年代ながらダイクンの遺児という事情で安穏に暮らせない兄妹を憐れむなど、慈愛深い性格はこの頃から発揮している。また、病床のテアボロがミライという名にFortune（未来）という意味を見出して感動するエピソードもある。軍需にも手を出していたヤシマ・カンパニーの性格上、かつてはテム・レイもヤシマ・カンパニーの社員だったが、アナハイム社の引き抜きに遭う。その後、ヤシマ・カンパニーは軍需部門から一切手を引き、コロニー建造部門という民需に専念した。父親の事業により宇宙暮らしが長く、ほとんどスペースノイドだと述懐している。飛び級で大学卒業するなど才気煥発でスペースグライダーのライセンス取得など、将来は宇宙飛行士になるのが夢だった。ヤシマ・カンパニーがかつて軍需にも手を出していたことから連邦軍でも年配の将官をよく知っており、パオロやゴップとは面識があった。計画段階で頓挫して進まないサイド7の建設現場を視察するため親娘で移り住む。コロニー公社勤務のカムラン・ブルームとは親同士が決めた許嫁。
サイド7襲撃でシュウが死亡。避難民としてホワイトベースに入るも、操舵士の不足を補うため志願。正操舵士となる。ニュータイプとしての片鱗はこの頃から発揮し、勘が鋭く大抵の場合当たっており、それがシャアを苦戦させた。操舵士のみならず、作戦参謀的な役所をこなして艦長代理のブライトを支えた。マチルダの戦死やスレッガーの戦死についても予期していた。
金持ちの娘でインテリという割には家庭的で庶民的。また、セイラとは親同士（セイラの場合、養父）が親しかったことと無関係に信頼し合い親友とも呼べる仲。セイラのスパイ容疑についてはブライトの煮え切らない態度に幻滅している。母性本能が強く、実際に戦災孤児のカツ、レツ、キッカの面倒を見ていたり、アムロに対しても包容力を持って接する。その様をもってスレッガーがミライを「WB隊のおっかさん」と評した通り。原作通り、カムランの登場で心乱れ、事態を静観するブライトに対し、男らしい態度で接するスレッガーに愛情が傾きかけたが彼の戦死で慟哭し、一時期職務を離れる。ララァを誤殺して茫然自失となっていたアムロを気遣いフラウに声をかけさせるなど、アムロの孤立を防ぐ。ホワイトベース退鑑に際し、ブライトから事実上のプロポーズと受け取れる言葉で謝意を伝えられた。
戦後はブライトのプロポーズを受け入れて結婚し、専業主婦となる。後日譚となる「アルテイシア0083」では長男のハサウェイ・ノアを出産し育児に専念している。
フラウ・ボゥ
声 - 福圓美里
サイド7に移住後のアムロのガールフレンド。お節介なほどの世話好き。同級生のアムロの生活破綻ぶりを案じて度々、家事を請け負っている。母親不在のアムロの母親替わりを自認しているが若干疎まれてもいる。ボランティアの民兵としてホワイトベースに乗艦した避難民たちの世話役となる。後に養母となるカツ、レツ、キッカたちとはサイド7で平穏に暮らしていた頃からの知り合いであり、同級生であるカイ、ハヤトとも知り合い。委員長肌でカイやハヤトにとってもお節介な女の子だと認知されており、幼年学校生から「ボゥおばさん」と揶揄されて激昂する場面もある。サイド7での戦闘で肉親である母親と祖父母を殺されておりジオンを憎んでいる。生活能力に乏しいアムロを溺愛しており、アムロもその愛情にはなるべく応えようと努力している。芯の強さも持ち合わせ、そうした個性をアムロ、ミライやセイラからも理解されている。
避難民の世話役という立場から下艦要求を艦長代行のブライトにつきつけた際の「人質」にされるなど痛い目にも遭っているが、全く懲りてはいない。この際にアムロはフラウのことなど全く気にもかけていなかったが、その事実はハヤトの配慮で本人には伝わっていない。アムロの真意を知る立場に置かれており、大気圏突入で一人で取り残される恐怖を味わったことでアムロが出撃拒否をした事情も知り、脱走劇についてもアムロが一人煩悶し、どうにか生粋の軍人たるランバ・ラルの脅威から仲間たちを護ろうと煩悶していた様を理解しようとせず、一方的にガンダムを取り上げようとしていたブライトやミライを非難。不器用だが仲間思いであるアムロを追い詰めたことを糾弾し、一人で捜索に向かう。結果的にはそれが裏目に出て、アムロとは再会を果たすが尾行されてWBの所在が突き止められる原因となった。フラウが招いた危機を見過ごせるアムロではなく、グフの撃退を成し遂げるが、帰還後に即座に敵前逃亡罪で独房入りした。その際にそれまで溜め込んでいた自身への不当な扱いをここぞと訴えたが、誰も聞く耳を持ち合わせていないことを本人が全く理解していないことで「馬鹿な子」としてフラウも突き放す。しかし、リュウがアムロを鉄拳制裁すると勘違いして立ち塞がるも迫力に気圧されている。ラルとの白兵戦や仇討ち戦を通じ、アムロが優等生的にブライトの命令に従うようになるとかえって立場をなくす。また、年上のマチルダ中尉に入れあげるアムロの想い（初恋）に気付いて婉曲に詰っている。ジャブロー到着でWB隊のエースパイロット、連邦軍の英雄という自覚に少しずつ目覚めていくアムロを「遠くに行ってしまった」と子離れにも似た感慨を持つようになる。むしろ、そんなアムロを追いかけようと足掻くハヤトに情が移る。ジャブロー到着でパイロット候補生となったセイラにかわりオペレーターと医療ボランティアを兼務するようになる。アムロが特別な「ニュータイプ」なのだと言葉の上では理解でき、相変わらず献身的に世話を焼くが次第に言葉の真意を理解出来なくなる。やがて、その愛情はアムロの背中を無理して追うハヤトに完全に移ってしまった。そうしたフラウの心変わりをアムロから直感的に理解されており、むしろハヤトと結ばれることがフラウの幸福だと思われるようになったことで、アムロが逆にフラウが離れて行くことを甘受するようになり、むしろ後押しするようになる。だが、流石に同じニュータイプ同士として敵兵のララァと精神的交流をしながら殺めてしまったことにアムロが落ち込むと、察しの良いミライに促されてアムロを見舞う。
戦後はハヤトの純粋な想いを受け入れ、カツ、レツ、キッカを養子として受け入れる度量を示したハヤトと結ばれる。フラウ、ハヤトとの日本旅行を通じて、自身が味わった一年戦争を振り返ったアムロとはその人間的成長を認めて冷静に懐古に付き合っている（アムロ0082）。
オムル・ハング
声 - 富岡泰崇（『ククルス・ドアンの島』）
ホワイトベース隊のメカニックチーフ。原典アニメ版に比べホワイトベース隊の所属機体数があからさまに増えているので大変ではあるが、役所はしっかりこなす。アムロとの信頼関係は早い段階から抜群に良く、アムロが急遽ショルダーマグナム換装を言い出しても即応している。損傷状況でパイロットたちの腕前を判断しており、グフとの一騎討ちでわざとコクピットハッチを跳ばして直撃を防いだアムロの技量にも「正に絶妙のタイミングだ」と感心している。
歴戦で伝説の機体となったRX-78-02の専任メカニックという自負心・自尊心も強く、マグネット・コーティング化ではオムルを立ち会わせないモスク・ハンとも対立することになった。
コズン脱走事件では脱走幇助の疑いをかけられたセイラを弁護した。
また、ララァ撃墜の衝撃でアムロが茫然自失となっている様子がオムルの問いかけにも応えないという形で表現されている（このとき装備換装しようとしていたのがいわゆる、バズーカ2門の最終決戦仕様。これの確認をしていた）。
オスカ・ダブリン
声 - 江口拓也
オペレーター。
マーカー・クラン
声 - 河本啓佑
オペレーター。
カル
声 - 鈴木晴久
カイの不良仲間。
ハワド
声 - 志賀克也
カイの不良仲間。
マクシミリアン
声 - 福田賢二
カイの不良仲間。
タムラ
コック長。
サンマロ
看護兵。原作よりも出番が多い。
マサキ
看護兵。原作よりも出番が多い。
バンマス
副操縦士。階級は曹長。
ハロ
声 - 新井里美
アムロの所有するペット・ロボット。
パオロ・カシアス
声 - 沢木郁也
WBの初代艦長。老齢により予備役に退いていたが逼迫した情勢により新造艦艦長に抜擢された。老練の軍人であり、士官学校で後進育成を担っていた。教え子の一人としてルナツー司令官のワッケイン少将が挙げられる。ルウムの英雄シャアに目を付けられて新型MS受領のため寄港したサイド7で戦闘となり正規士官が迎撃戦で相当数犠牲になった。パオロ自身も突撃艇でファルメルに肉薄攻撃した際に重傷を負い、指揮官代行をブライト・ノア中尉に任せた。軍律に縛られず、才能のある人間を抜擢するという現場判断がアムロ、ミライらの活躍を生んだ。ルナツー到着後にワッケインに対し、ブライトらへの穏便な措置を願い、彼らに未来を託して逝去し宇宙葬にふされる。
シン
WB隊のパイロット。階級は少尉。WB隊が宇宙に上がった前後で補充され、ガンキャノン小隊を指揮する。ブラウ・ブロとの戦闘で乗機を破壊され、脱出している。
原作ではWB隊の人間ではなく、ビグ・ザムに遭遇し部隊を壊滅されるジムのパイロットとして登場。

#### 連邦軍士官と将官
ヨハン・イブラヒム・レビル
声 - 中博史
ルウム戦役での連邦宇宙軍総司令官。この戦いで旗艦アナンケが撃沈させられ黒い三連星によって捕虜となる。ジオン公国となる以前からサイド3のムンゾ自治共和国とは因縁深く、彼らを監視する目的も担っており、ジオンの将官とも内通していた（御前会議の内容も窺い知れるほど。結果的にはティアンムのレビルへの信頼と偽情報が裏目に出てルウムの大敗を産んだ）。ムンゾ士官学校設立に際しては貴賓として招かれている。また、「暁の蜂起事件」では事後処理を巡ってギレン・ザビやドズル・ザビとの交渉役となり、連邦軍側の隕石衝突事故の原因や、蜂起の引き金となった治安出動などについて非は一切認めなかったが、一躍英雄となったガルマを若者として責任を問うことをせず、指導監督すべき立場のしかるべき大人が「ハラキリ」するという方法を提案。ギレン、デギンもこの提案に賛成した（結果的にドズルが校長を引責辞任。真の首謀者たるシャアが一兵卒に格下げされて士官学校の履歴も抹消された上での予備役となった）。根っからのアースノイドではなく、スペースノイドにも一定の理解を示す面があり、デギン公王からも信頼を寄せられた。だが、彼自身はあくまでも地球統一政府としての地球連邦政府に忠誠を誓う軍人であり、内心停戦を望んでいるデギン公王から因果を含められて脱走を見逃されるも、エルラン中将子飼いの特殊部隊に救出された後、「ジオンに兵なし」の演説をぶって地球連邦軍を鼓舞し、デギンからは「裏切り者」として罵倒される。また、脱出行の事情を知らないシャアに看破されたが見逃されている。結局はキシリア・ザビと内通して戦争継続を企図したエルランにまんまと利用された。敗将から一転して英雄となり、制服組トップの地球連邦軍総司令官となる。階級は大将。
政治向きの事柄は苦手のようでそちらはジャブロー司令のゴップ大将に一任している。寡黙で腹の内を読ませない男であり、良くも悪くも物事に頓着しない。占領した施設の不備などはお構いなしという一方で、WB隊が意外に使えるとみなすや「正規軍相当扱い」とするなど柔軟な思考を見せる。もっとも非情ではなくマチルダ輸送隊に支援を命じており、ベルファストでは自ら出向いて彼らの労を労っている。
オデッサ・ディ（オデッサ作戦）はジオンの生命線と言える鉱物資源採掘基地を最重要作戦目標として虎の子の最新鋭量産MS部隊を中心とした陸海の連邦地上軍で包囲攻撃するというものであった。ルウムでの苦い教訓（自身のアナンケが撃沈されたことで指揮系統を喪失し、ティアンム艦隊が戦力投入の機を逸して撤退を余儀なくされた）を生かし、ビッグトレー級の同型艦「バターン」と「モルトケ」とを使いアウトレンジからの砲撃によりジオン地上軍を攪乱。だが、この情報は敵将マ・クベに漏洩しており、マ・クベはバターンが旗艦だと知って敢えてモルトケへの攻撃を集中させる一方で、南極条約違反の核攻撃で最高指揮官のレビルを亡き者にせんと図る。しかし、作戦の途上でかねてから疑念を抱いていたエルラン中将の言動に不信感を抱き彼を拘束。モルトケ援護を命じていたWB隊のアムロが命令違反を承知でバターンへの核攻撃を察知してこれを防いだことで戦勝した。謀略を看破されたマ・クベは敗戦を悟り、ギレンから命じられた弾道ミサイルによる大都市攻撃を反故にし、自ら最新鋭MSギャンで退却戦を戦い核融合炉の爆発に海上封鎖中の連邦海軍を巻き込んで壮絶な戦死を遂げる。
「ソロモン攻略戦」では自身ではなくルウムでの雪辱に燃える盟友ティアンムを最高司令官に抜擢。ジオンのお株を奪う正面艦隊を大掛かりな囮とし、切り札であるソーラレイでソロモンの宇宙港を炎上させて趨勢を決するという内容になった。ドズルはティアンムが艦隊決戦ではなく決戦兵器の使用に踏み切ると判断したことで敗戦を悟り、MAビグ・ザムで特攻してティアンムをも道連れにした。「星一号作戦」は本来はソロモン要塞を占領後にア・バオア・クーとグラナダを牽制しつつ、サイド3の制圧に向かうというもので主力艦隊はその航路を進軍していた。この情報を知ったデギン公王はレビルに和睦を申し入れるためにグレートデギンで赴き、デギンの窮状を察して受け入れようとするも、ギレンの切り札であったソーラレイ（コロニーレーザー）で両者ともに犠牲となる。これによって最も優秀な指揮官だった彼と共に精鋭の主力艦隊を喪失した連邦軍は互角に近い態勢を強いられたことで作戦変更の必要に迫られ、急遽牽制部隊をもってア・バオア・クーを揚陸占拠するという犠牲の大きい作戦を強いられることになってしまう。
西暦期の文化や戦争にも精通しており、「ハラキリ」についてはギレンは蛮風と断じたのに対し、サムライの責任の取り方としての美風と称している。また、オデッサ・ディを「宇宙世紀の日本海海戦。もしくはアウステルリッツの戦い」と評している。
原典アニメ版と同様にニュータイプとしての素養を覗かせる要素としてララァの暗躍に頭痛を感じて存在を察知している。
WB隊を慰問した際にカツ、レツ、キッカとそれを追いかけてきたフラウに馬乗りにされ、若いフラウの尻に敷かれるといった笑い話にもなった。
テム・レイ
声 - 坂口候一
アムロの父で、階級は大尉。民間企業アナハイム・エレクトロニクスから技術士官として出向している。ミノフスキー博士の一番弟子として注目されていた。
原作では生死は描かれなかったが、本作では劇場版と同じくテレビ中継でガンダムの活躍を見て興奮し、足を滑らせて階段を転げ落ち動かなくなる。
ティアンム
声 - 大川透（V）→高塚正也（VI）
「猛将」として知られる連邦宇宙軍の双璧の一翼。開戦時の階級は中将。その性格と思考は堅実かつ柔軟な名将のそれで、戦術家としてはレビル以上に警戒された軍人。年齢と地位から見てレビルの後継者と目されたであろう人物。ルウム会戦ではレビルへの信頼が裏目に出て、事前にリークしていた御前会議の内容とは異なるジオンの作戦に翻弄されて戦力を保持したまま敗戦した。その雪辱に燃えており、ルウムで苦杯を舐めさせたドズルに対し、ソロモン攻略戦では決戦兵器ソーラレイで宇宙港に打撃を与えて戦いの趨勢を決定づける。だが、敗戦を悟ったドズルのビグザムによる特攻で戦死を遂げた。ルナツーの司令官ワッケイン少将は彼の部下に当たる。
ワッケイン
声 - 森川智之
ルナツー駐留艦隊司令官。階級は少将。連邦宇宙軍の反攻拠点となるルナツーを守備するためジオンとの積極交戦を望まず、その態度から「ルナツーの不戦提督」と揶揄される。サイド7から避難民と共にやってきたWB隊に対して厳格な軍規適用でブライトら士官を拘束した。しかし、恩師パオロの死後、「最低限の措置」としてリード大尉のサラミス一隻を護衛につけてジャブローへと送り出す。
オデッサで地球での優勢を決定づけた連邦宇宙軍がソロモン攻略を企図すると囮艦隊である正面部隊の指揮に非凡な才能を発揮。正面戦力が意外に頑強だと判断したドズルは艦艇出撃で正面艦隊を排除しようとするがソーラレイの一撃で駐留艦隊はほぼ壊滅に陥る。敗戦を悟ったドズルは正面艦隊でなくソーラレイを照射したティアンム艦隊本隊への特攻を敢行。直属上官であるティアンム中将はこれで戦死した。
その後、「星一号作戦」発動でア・バオア・クー牽制艦隊の指揮を任されるも主力艦隊がレビルと共にソーラレイ（コロニーレーザー）で消滅させられ、作戦内容を変更したゴップの指示でア・バオア・クー攻略総司令官に抜擢される。ア・バオア・クー攻略を「宇宙世紀におけるノルマンディー上陸作戦」と位置づけ、MS隊によるア・バオア・クー上陸占拠に一縷の望みを託して作戦を実施する。しかし、防空戦力として配備された宇宙空母ドロスの砲撃により旗艦は撃沈される。全滅の危機回避のため縁あるホワイトベースにア・バオア・クー強行上陸を指示しようとして戦死する。ワッケインの意を汲んで事実上、その後の指揮を担ったブライトが艦艇による強襲揚陸を残存艦艇に指示したこと、ギレンの横死で一時的に防空能力が低下したこと、セイラが「アルテイシアの叛乱」を要塞内部で扇動したことで戦局は一変。ギレンを誅殺したキシリアがア・バオア・クーでの防衛戦にこだわらず劣勢とみなして脱出を決めたことで趨勢は決した。
ゴップ
声 - 楠見尚己
ジャブロー司令官。階級は大将→元帥。典型的な戦略家で、特に政戦両略に対する理解力は優秀極まりない軍政家であり、ギレンにとっての真の敵手だったと言える人物。
普段は温厚で常識的かつ良識的な人柄を連邦政府からも信用されるが、ジオン公国との戦争の危機を察知するとMSの優劣が戦の趨勢を決めると「スミス海の戦い」の教訓から判断し、アナハイム社のいち部長に過ぎないテム・レイに権限を与えてジオン軍の主力MSザクを上回る性能のMS開発を彼に委託する。これが正に「V作戦」であり、並行して連邦軍総司令部のジャブローへの移転改革を急がせるなど、後日の連邦軍勝利の戦略を戦前の時点で確定させた。
さらに、ジオン脱出後の演説で連邦側の士気高揚を成功させたレビルに連邦軍制服組ナンバー1の座を譲る形で、総司令官に押し上げて連邦軍をより実戦的な組織へ変革し、レビルの指揮と決戦兵器たる量産型のガンダム（ジム）の実戦投入によって一年戦争の趨勢を決した。ジャブロー攻略戦では潜入部隊を指揮するシャアには急所を狙われるも、主力部隊を率いて空からのジャブロー攻略を指揮したガルシア・ロメオ少将をレビルと共に手玉にとり、開発区に誘い込んで戦死に追い込んだ。
レビル戦死後は事態を不安視する連邦政府幹部の説得にあたり、ソロモン攻略戦で囮艦隊の指揮に非凡な才能を発揮したワッケインをレビルの後任としてア・バオア・クー攻略戦の最高司令官に任じている。
ジオン側全権大使であるマ・クベとの南極条約締結交渉にも連邦軍代表として臨んでおり、連邦軍制服組のナンバー2としての才覚を遺憾なく発揮している。
普段は一言多い人柄故にミライを閉口させた。偶発戦闘に巻き込まれて逝去したシュウ・ヤシマを民間人ながら高く評価し、生きていればジオンとの早期講和も実現したとその死を惜しんでいる。
エルラン
声 - 白熊寛嗣（『ククルス・ドアンの島』）
連邦軍中将。味方を出し抜く活躍で「レビル救出」という大功で評価される。しかし、その実ジオン内部の主戦派であるキシリアと内通しており、WB隊の航路も含めた作戦重要事項をマ・クベに洩らしていた。副官のジュダックと共に獅子身中の虫として連邦軍を内部から瓦解させようと目論むも、核攻撃への恐怖から不自然な言動をとったことでレビルに看破されて拘束された。バターンからの脱出を目論んだ腹心のジュダックもろとも彼らの背信行為が発覚した。
ジュダック
エルランの腰巾着。階級は中佐。
マチルダ・アジャン
マチルダ輸送隊の指揮官。階級は中尉。彼女の活躍が孤立無援だと半ば諦め掛けていたWB隊に一筋の光明を与えた。ジオンの防空網をかいくぐりWB隊に支援物資を輸送し、現場での応急修理にも尽力する。最初の補給となったミード湖では彼女のもたらした情報が罠に落ちかけていたWBを救った。その後もWB隊のジャブロー到達に尽力する。その美貌をもってアムロやカイを虜にしたのみならず、アムロの卓越した才能を認め「貴方はエスパーかも知れない」と発言して自信を与えた。中立地帯のクスコからジャブローに向かうWBを陽動作戦で援護し、案内役ともなる。エルラン中将の機密漏洩でハモン率いるラル仇討ち隊と戦闘で疲弊したWBの所在を察知した黒い三連星との戦いにおいて機関停止中のWBを護ろうとミデア輸送機で援護し、オルテガ機を崖下に突き落とそうとするが反撃の一撃で戦死した。彼女の死がアムロをニュータイプに覚醒させた。
ミデアの機首は右側が連邦軍マークと決まっているが、マチルダ搭乗機の左側には戦いの女神アテナのパーソナルマークが描かれる。
ウッディ・マルデン
艦の修理・改修を請け負うジャブローの士官。階級は大尉。フィアンセであるマチルダが愛し、守り抜こうとしたWBを強襲揚陸艦として改修した立役者。マチルダとはWBのジャブロー到達をもって結婚式を挙げる予定でいた。彼女の遺志を継ぎ、WBを我が子のように大切に扱い不眠不休で改修作業を指揮する。アムロが自責の念からマチルダを死なせた自身の非を詫びると、「一機のMSで戦局が変えられるほど戦争は甘くない」と説いてアムロの増長をたしなめると共に罪悪感を癒やした。シャア率いる潜入隊がMSの量産工場およびペガサス級の建造・改修施設を攻撃目標とするとホバー迎撃機のファンファンで自ら出撃。コアポッド搭載改修中でガンダムでなくジムで出撃したアムロはシャアのズゴックとの交戦で性能差により苦戦すると割って入り、一瞬の隙を作ったことでアムロがシャアを撃退し、ズゴック放棄を余儀なくさせた。ウッディ自身はシャアの攻撃で戦死している。
リード
サラミス級巡洋艦の艦長。階級は大尉。原作よりヒステリックな性格になっている。ストレス性胃炎を患いホワイトベースから下艦。
コーリン
ジャブロー育児センターの育児室官。カツ、レツ、キッカに手を焼く。
モスク・ハン
連邦科学局技術開発部第四課主任研究員。ガンダムにマグネット・コーティング処理を施す。原作とは容姿が変更されている。

### 民間人
カツ・ハウィン
声 - 朝井彩加（『ククルス・ドアンの島』）
サイド7の戦災孤児。
レツ・コ・ファン
声 - 潘めぐみ（『ククルス・ドアンの島』）
サイド7の戦災孤児。
キッカ・キタモト
声 - 新井里美（『ククルス・ドアンの島』）
サイド7の戦災孤児。
スミス
サイド7の避難民。
ペロ
スミスの孫。
ペルシア
サイド7の避難民。亡き夫の故郷であるセント・アンジェを目指しホワイトベースから下船する。
コーリー
ペルシアの息子。原作と異なり避難民の老人に食料を盗まれている。
カマリア・レイ
声 - 幸田夏穂（『ククルス・ドアンの島』）
アムロの母。
イセリナ・エッシェンバッハ
ヨーゼフ市長の娘。ガルマ・ザビとは相思相愛の間柄。
ヨーゼフ・エッシェンバッハ
ロサンゼルス市長。原作と異なり反ジオンのゲリラ運動を陰で支援しており、ジオンの憲兵に処刑される。
ミハル・ラトキエ
ベルファストに住む少女。ジオン公国軍のスパイ活動を行っている。
ジル・ラトキエ
ミハルの弟。
ミリー・ラトキエ
ミハルの妹。
カムラン・ブルーム
サイド6の入国審査官で、ミライの婚約者。
ペルガミノ
浮きドックを擁している実業家。原作と異なり、ガンダムにマグネットコーティングを施すため、モスク・ハンに乾ドックを貸し出す。

## 本作オリジナルキャラクター

### ジオン公国軍
ガルシア・ロメオ
声 - 家中宏
ジャブロー攻撃軍司令官。階級は少将。南極条約締結会議のジオン代表団の一員として地球に降下している。
感情を面に出しやすく異常に僻みっぽい性格で、上官であるマ・クベのことが気に入らずネチネチと嫌味を言う。シャアについても快く思っていない。ザビ家には徹底的にゴマを摺るという小人物。軍令部に女性をはべらせるなど軍を私物化している。またそんな頭でよく出世できたものだというほどに察しが悪く、ガルマを戦死させたWB隊については「たかが輸送艦」、ジオン兵ならその恐ろしさを知るガンダムについても「たかが試作機」といった程度にしか認識していない。黒い三連星が配下に着任していたにもかかわらず自分の事は棚にあげ、バカンス気分だと非難。また、シャアから事前にジャブロー潜入の予定日を知らされていたにも拘わらず、符丁に気付かず決行日を危うく逃すところだった。
出撃前には演説をぶち、「マ・クベを顎でこき使ってやるわ」などと気勢を上げるが、全くの小物。ジャブローの開口部が開かれたことでガウの大編隊を出撃させ、自らは移動砲台アッザムでジャブローに攻め込む。だが、事前に前線基地が襲撃されているという情報を得ていたにもかかわらず、連邦の新型量産機ジムに圧倒されてザクII中心のMS隊は大苦戦。定見のない攻撃で迷路のようなジャブロー内を迷走した挙げ句、レビルとゴップの誘導策にひっかかり開発ブロックに誘い込まれ、人工的な落盤でアッザムごと押し潰されて戦死した。この失態によって今後の戦局を左右するほど膨大な数のジオン側MSが遊兵状態のまま連邦軍に一網打尽に破壊・鹵獲されてしまい、ジオンの敗北を（最悪、数か月分は）早めてしまうという結果となった。そのお粗末さでレビルからは「定見のない男」と酷評された愚物。
『ガンダムエース』の元編集長古林英明がモデル。その憎めないキャラクターから読者の人気は高く、2004年8月28日にバンダイミュージアムでガルシア追悼式が行われている。
後に公式ガイドブックでトニーたけざきにより「死後の世界」の彼が描かれたが、ここは天国なのかと思っていたところ、額に風穴が開いているギレン、デュラハンのように首を抱えているキシリアの2人から、今度は直接にこき使われる羽目になる。
ムラタ
ジオン士官学校の生徒。シャアと同室だったがガルマに追い出される。武装蜂起事件の際にはシャアに「元フットボール用の改造ヘッドギア」をプレゼントするが、決起の際に跳弾により戦死する。アニメ版では、この役割は後述のリノ・フェルナンデスに変更されている。
リノ・フェルナンデス
声 - 前野智昭
アニメ版『THE ORIGIN III 暁の蜂起』に登場。原作のムラタに相当するキャラクター。本物のシャア・アズナブルのハイスクールからの友人で、士官学校で性格・能力共に急変したシャアを訝しみ、その正体を探り当てる。元よりザビ家独裁に不満を抱いており、キャスバルを救国の英雄と認めて協力を申し出るが、その軽はずみな言動から心からの信頼を得ることができず、連邦軍との乱戦の中、キャスバルの名を棄てたシャアの手によって謀殺される。
アッシュ
ファルメルMS隊のパイロット。階級は軍曹。ガンダム01号機との戦闘でビームライフルに撃ち抜かれ、戦死した。
パチェコ
ファルメルMS隊のパイロット。出撃前にジーンと小競り合いを起こした。ガンダム01号機との戦闘で戦死。
ベベト
ザクのパイロット。階級は中尉。ヨセフらと共に地上へ降りたホワイトベースを襲撃する。
ズビッチ
マッドアングラー隊のパイロット。ズゴックに搭乗し、ウォン伍長のコアファイターに乗機の右腕を破壊される。ガンペリーに搭乗したミハルが、手動で発射したミサイルを受け戦死。
ネクラソフ
オデッサ作戦においてマ・クベの命によりレビル乗艦に核攻撃を仕掛けた攻撃機のパイロット。階級は少尉。最期は逃げ切れず対空射撃を受け戦死。
オチョア
レビル乗艦に核攻撃を仕掛けた攻撃機の爆撃手で、階級は曹長。小心者で対空砲火に堪えられず、予定タイミングより早く核ミサイルを発射してしまう。最期は逃げ切れず対空射撃を受け戦死。
ベルクマン
声 - 杉村憲司
変名を用いてキシリアがグラナダに向かう際、夫役として同行する。階級は少佐。グラナダの市長（声 - 落合弘治）との面会の際にジオン側の機密を漏洩し、不興を買ったキシリアに粛清される。
ドノバン・マトグロス
声 - 小形満
ア・バオア・クー司令部付警護中隊長で、階級は大尉。要塞に侵入、虜囚の身となったセイラをアルテイシア本人と確認し、ただちに臣下の礼をとりその名の下で戦うことを誓うが、ア・バオア・クーの中央制御室に仕掛けられた爆弾からセイラを庇って戦死する。かつてランバ・ラルの部下であった。漫画原作版『シャア・セイラ編』には姿を見せないが、アニメ版『THE ORIGIN I 青い瞳のキャスバル』に少尉時代のいくらか若い姿の彼が登場している。
ウィリー・マッチョ
ア・バオア・クー第三独立守備隊第二中隊指揮官で、階級は中尉。捕虜のセイラを尋問、恫喝するが、その正体を知るや混乱してドノバン大尉の指示を仰ぐ。その後ドノバンの反乱部隊に合流するもあえなく隊長を失う。外伝「アルテイシア 0083」ではポロ競技選手チーム関係者に変装のうえ、地球で孤児救援に従事するセイラとの接見に成功。かつての上官の遺志を継ぎ、その名を冠した「ドノバン小隊」隊長として帰軍を懇願する。

### 地球連邦軍

#### ホワイトベース（WB）隊
ダニエル・シェーンベルグ
ホワイトベース隊のパイロットで、階級は兵長→曹長。愛称は「ダニー」（初期には「ダンケ」とも）。ガンキャノンのパイロットで、作中一度だけガンタンクに搭乗している。
ランバ・ラル隊との戦闘では、アコーズのザクIIを撃破する活躍を見せた。テキサス・コロニーにおける戦闘で、ブラウ・ブロに撃破され戦死。
連載当初はまだ名前が決められていなかったため、読者公募で決められた。決定当初は「ダニエル・シェーンベルク」と表記されていた。
キム
ホワイトベース隊のガンタンククルー。階級は伍長。ガルマ隊との交戦中に同乗したクルーと共に戦死。
ニカウ＆ヤン
ホワイトベース隊のガンタンククルー。ニカウがパイロットでヤンはガンナー。ランバ・ラル隊との交戦で戦死。
ラウル
ホワイトベースの生き残り士官の一人で、階級は中尉。主にブライトを補佐する。眼鏡をかけた女性士官と共に、捕虜であるコズンに接触したセイラをスパイの嫌疑で厳しく追及する。しかし直後にランバ・ラル部隊との白兵戦において銃撃され、女性士官と共に戦死。
ワッツ
ホワイトベースの生き残り士官の一人で、階級は少尉。まだ若く気弱な性格。主にブライトを補佐する。ランバ・ラル隊による襲撃で負傷し、中南米リマ基地において離艦する。
ベンジャミン・アダムス
ホワイトベースの機関長で、階級は曹長。職人肌の中年男性。
マグダレナ・ロッシ
ホワイトベース隊の技術担当仕官で、階級は少尉。オムル達の上官。
リツマ
ホワイトベースの乗員で眼鏡の女性下士官。階級は曹長。通信要員であるフラウ・ボゥの交代も行なう。
イ・ウンジュ
ホワイトベース隊のパイロットで、階級は少尉。増加装甲型ジムに搭乗。
タカアキ・ヤジマ
ホワイトベース隊のパイロットで、階級は少尉。増加装甲型ジムに搭乗。「THE ORIGIN出演権プレゼント」当選の一般読者がモデル。

#### スレッガー小隊
エトゥル・ベオルバッチェ
ジャブロー所属のスレッガー小隊員でジムのパイロット。トルコ出身で階級は曹長。ホワイトベース隊に小隊ごと転属後、オデッサ戦にて戦死。
ミカエル・ロドリゴ
ジャブロー所属のスレッガー小隊員でジムのパイロット。階級は軍曹。愛称はドン・ミッチ。ホワイトベース隊に小隊ごと転属後、ジブラルタルでの掃討戦で、シャアのザクと交戦し戦死。
ウォン・チャン
ジャブロー所属のスレッガー小隊員でジムのパイロット。階級は伍長。ホワイトベース隊に小隊ごと転属後、マッドアングラー隊に対しコアファイターで出撃するも、ゾックに撃墜され戦死。

#### その他
ヴェルツ
ガンダム01号機のテストパイロットで、階級は大尉。サイド7に侵入したザク分隊を発見、応戦する。ビームライフルの一撃でザク一機を狙撃・撃破し、残る二機に挟撃され苦戦しつつもさらに一機を至近距離からのビームライフルにより撃破する。が、その際起きたザクの核融合炉の爆発に巻き込まれ、ガンダムもろともコロニー外に放り出され、そのまま消息不明となる。なお残る一機のザクもこの爆発に巻き込まれ大破している。
ウィリー（ウィリアム）・ケンプ
声 - 小松史法
ガンダム02号機（のちのアムロの乗機）のテストパイロットで、階級は中尉。自機に向かう途中でザクの攻撃により死亡。
若いながら冷静で隙のない人物で、秘密兵器のコードネームである「ガンダム」の名を口にしたアムロを警戒し、連邦の機密が開発計画主任のテム・レイの自宅で漏れていたことを察すると防諜担当者をレイ家の邸宅へ派遣させ、テム・レイが自宅に持ち帰っていた資料や機材の全てを回収させた。
トーゴ
階級は中将。レビル将軍やワッケイン少将と共にソロモンでのジオン本国およびア・バオア・クー攻略戦の作戦会議に参加。遊撃部隊である第五艦隊を指揮する。
連邦保安局主任捜査官
『公式ガイドブック2』書き下ろしエピソード「～誕生～」に登場。潜伏するダイクンを捜すべく、デギンが学部長を務めるムンゾ大学にやってきた捜査官で、ダイクンが時計塔にいることに感づいた瞬間、デギンにより射殺される。
エルドゥシュ
声 - 福田賢二
アニメ版『THE ORIGIN IV 運命の前夜』に登場。フォン・ブラウン基地を拠点とするガンキャノン部隊「鉄騎兵中隊」指揮官で、階級は中尉。搭乗機はガンキャノン最初期型。
ミノフスキー博士の亡命を支援するべく部下たちと共にスミス海に出動し、ランバ・ラル旗下のジオン軍MS部隊と交戦するが、ジオン軍部隊の猛攻の前に鉄騎兵中隊は一矢も報いることが出来ず全面的に敗北、自身も戦死する。史上初のMS戦を体験した連邦将兵のひとりである。

### 民間人
アストライア・トア・ダイクン
声 - 恒松あゆみ
ジオン・ズム・ダイクンの妻でキャスバル・アルテイシア兄妹の生母。元はサイド3のナイトクラブ「エデン」の歌姫だったが、当時一介の政治活動家だったダイクンと出会い恋仲になる。同じ店に勤めていたクラウレ・ハモンやクランプとも旧知の仲。死の直前、連邦政府からの圧力に追い詰められていくサイド3を率いる夫のダイクンが連邦との決定的対立を決意し、それを演説で表明しようと決断していた状況に子供達の暗い将来を感じ取り、煩悶していた。
しかし、そのダイクンが急死し、ザビ家によるムンゾ簒奪が始まるとローゼルシアによって、また、ローゼルシア死後はザビ家によって幽閉状態に置かれ、地球へ逃れた子供達のことを案じ続けるが、再会することなく心労の為に半ば衰弱死するような形で病死する。このことがシャアのザビ家に対する憎悪を増幅させることとなり、アニメ『THE ORIGIN II 哀しみのアルテイシア』の終盤において、キャスバル・アルテイシア兄妹の別離の原因ともなった。
原典アニメ版製作当時の富野喜幸による構想を記載した通称「トミノメモ」に「トア」の名前で登場し、その後に出版された小説版にも登場していたが、本作で初めてフルネームが付けられ、姿も描かれた。
ローゼルシア・ダイクン
声 - 一城みゆ希
ダイクンの正妻でありパトロン。独立運動の理論家として活躍したダイクンの古くからの同志であり、彼を愛していたが子供を授からなかったことから、彼の子を産んだゆえに妻となったアストライアを激しく妬み憎んでいる。資産家でありダイクン邸は元々彼女のものである。現実よりも理屈を優先させる性格らしく、ダイクン死後にムンゾの実権がザビ家に奪われていく状況を理解していないまま、アストライアを離れの塔に幽閉する。
心臓の持病を抱えており、アストライア幽閉から間もなく発作で死亡するが、すでに家の内部に入り込んでいたザビ家の手先によって家を乗っ取られたも同然の状況にあった為、ローゼルシアが死んでもアストライアは解放されることはなかった。
テアボロ・マス
声 - 巻島康一
キャスバル・アルテイシア兄妹の養父でアナハイム社を商売敵とする実業家。ヤシマカンパニーCEOのシュウ・ヤシマとも個人的な親交がある。旧知のジンバ・ラルと、共に地球に逃れてきたキャスバル・アルテイシア兄妹を引き取って養子にする。これ以降、キャスバルとアルテイシアはマス姓でエドワウとセイラを名乗る様になった。
兄妹を引き取ることに当初あまり乗り気ではなかったが、妻に先立たれて商売一筋に生きていた彼は、エドワウ・セイラの2人を実子同然に可愛がるようになり、2人を無理矢理担ぎ出してザビ家に反抗しようとするジンバを強く諌める。兄妹を監視するザビ家の手の者によりジンバが暗殺された際、自身も重傷を負ってしまい子供達を守れない己の無力さを嘆くが、シュウ・ヤシマの薦めで、ザビ家に恭順の意志を示すため、サイド3に近く監視の目が届きやすい「テキサス・コロニー」へ移住する。初登場時からかなりの肥満体で、時間の経過と共にどんどん太っていく。そのためか、晩年期は病気も患っていた様で、セイラがテキサスに帰郷した際には医者の卵となった彼女の指導を受けながら摂生に励む予定であった。しかし、一年戦争の勃発とサイド2「ハッテ」の住民がジオン軍に虐殺されたことを受けて、テキサスコロニーでも連邦派とジオン派の住民が激しく衝突する暴動が発生。連邦派住民による襲撃の混乱の中で、病状が悪化し息を引き取る。セイラはテアボロを父として強く慕っており、彼の死後感謝の言葉を述べている。

シュウ・ヤシマ
声 - 牛山茂
ミライ・ヤシマの父親でヤシマグループの長。テアボロの友人で、彼らの移住先として紹介したテキサス・コロニーの所有者でもある。それまで軍需産業を請け負っていたヤシマカンパニーを民生企業へ転換させ、その第一号としてサイド7の建造を進める。これにより同社にいたテム・レイは社を離れ、アナハイムに転職している（友人であるゴップ曰く「根が良い奴だから仏心を起こした」との事）。
サイド7で連邦軍が新モビルスーツ開発を行っていることは何も知らないようで、「資金・資材・人員に何の問題もないのに、建設工事の遅れが尋常ではない」と不審がる。責任者を締め上げるという趣旨の発言をするが、その後、連邦のV作戦に気付いたのかは不明。
物語序盤、ザクIIのサイド7攻撃により死亡。
シャア・アズナブル（本物）
声 - 関俊彦
原典アニメ版ではキャスバルの変名のひとつであり、この名前のほうが知られているが、本作においてはキャスバルとは別人として本物のシャアが登場する。富野喜幸著の小説版では、上記「マス家」とともに「アズナブル家」とだけ名前が出ていた。
テキサス・コロニー管理者であるロジェ・アズナブルと妻ミシェルの息子。エドワウ（キャスバル）と瞳の色を除いて瓜二つの容姿を持つが、性格はやや軽薄。
ルウムの寄宿学校に通っているが、ジオンのプロパガンダに影響されて地球連邦政府とアースノイドを激しく憎悪し、スペースノイドの選民思想に染まる。両親やマス親子の前で連邦とジオンの全面戦争を望むような過激な発言をし、父から叱られている。その後、ジオン士官学校を受験し合格する。しかし入学のためジオンに向かう途中、同行していたキャスバルの策略により彼とすり替わる形でテキサスコロニーを出る事になる。この結果、その身代わり策の為に「エドワウ・マス（キャスバル）」としてキシリア機関に謀殺された。なお、士官学校の入学許可証は「すり替わり」の際にキャスバルがシャアの鞄から盗み取り、当のシャアはジオン行きの連絡船の中で許可証が無いことに気づいたものの、それがキャスバルの手に渡ったことを知らぬままだった。
一方のキャスバルは許可証を手に「シャア・アズナブル」になりすまして無事ジオンに到着し、士官学校へ入学する。その際に、瞳の色の違いについてどう弁明したかは直接の記述は無いが、瞳の異常によりサングラスをつけているとの本人の弁がある。のちに級友（アニメ版ではリノ・フェルナンデス）からプレゼントされたマスクを着用する。
ロジェ・アズナブル
声 - 宗矢樹頼
本物のシャア・アズナブルの父親でテキサス・コロニー管理者。心優しい温厚な人物であるが、ザビ家のプロパガンダに煽られてジオン士官学校に進学しようとする息子にはかなり批判的で、連邦との全面戦争を望む発言をする息子を大声で叱り飛ばしている。テキサス・コロニーでエドワウとセイラの正体を知る数少ない人物で、2人の境遇を気の毒と思いながらも兄妹の将来のため、テアボロと共に尽力する。
ルウム戦役時に妻ミシェル（声 - 進藤尚美）と共にジオンに移住する際、ルウム首都バンチ「ミランダ」の宇宙港を皮肉にもシャア（キャスバル）の駆るザクに攻撃されると、乗船のシャトルも出港中に巻き込まれて、妻とともに死亡。出発の直前にセイラにはこれまでの生活の感謝と、戦後息子を連れて共に再会することを約束していたが、叶わなかった。
妻共々、進学後のシャアとキャスバルが入れ替わっている事に最後まで気付く事は無かった。しかし、軍人としてシャア（キャスバル）が高い評価を受けている事に関してはやや困惑気味であり、「自分達の子供とは思えない」とセイラに発言している。
マス家のテアボロやセイラと家が隣同士で家族ぐるみの付き合いがあり、テアボロが体調不良になったときもロジェがセイラに電話して連絡を入れて、セイラが駆けつけた。
なお、彼らの死後の戦時下で、ジオン賛同派に迎合しなかったアズナブル家とマス家は暴徒の標的となり、アズナブル家は留守中に放火で焼かれ、直後にマス家も襲撃されている。
ユウキ
声 - 小野賢章
サイド2の首都バンチ「アイランド・イフィッシュ」に住む少年。日系の血が流れており、地球・日本への留学を控えている。ブリティッシュ作戦時に自警団の一員として警備につくが、ジオン軍の注入した毒ガスにより恋人のファン・リー（声 - 瀬戸麻沙美）と共に死亡。イフィッシュは地球へのコロニー落としに使用される。
ヤノマニ族
ジャブローに古くから住んでいる原住民で、長老以外は現代語を話すことすらできない。宇宙世紀以前から現地政府（ブラジル）当局から迫害・冷遇され続け、今や広大な基地の造成の為に再び自分達から住む土地を奪った連邦軍を憎んでおり、連邦軍を追い出すというシャアの言葉に乗り、秘密の通路を教える。
ルシファ
セイラの幼少時の飼い猫で、知らない人に触られるとひっかく癖があり、保護に向ったランバ・ラルの顔面も容赦なくひっかく。テキサスコロニーまでセイラと行動を共にするが、アストライアの死後、後を追うように死んだが、その詳細は描かれてない。なおルシファを埋葬した日はシャアとセイラの別れの日でもあった。
レディ・バーリー
外伝「アルテイシア 0083」に登場する英国貴族の血を継ぐ老婦人。「アストライア財団」のセイラによる孤児救援に協力し、仕事場と人員を提供するとともに、ジオンの過激分子や対する治安当局からその才覚で彼女を護る役目も果たしている。カリスマ性もあり、ジオンの過激派をも瞬く間に敬服させる女傑。

## メカニック

### ジオン公国軍

#### モビルスーツ
ザク以前のMS成立には、テレビ版大河原稿を含めて数多の描写が成されてきたが、安彦と大河原が「モビルスーツとは何か」といった話にまで踏み込んで考察し、新たに大河原によってMS-01(MW-01) - 04が刷新された。これらは本作オリジナルの設定ではなく、OVAで映像化される前から正式にサンライズのオフィシャル設定となった。
ブグ
MS-04として正式採用機となったジオン軍初の本格的MS。『ORIGIN』原作では「プロトタイプザク」として知られる。当時のジオンの技術で運用性よりも性能の向上を優先して設計された機体であり、事実、ザクIIに匹敵する高性能機として、当時最も優秀なMSパイロットと見なされたランバ・ラルの事実上の専用機として活躍し、一年戦争の前哨戦「スミス海の戦い」では数ではるかに勝る連邦側MS部隊のガンキャノン隊を圧倒的な機動性能で壊滅させた。ブグの名称はOVA化にあたってスポンサーのバンダイに名付けられた名称。
ザクI
「スミス海の戦い」ではシャア・アズナブル、黒い三連星が搭乗した。MS-05としてルウム戦役に投入される。原典アニメ版では「旧ザク」の通称で知られる。『ORIGIN』の漫画劇中ではガデムが使用した。
ザクII
MS-06としてルウム戦役では最新鋭機として猛威を奮う。当初の主力携帯火器は戦術核弾だった為、後のビームライフル攻撃にも比肩し得る攻撃力を発揮し、その機動性と相まって緒戦の連邦軍の優位を覆してのけた。後の主力火器となるザクマシンガンはドラムマガジンから給弾ベルト式に変更（ただし、オデッサ編からはドラムマガジン式も登場）。右胸にガトリング砲1門、左腕に機関銃を2門装備。全体的にがっちりした体型になっている。ブレードアンテナはシャア専用機独自のものだったが、オデッサ編以降は通常機にも見られる。遠目からもその所在がわかる対人兵器の存在が原典アニメ版との最も明確な差異であり、「一つ目の悪魔」として連邦軍に恐れられた。
グフ
ヒートロッド、ヒートサーベル（ラル機のみは実体剣ではない）、5連装バルカン砲はアニメ本作と同じだが、ヒートロッドは先端が割れて標的をつかんで電撃を流すことができる。オデッサの戦いでジオン軍が敗北した際、ブレードアンテナを装備していないグフの一隊が登場、マ・クベのギャンとともにヒートサーベルのみ装備の「抜刀隊」となって連邦軍に吶喊した。
ドム、リック・ドム
ホバー移動と主装備のジャイアントバズーカにより火力と機動性を兼ね備えた最新鋭機。先行量産された機体が黒い三連星らによって運用された。ランバ・ラルはこの機体の補充を求めたが、オデッサでの攻防戦に必要な貴重な主力機であるとしてマ・クベの副官ウラガンに却下された。WB隊との交戦で戦死したマッシュの弔い戦となったオデッサ前哨戦ではガイア、オルテガは計7（画上確認）機のドムでガンダムに挑んだが全滅した。宇宙仕様のリック・ドムはザクIIにかわる主力機としてキャメルパトロールおよびコンスコン艦隊などに配備された。
ズゴック
水陸両用MSとして新コンセプトで開発された最新鋭機。先行量産機がシャアの搭乗機となる。腕部に内蔵したビーム兵器に加え、白兵戦で威力を発揮するツメなど、試作機を経たことで洗練された能力を誇る。原典アニメ版に登場した機体とはデザインが異なり、最終形とされるズゴックEと原典アニメ版との中間に当たる機体として登場した。
アッガイ
地球降下作戦に伴いザクIIのジェネレーターを流用した旧式機。開発はされたものの問題・課題が多く実戦配備には到らず倉庫で眠っていたがジャブロー攻略作戦において工作機として活用された。
ゴッグ
最初から水陸両用MSとして開発された機体。重武装により揚陸作戦を想定して開発された。ステルス性能に優れ、腹部にビーム兵器を内蔵するなど画期的機体だったが実戦配備から間もなくジオン軍が地球での拠点を失ったことで活躍の場は限られた。
ゾック
水陸両用MSとして試作されたMS。ゴッグよりも火力に重点が置かれた機体でMS本来の長所である高機動性能を犠牲にした作りであった。その設計の歪さはあからさまであり、シャアは一目見るなり「見かけ倒しでなければ良いのだが」と不安をもらし、ガンダムの出撃が確認されたら自ら運用するという意向を示していたが、結果的に確認出来なかったため、本来のパイロットが搭乗することとなる。
ゲルググ
ビームライフルを標準装備したジオン軍の最新鋭量産型MS。先行量産機がシャアの搭乗機となる。巨大なシールドに加え、ビームナギナタを持つガンダムに匹敵する性能の機体で、テキサスコロニー内での戦闘では先の戦闘で疲弊していたとはいえ、ガンダムを追い詰め、地雷原に叩き落として勝利した。
ジオング
ギレンの肝煎りで開発されたジオン宇宙軍のニュータイプ専用MS。ニュータイプによる運用を想定されて有線式のオールレンジ攻撃が可能な機体。また胸部から上が脱出装置となる仕様を備える。ゲルググ喪失後、シャアはギレンの軍門に降ってまでこのMSを得た。「足など飾り」として脚部の替わりに多数のバーニアノズルで機動性能を確保している。ただし、アンバック機能は喪失している。

#### モビルアーマー
グラブロ
海上での対艦戦闘を想定して建造されたMA。西暦期から変わらぬ連邦海軍艦艇に対して水中での機動性と白兵戦を想定した腕部を持つ。その性能は対艦戦闘においては圧倒的な優位を持つが、アムロがガンダムの耐水性を熟知してMSでの近接戦闘を挑む。海中での機動性能でガンダムを圧倒するかに見えたが、脚部の破壊が裏目に出てビームサーベルで仕留められた。
ビグ・ザム
超巨大MA。原典アニメ版等より大きめに描かれている。強力な磁気フィールドにより、複数の艦艇によるビーム砲の集中砲火にも耐えうる防御能力を有する。フル稼働状態では30分程度しか稼働出来ない機体での特攻描写を、安彦はスピーディーな場面展開で表現している。
ブラウ・ブロ
フラナガン機関によりニュータイプ認定されていたシャリア･ブル大尉、シムス中尉らに配備されたMA。有線式のビーム兵器などオールレンジ攻撃が可能な巨大機として建造されたが、シャリア･ブルは濃密なミノフスキー粒子下とはいえ機動性能を生かせないコロニー内で使用したために十分な機動性能を発揮出来ずに敗北した。シムス中尉は同型機をア・バオア・クーでの宇宙防衛戦に用いたがセイラにより呆気なく撃墜された。
エルメス
ララァ・スン少尉により運用された最新鋭MA。無線式のビットを搭載し、連邦軍の宇宙艦艇を察知されずに一方的に攻撃出来る機体として「ソロモンの悪魔」として連邦軍の脅威となる。
ザクレロ
宇宙空間での迎撃戦闘用MAとして量産配備される。ソロモン戦、ア・バオア・クー戦では機動力と火力で連邦艦艇の迎撃に投入された。

#### 艦艇
ムサイ級
宇宙軽巡洋艦。全長234mで、コミック版では連邦のサラミス級と共に全長が明記された。その前身は宇宙輸送艦。モビルスーツを搭載させることができる艦が前提ということで、輸送艦の改装により誕生した経緯をもつ。ドズル中将座乗の「ワルキューレ」、シャア少佐（一年戦争開戦時）座乗の「ファルメル」など、大幅な改修によって通常タイプに比べて大きく高性能化された艦が存在する。MS格納庫は艦橋下から艦本体へと変更されている。

ザンジバル級
『ファーストガンダム』の機動巡洋艦から汎用戦闘艦へと艦種名が変更された。標準装備として実弾主砲2門の他メガ粒子砲があるが、オデッサ方面司令のマ・クベ中将に回送された1番艦にメガ粒子砲は未装備で、代わりに強力投光機となっていた。他に地球方面軍巡検中におけるキシリア少将座乗の2番艦がある。
ドロス級宇宙空母
巨大宇宙空母。TV版とは違い、宇宙艦艇の母艦としての機能を有する巨大移動要塞として描かれており、艦艇後方上部に6つあるドックは1つにつきザンジバル級1隻はゆうに格納できるほか、前方下部にある発着口はムサイ級軽巡が通れる大きさになっている。また火力も移動要塞と呼ぶに相応しいものになっており、両舷に搭載されているメガ粒子砲は連邦軍艦艇の搭載砲を遥かに凌ぐ射程と威力で、ア・バオア・クー戦では戦線後方に展開していた連邦軍艦隊を一方的に蹂躙した。
グワジン級
「グレート・デギン」の異名を持つデギン公王専用の超大型宇宙戦艦。火力はマゼラン級戦艦を凌ぐ。艦上部の大型メガ粒子砲は8門と変更された。
チベ級
ジオン軍上級士官の中でも少将級が乗艦することが多いとされる戦闘艦。『ファーストガンダム』の重巡洋艦から宇宙戦艦へと呼び名が変更された。ムサイ級を上回る火力を持たされて一年戦争時に新造された艦である。火力・推力は連邦軍のペガサス級を凌ぐ。要塞ソロモンに配備されていた艦としては、コンスコン少将座乗艦及び「戦艦グワラン」があげられる。

### 地球連邦軍

#### モビルスーツ
ガンダム
地球連邦軍の試作MS。1号機（RX-78-01）と2号機（RX-78-02）があり、このうち2号機が本作の主役機となる。
ビームライフルに加え右肩にバルカン砲、左肩にミサイル発射口2門ないしはショルダーキャノンを換装できる。サイド7では2号機に先行して開発された1号機も試験運用されていて、2号機との違いは機体色と頭部のツインカメラアイがジムのようなゴーグルアイであること。連載当初は玩具的であるとの理由からコアブロックシステムが排除されていたが、ジャブロー編においてコアブロックシステム（コア・ポッド）が追加装備される描写がある。また、原典アニメ版と同様にモスク･ハン博士によるマグネット･コーティング処理が施された。
ガンキャノン
連邦軍初の量産MS。本作ではホワイトベース隊やその他の部隊にかなりの数が配備されている。最初期型は一年戦争以前にジオン公国のザクIに対抗して開発されたもので、開発者はテム・レイ。左肩にキャノン砲1門、右肩にバルカン砲を搭載し、マニピュレーターは3本指だった。
後に製作された機体はキャノン砲が両肩に装備されたが、マニピュレーターの変更はオデッサ編以後となっている。最初期型は開戦前の「スミス海の戦い（スミス海の虐殺）」で対MS戦闘能力がザクIに対して大きく劣ることが露呈し、その後に製作された機体も物語開始時点で既に旧式化しており、敵味方から「旧式」と評されるほど他のMSと比較して性能は低い模様。
ガンタンク
一年戦争以前から運用されている連邦軍の主力戦闘車両。連邦軍のコロニー駐屯部隊にも多数が配備されており、暴動鎮圧にも使用されている。頭部デザインの変更のほか、下半身部にハッチと前副砲が設けられている。あくまでも戦車の延長上の兵器であり、その機動性能は他のMSと比べるべくもないが、主兵装の低反動キャノン砲はザクIIを一撃で撃破する威力を持つ。物語開始時点で既に旧式化しており、作中ではホワイトベース隊以外の連邦軍部隊で運用されている描写は無い。

ジム
連邦軍の量産MS。原典アニメ版とは異なり、ビームサーベルが右側に装備されており、コアブロックシステムを搭載している。ビームスプレーガンは、地上用と宇宙用とで形状が変更されているが詳細は不明。また、本作版ガンダム専用ビームライフルやバックキャノンを装備する機体も登場。シールドには従来の十字マークやロレーヌ十字のような装飾を施されたもの、曲面主体のシンプルなものなど派生型が登場した。ジャブロー戦においてアムロ・レイが搭乗し、反応の遅さなど不満を感じつつもシャアの搭乗するズゴックを撃退する。また、ジオン側には量産されたガンダムと誤認されたようで、恐れをなしたザクやアッガイを集団で追い詰め撃破しており、やられ役の印象が強かった原典アニメ版と違い一定の戦果を挙げている。モビルスーツ戦が主体となってからは、増加装甲タイプ（キャノンタイプ、白兵戦用タイプなどがある）が開発され、ホワイトベースに配備されるなど連邦軍戦力の核となった。

#### 艦艇
ホワイトベース
ペガサス級1番艦。本作の主な舞台となる艦艇。物語の冒頭では民生用補給艦を名乗るが、実際には強襲揚陸艦に改装することを前提とした覆面軍艦である。入港したスペースコロニー、サイド7は、宇宙移民計画の見直しによって予算が凍結されていたものの、宇宙移民者の政治活動の影響を受けずに極秘にモビルスーツの開発する環境を確保するため、地球連邦軍の拠点であることを隠蔽して建設が再開された経緯がある。そのためサイド7は開戦後でもジオンとの戦時協定によって設けられた中立地帯のひとつであり、ホワイトベースの寄港も非武装の補給艦として地球連邦軍兵站部によるコロニー住民への生活物資を輸送する民生任務を擬装していた。
モビルスーツの開発拠点であることや非武装の輸送艦による民生協力といった隠蔽がシャアによって露見したあとはジオン軍の執拗な攻撃に晒され、予備役から復帰した艦長のパオロ大佐をはじめとする正規の乗組員の多くを失いながら、経験の浅い若年兵や乗り合わせた民間人の手によってサイド7から新型モビルスーツ「RX-78-02」を回収しジャブローへの回航を果す。
表面上は非武装だが実際には両舷の格納庫にそれぞれモビルスーツ3機+1機の最大計8機の運用能力のほか、複数の銃座や2連装大口径メガ粒子砲を左右格納庫脇のドーム型シェルターに格納していた。ジャブローではウッディ大尉の指揮により実体弾主砲2門、格納式の後部ビーム砲2門ならびに不足していた対空銃座を増設し、装甲モジュールの追加、増加した排水量に対応する機関出力の50％の増強などの工事を行うことで他のペガサス級と同等の諸元を持つ正規軍艦となった。
全体的なデザインは原典アニメ版等より流線形を帯び、重厚感ある船体デザインとなっている。また、主翼と尾翼、アンテナなどは折りたたみ式のほか、艦橋も伸縮可能で、大気圏突入時やガルマ・ザビが戦死した戦闘、ドックへの入渠時に利用された。艦の要目については明言されていないが、主翼や艦橋を格納状態にすることで全長250メートル、幅140メートル、全高70メートルとなりコンベンションセンターの建屋に収まる。第一艦橋側面に連邦軍のエンブレムが描かれている場面もある。
なお、本艦はゴップ大将によってペガサス級のネームシップと明言されており、ジャブローでの辞令の交付の際にも艦名がペガサスとなることが説明されている。左右の格納庫、主船体、左右エンジンと大きく5つのブロックに分かれた特徴的なシルエットはジオン軍によって木馬とあだ名されたことは、その戦果によって地球連邦軍の将官にも知られている。
突飛な形態のようにも見えるが「11巻開戦編・前」に登場した地球連邦軍強襲揚陸艦は、前部にハッチをもつ格納庫と後部にクラスター型に装備した主機を配置した船体を双胴形式で繋ぐ構造となっており、本級はその発展形とも言える。本級の持つ単独での大気圏離脱／突入能力は、宇宙での拠点をルナツーにしか持たず、その近傍での戦闘ですら回避せざるを得ない地球連邦軍にとって、拠点に依らずに戦力を展開できることから戦略的選択肢を格段に広げるものであり、多数の同型艦が並行建造されている。オデッサ作戦時やソロモン戦時において数隻が参加しているのが確認できるほか、物語の終盤では複雑なブロック構造をフラットな船底の一体構造とした「改ペガサス級」ともいうべきタイプがア・バオア・クー戦で登場した。
マゼラン級（一年戦争開戦以前に主に登場しているタイプ）
大型宇宙戦艦。本作において、一年戦争前のタイプと一年戦争開戦後に登場するタイプの2つのタイプのマゼラン級が存在することが明らかとなった。いずれのタイプとも、艦橋及び艦首、艦全体のフォルムは安彦独特のデザインとなっている。前期タイプの特徴として、艦橋部の形状は4層から5層となっており、艦橋後部には大型対空機銃1ないし2基を備え付けてある。メガ粒子砲も艦首の4門と船体中央の砲ではサイズが大きく異なる。艦後方部に副砲2門が描かれている艦もある。
OVA版では上甲板の主砲と副砲の間に8セルのVLSを装備している他、「アナンケ」や「タイタン」はVLSの代わりに副砲を搭載し艦首と艦尾に識別用ラインを巻いた旗艦型であると設定されている。戦艦という艦級に相応しい防御力も見せており、劇中ではムサイ級の砲撃を被弾しながら平然と撃ち返している。
サラミス級
宇宙巡洋艦。ソロモン戦では輸送艦コロンブスの護衛をしているシーンもある。

#### 戦闘機・輸送機
コア・ファイター
原典アニメ版ではガンダム、ガンキャノン、ガンタンクのコクピットとなる緊急時脱出用の戦闘機だったが、本作では純粋な戦闘機であり、コアブロックシステム（こちらはコア･ポッドと呼ばれる）とは無関係。WB隊の艦載機として少なくとも2機以上搭載している。魚雷なども装備しており、地上戦・海上戦では活躍した。
コア・ブースター
コア・ファイターにブースターユニットを装着した大型戦闘機。ガンダムを乗せて飛行可能なほどの高出力を誇る。オデッサ・ディ直前にWB隊に配備され、先行配備機にはスレッガーが、もう1機にはセイラが搭乗する。スレッガー機は原典アニメ版と同様にソロモン戦でビグ・ザムに特攻して大破するが、セイラ機はソロモン攻略戦中に彼女が自室謹慎となっていたことから健在している。ア・バオア・クー攻略戦では要塞揚陸戦という作戦上の都合で、未使用となった。
セイバーフィッシュ
連邦宇宙軍の主力戦闘機。ルウム戦役ではジオンのMS隊に圧倒された。
カモノハシ
ルウム戦役でリュウが搭乗していた偵察型のセイバーフィッシュ。非武装。
フライマンタ
戦闘機兼爆撃機。主にジャブロー防衛隊に配備されており、クスコ脱出戦の陽動部隊としてWB隊を支援した。
デブロック
爆撃機。主にジャブロー防衛隊に配備されており、クスコ脱出戦の陽動部隊としてWB隊を支援した。
ガンペリー
ローター飛行型の小型輸送機。WBに1機搭載されているほか、MS輸送機として運用され、空挺作戦に使用される。MS2機を搭載可能。グラブロ迎撃戦ではミサイルを搭載して対水中戦を戦うが、本来の用途ではないため、照準装置などはない。
ミデア
連邦軍の大型輸送機。劇中補給機としてマチルダ隊が使用している。MSの空挺作戦にも運用されている。対空火器は貧弱。

## 特別編
連載とは別に、『公式ガイドブック』描き下ろしや、本編完結後の新作描き下ろしなどで短編が発表されている。特別番外編以外の作品は愛蔵版に収録され、2015年2月にカドカワコミックス・エースで第24巻・特別編としてまとめられた
。
機動戦士ガンダム THE ORIGIN特別番外編
2002年12月増刊『ガンダムエーススペシャル』に掲載、『機動戦士ガンダム THE ANTHOLOGY VOL.1』に収録。
その前夜
『機動戦士ガンダム THE ORIGIN 公式ガイドブック』に掲載、愛蔵版『VII ルウム編』に収録。
「始動編」前夜の平穏なサイド7住民の日常生活とホワイトベースを追跡してきたシャアらの緊迫感を描く。
キャスバル 0057
『機動戦士ガンダム THE ORIGIN 公式ガイドブック2』に掲載、愛蔵版『XII めぐりあい宇宙編』に収録。
キャスバルが誕生する直前の連邦から追われるジオン・ダイクン、ダイクンを匿う大学学長のデギン、銃を手に革命運動に身を費やすギレンやサスロを描く。
アルテイシア 0083
『ガンダムエース』2012年1月号・3月号に掲載、愛蔵版『XII めぐりあい宇宙編』に収録。
ジオン残党がセイラを担ぎ上げようとしていることを察したミライから頼まれたカイは、ジャーナリストを騙って隠遁するセイラに会いに行く。
アムロ 0082
愛蔵版『XII めぐりあい宇宙編』収録用の描き下ろし。
カツ、レツ、キッカを引き取り、フラウに求婚することを決めたハヤトは、アムロ、フラウを伴って日本の出雲大社や鳥取砂丘を旅する。そこへマ・クベの弔い合戦を目論むウラガン中隊（カンパニー）がアムロに襲いかかるも、アムロを監視している連邦軍にことごとく返り討ちにされてしまう。

## 書誌情報

### 通常版
- 矢立肇・富野由悠季（原案） / 	安彦良和（作画） / 大河原邦男（メカニックデザイン） 『機動戦士ガンダム THE ORIGIN』 角川書店〈角川コミックス・エース〉、全24巻 
  1. 「始動編」2002年6月1日発行、ISBN 4-04-713453-8
  2. 「激闘編」2002年7月26日発行、ISBN 4-04-713503-8
  3. 「ガルマ編・前」2002年11月26日発行、ISBN 4-04-713518-6
    - 「特装版」2002年11月19日発行、ISBN 4-04-713519-4

  4. 「ガルマ編・後」2003年3月20日発行、ISBN 4-04-713545-3
  5. 「ランバ・ラル編・前」2003年7月25日発行、ISBN 4-04-713557-7
    - 「テレカ付限定版」2003年7月20日発行、ISBN 4-04-713557-7

  6. 「ランバ・ラル編・後」2004年3月26日発行、ISBN 4-04-713611-5
  7. 「ジャブロー編・前」2004年7月26日発行、ISBN 4-04-713647-6
  8. 「ジャブロー編・後」2004年11月26日発行、ISBN 4-04-713680-8
  9. 「シャア・セイラ編・前」2005年4月26日発行、ISBN 4-04-713714-6
  10. 「シャア・セイラ編・後」2005年8月26日発行、ISBN 4-04-713746-4
  11. 「開戦編・前」2005年12月26日発行、ISBN 4-04-713771-5
  12. 「開戦編・後」2006年4月26日発行、ISBN 4-04-713805-3
  13. 「ルウム編・前」2006年7月26日発行、ISBN 4-04-713850-9
  14. 「ルウム編・後」2006年12月26日発行、ISBN 4-04-713883-5
  15. 「オデッサ編・前」2007年5月26日発行、ISBN 978-4-04-713920-6
  16. 「オデッサ編・後」2007年11月26日発行、ISBN 978-4-04-713987-9
  17. 「ララァ編・前」2008年6月26日発行、ISBN 978-4-04-715075-1
  18. 「ララァ編・後」2008年12月26日発行、ISBN 978-4-04-715145-1
  19. 「ソロモン編・前」2009年6月26日発行、ISBN 978-4-04-715260-1
  20. 「ソロモン編・後」2010年1月26日発行、ISBN 978-4-04-715285-4
  21. 「ひかる宇宙編・前」2010年7月26日発行、ISBN 978-4-04-715482-7
  22. 「ひかる宇宙編・後」2011年2月26日発行、ISBN 978-4-04-715601-2
  23. 「めぐりあい宇宙編」2011年11月26日発行、ISBN 978-4-04-715770-5
  24. 「特別編」2015年2月26日発行、ISBN 978-4-04-102794-3

### 愛蔵版
通常版の2巻分を1巻にまとめ、連載時のカラーページをカラーのまま収録。ただし、通常版第2巻収録の「激闘編」1-4は、「始動編」5-8と章名が変更になっている。また短編のうち「その前夜」が「ルウム編」に、「キャスバル 0057」「アルテイシア 0083」「アムロ 0082」の3作が「めぐりあい宇宙編」に収録されている。
各巻の巻末にはアニメーターや漫画家などによるエッセイ・イラスト・漫画などが寄稿されている。
- 矢立肇・富野由悠季（原案） / 	安彦良和（作画） / 大河原邦男（メカニックデザイン） 『愛蔵版 機動戦士ガンダム THE ORIGIN』 角川書店〈単行本コミックス〉、全12巻 
  1. 「始動編」2005年5月26日発行、ISBN 4-04-853809-8
    - 寄稿・庵野秀明

  2. 「ガルマ編」2006年6月26日発行、ISBN 4-04-853963-9
    - 寄稿・CLAMP

  3. 「ランバ・ラル編」2007年5月26日発行、ISBN 978-4-04-854094-0
    - 寄稿・木尾士目

  4. 「ジャブロー編」2008年6月26日発行、ISBN 978-4-04-854195-4
    - 寄稿・柴田ヨクサル

  5. 「シャア・セイラ編」2009年6月26日発行、ISBN 978-4-04-854339-2
    - 寄稿・久米田康治

  6. 「開戦編」2010年7月26日発行、ISBN 978-4-04-854502-0
    - 寄稿・土田晃之

  7. 「ルウム編」2011年2月26日発行、ISBN 978-4-04-854598-3
    - 寄稿・永野護

  8. 「オデッサ編」2011年8月26日発行、ISBN 978-4-04-854672-0
    - 寄稿・幸村誠

  9. 「ララァ編」2012年2月25日発行、ISBN 978-4-04-120040-7
    - 寄稿・新海誠

  10. 「ソロモン編」2012年6月26日発行、ISBN 978-4-04-120275-3
    - 寄稿・藤田和日郎

  11. 「ひかる宇宙編」2012年9月26日発行、ISBN 978-4-04-120394-1
    - 寄稿・円城塔

  12. 「めぐりあい宇宙編」2014年8月26日発行、ISBN 978-4-04-101757-9
    - 寄稿・内田樹

### 公式ガイドブック
- 「機動戦士ガンダム THE ORIGIN 公式ガイドブック」2004年8月26日発行、ISBN 4-04-713644-1
- 「機動戦士ガンダム THE ORIGIN 公式ガイドブック 2」2010年1月26日発行、ISBN 978-4-04-715366-0
- 「機動戦士ガンダム THE ORIGIN 公式ガイドブック 3」2011年11月26日発行、ISBN 978-4-04-715600-5

電子書籍
1話〜74話 コミックウォーカー 月一更新中 全ページ、デジタルフルカラー化

## アニメ
原作におけるシャアとセイラの少年少女時代から一年戦争開戦までを描いた、通称「シャア・セイラ編」「開戦編」（角川コミックス・エース版9 - 12巻）を2015年から2016年にかけて全4章構成で公開、2017年から2018年にかけて「ルウム編」（角川コミックス・エース版13・14巻）を全2章で公開、合計で全6章の構成となった。
劇場アニメ『機動戦士ガンダムNT』上映時に発行された書籍『ガンダム宇宙世紀メモリアル』では、アニメ版『機動戦士ガンダム サンダーボルト』とともに "Another U.C." に分類されている（原作漫画は "Another Story" とされる）。
原作者である安彦良和が、約25年ぶりにアニメ制作に総監督として関わった。本作はスタッフのおかげで初めてアニメ制作で「満足」のいった仕事が出来たと語っている。自身が手掛けたそれまでのアニメ作品は「満足」に達していなかったため、それが要因でアニメ業界から去ったと述べている。
MSや艦艇などのメカニックや背景には、3DCGが多用されている。本作は「新しいガンダム」と称され、フジテレビの『めざましテレビ』では監督の安彦にインタビューを行った。
キャストはシャア（変声期後）、ギレン、アムロ、カイ、ブライト、ハロを除き、すべて一新されている。

### 制作略歴
原作最終話の掲載号においてアニメ化を発表。その後しばらく情報公開の空白時期を経て、2014年3月20日に開催された『機動戦士ガンダム35周年プロジェクト』に関する発表において概要を公表した。
第1章以降はおおむね年2作ペースで公開された（第5・6章は追加制作されたこともあり、年1作ペース）。前述したとおり第6章の公開をもって、足掛け3年余にわたった「アニメプロジェクト」は完結した。以下、各章の概要を記載。

### 各章概要
I 青い瞳のキャスバル
「シャア・セイラ編」第1章。
2015年2月28日より2週間限定のイベント上映、および有料配信され、同年4月24日にBDとDVDが発売された。
機動戦士ガンダム40周年プロジェクト『ガンダム映像新体験TOUR』として2020年1月17日よりULTIRAで劇場上映。
Kidô senshi Gandamu: The Origin I - Aoi hitomi no kyasubaru - IMDb（英語）
II 哀しみのアルテイシア
「シャア・セイラ編」第2章。
2015年10月31日より2週間限定のイベント上映、および有料配信され、同年11月26日にBDとDVDが発売された。上映時の興行収入は1億5400万円。
機動戦士ガンダム40周年プロジェクト『ガンダム映像新体験TOUR』として2020年1月17日よりULTIRAで劇場上映。
Kidô senshi Gandamu: The Origin II - Kanashimi no Aruteishia - IMDb（英語）
III 暁の蜂起
「シャア・セイラ編」第3章。
2016年5月21日より2週間限定のイベント上映、および有料配信され、同年6月10日にBDとDVDが発売された。上映時の興行収入は1億4200万円
Kidou senshi Gandamu: The Origin III - Akatsuki no houki - IMDb（英語）
IV 運命の前夜
「シャア・セイラ編」第4章。
2016年11月19日より2週間限定のイベント上映、および有料配信され、同年12月9日にBDとDVDが発売された。上映時の興行収入は1億4200万円。
Mobile Suit Gundam the Origin IV - IMDb（英語）
V 激突 ルウム会戦
「ルウム編」の前編。
2017年9月2日より4週間限定のイベント上映。上映時の興行収入は2億7900万円。
Kidou senshi Gandamu: The Origin V - Gekitotsu Ruumu kaisen - IMDb（英語）
VI 誕生 赤い彗星
「ルウム編」の後編であり、アニメプロジェクト完結編。エンドロールでは、ダイジェストではあるがジオン軍の地球侵攻作戦が描かれた。
2018年5月5日より全国35館で4週間限定上映、および有料配信され、同年7月13日にBDとDVDが発売された。
Mobile Suit Gundam: The Origin VI - Rise of the Red Comet - IMDb（英語）

### キャスト
- キャスバル・レム・ダイクン - 田中真弓
- エドワウ・マス / シャア・アズナブル（キャスバル・レム・ダイクン） - 池田秀一
- アルテイシア・ソム・ダイクン / セイラ・マス - 潘めぐみ
- ララァ・スン - 早見沙織
- デギン・ソド・ザビ - 浦山迅
- ギレン・ザビ - 銀河万丈
- サスロ・ザビ - 藤真秀
- ドズル・ザビ - 三宅健太
- キシリア・ザビ - 渡辺明乃
- ガルマ・ザビ - 柿原徹也
- リノ・フェルナンデス - 前野智昭
- ジオン・ズム・ダイクン - 津田英三
- アストライア・トア・ダイクン - 恒松あゆみ
- ローゼルシア・ダイクン - 一城みゆ希
- ランバ・ラル - 喜山茂雄
- クラウレ・ハモン - 沢城みゆき
- ジンバ・ラル - 茶風林
- クランプ - 近藤浩徳
- タチ・オハラ - 北沢力
- ドノバン・マトグロス - 小形満
- ガイア - 一条和矢
- オルテガ - 松田健一郎
- マッシュ - 土屋トシヒデ
- スレンダー - 川原慶久
- デニム - 大畑伸太郎
- テアボロ・マス - 巻島康一
- ミライ・ヤシマ - 藤村歩
- シュウ・ヤシマ - 牛山茂
- トレノフ・Y・ミノフスキー - 坂東尚樹
- ゼナ・ミア / ゼナ・ザビ - 茅野愛衣
- ヨハン・イブラヒム・レビル - 中博史
- マ・クベ - 山崎たくみ
- アムロ・レイ - 古谷徹
- カイ・シデン - 古川登志夫
- ブライト・ノア - 成田剣
- フラウ・ボゥ - 福圓美里
- ハヤト・コバヤシ - 中西英樹
- リュウ・ホセイ - 田中美央
- テム・レイ - 坂口候一
- ハロ - 新井里美
- シャア・アズナブル（本物） - 関俊彦
- ロジェ・アズナブル - 宗矢樹頼
- ミシェル・アズナブル - 進藤尚美
- ユウキ - 小野賢章
- ファン・リー - 瀬戸麻沙美
- ゴップ - 楠見尚己
- ギャンブラー - 白熊寛嗣
- ドレン - 白熊寛嗣
- アーガ - 志賀克也
- ハワド - 志賀克也
- ベルクマン - 杉村憲司
- エルドゥシュ - 福田賢二
- マクシミリアン - 福田賢二
- フラウ母 - 進藤尚美
- グラナダ市長 - 落合弘治
- ティアンム - 大川透（V）、高塚正也（VI）
- コズン・グラハム - 丹沢晃之
- カル - 鈴木晴久
- ワッケイン - 森川智之
- ウィリアム・ケンプ - 小松史法
- パオロ・カシアス - 沢木郁也
- オスカ - 江口拓也
- マーカー - 河本啓佑
- カツ - 朝井彩加
- ナレーション - 大塚明夫

### スタッフ
- 原作 - 矢立肇・富野由悠季（「機動戦士ガンダム」より）
- 漫画原作 - 安彦良和（KADOKAWA「機動戦士ガンダムTHE ORIGIN」より）
- アニメーションキャラクターデザイン - 安彦良和、ことぶきつかさ
- オリジナルメカニカルデザイン - 大河原邦男
- メカニカルデザイン - カトキハジメ、山根公利、明貴美加、アストレイズ
- 総作画監督 - 西村博之
- メカ総作画監督[注 21] - 鈴木卓也
- 美術監督 - 池田繁美[注 22]、丸山由紀子[注 22]、東潤一[注 23]
- 美術設定 - 池田繁美（アトリエ･ムサ）[注 22]、大久保修一（アトリエ･ムサ）[注 22]、友野加世子（アトリエ･ムサ）[注 24]、兒玉陽平[注 23]
- 軍装装備デザイン - 草彅琢仁
- ディスプレイデザイン - 佐山善則
- SF考証 - 鹿野司
- 色彩設計 - 安部なぎさ
- 撮影監督 - 葛山剛士
- CGディレクター - 井上喜一郎[注 25]、長嶋晋平[注 26]
- 編集 - 吉武将人
- 音響監督 - 藤野貞義
- 音楽 - 服部隆之
- 監督 - 今西隆志[注 27]
- 総監督 - 安彦良和
- 企画・製作 - サンライズ

### 主題歌
主題歌
「星屑の砂時計」(I)
作詞 - 山川啓介 / 作曲・編曲 - 服部隆之 / 歌 - 服部隆之 Presents GUNDAM THE ORIGIN Featuring yu-yu
「風よ 0074」(II)
作詞 - 松井五郎 / 作曲・編曲 - 服部隆之 / 歌 - 服部隆之 Presents GUNDAM THE ORIGIN featuring 石田匠
「永遠のAstraea」(III)
作詞・歌 - 柴咲コウ / 作曲・編曲 - 服部隆之
「宇宙の彼方で」(IV)
作詞 - 森雪之丞 / 作曲・編曲 - 服部隆之 / 歌 - 森口博子
「I CAN'T DO ANYTHING -宇宙よ-」(V)
作詞 - 渡辺なつみ / 作曲・編曲 - 服部隆之 / 歌 - 服部隆之 Presents GUNDAM THE ORIGIN featuring AYA
「破線の涙」(VI)
作詞 - 松井五郎 / 作曲・編曲 - 服部隆之 / 歌 - 山崎まさよし

挿入歌
「By Your Side」（II）
作曲・編曲 - 服部隆之 / 作詞・歌 - 澤田かおり
「Don't Say Good bye」（V）
作曲・編曲 - 服部隆之 / 作詞・歌 - 澤田かおり

挿入曲
『機動戦士ガンダム』BGMより。
「血塗られたザビ家」(I)
作曲 - 松山祐士 / 編曲 - 服部隆之
「オデッサの激戦M-4」(I-IV)
作曲 - 渡辺岳夫 / 編曲 - 服部隆之
「人工の大地M-1」（II-IV、VI）
作曲 - 松山祐士 / 編曲 - 服部隆之
「血塗られたザビ家C-1」（II-VI）
作曲 - 松山祐士 / 編曲 - 服部隆之
「ガンダム起動M-3」（III-V）
作曲 - 松山祐士 / 編曲 - 服部隆之
「悲愴、そして決然と」（IV、VI）
作曲 - 松山祐士 / 編曲 - 服部隆之
「ア・バオア・クー侵攻 M-65」（VI）
作曲 - 松山祐士 / 編曲 - 服部隆之

### 各章リスト
| 巻数 | サブタイトル         | 脚本     | 絵コンテ                     | 演出                  | 作画監督                                             | イベント上映日 | BD/DVD発売日    |
| ---- | -------------------- | -------- | ---------------------------- | --------------------- | ---------------------------------------------------- | -------------- | --------------- |
| I    | 青い瞳のキャスバル   | 隅沢克之 | 安彦良和 今西隆志            | 江上潔                | 高須美野子 伊藤裕次                                  | 2015年 2月28日 | 2015年 4月24日  |
| II   | 哀しみのアルテイシア | 隅沢克之 | 安彦良和 今西隆志            | 原田奈奈              | 茂木信二郎、伊藤裕次 中村勝利、ことぶきつかさ        | 10月31日       | 11月26日        |
| III  | 暁の蜂起             | 隅沢克之 | 安彦良和 今西隆志            | 江上潔                | 伊藤裕次、中村勝利 ことぶきつかさ、茂木信二郎        | 2016年 5月21日 | 2016年 6月10日  |
| IV   | 運命の前夜           | 隅沢克之 | 安彦良和                     | 原田奈奈              | 田村篤、茂木信二郎 中村勝利、ことぶきつかさ 伊藤裕次 | 11月19日       | 12月9日         |
| V    | 激突 ルウム会戦      | 隅沢克之 | 安彦良和 カトキハジメ 江上潔 | 江上潔 カトキハジメ   | 田村篤、茂木信二郎 ことぶきつかさ、伊藤裕次          | 2017年 9月2日  | 2017年 11月10日 |
| VI   | 誕生 赤い彗星        | 隅沢克之 | 安彦良和 カトキハジメ        | 原田奈奈 カトキハジメ | 田村篤、ことぶきつかさ 伊藤裕次                      | 2018年 5月5日  | 2018年 7月13日  |

### VRアニメ
いわゆるVR体験用に『THE ORIGIN』アニメ版の一部を用いて再構成したコンテンツが2つ作られ、本編の鑑賞に新宿ピカデリーへ来館した客を対象として、ロビーフロアに設置された特設ブースで期間限定公開された。
2019年4月25日より、DMM.comが運営する「DMM動画」にて配信開始（ユーザーがあらかじめヘッドマウントディスプレイなど、VR対応機器を用意する必要あり）。
1作目『シャア出撃』
『THE ORIGIN』第5章の公開時期に合わせて公開された。
2作目『-RISING-』
『THE ORIGIN』第6章の公開時期に合わせて公開された。
スタッフ
- VR映像演出 - 京極尚彦
- 制作 - サンライズD.I.D.スタジオ
- 企画・製作 - サンライズ

### テレビシリーズ
OVAシリーズ全6章をテレビアニメシリーズ全13話に再編集し、2019年4月から8月までNHK総合にて『機動戦士ガンダム THE ORIGIN 前夜 赤い彗星』と題して放送された。「機動戦士ガンダム40周年プロジェクト」作品。テレビフォーマットへの編集に伴う時間的制約のため、OVA版からいくつかのシーンがカットされている。2020年時点でDVD版などはリリースされていない。BS11での放送時は更にオープニングがカットされる。

#### スタッフ（テレビアニメ）
（オープニングクレジットより）
- 企画 - サンライズ
- 原作 - 矢立肇、富野由悠季
- 漫画原作 - 安彦良和
- 脚本 - 隅沢克之
- キャラクターデザイン - 安彦良和、ことぶきつかさ
- メカニカルデザイン - カトキハジメ、山根公利、明貴美加、アストレイズ、片貝文洋[注 28]
- モビルスーツ原案 - 大河原邦男
- 美術監督 - 池田繁美[注 29]、丸山由紀子[注 29]、東潤一[注 30]
- 色彩設計 - 安部なぎさ
- 撮影監督 - 葛山剛士
- CGディレクター - 井上喜一郎[注 31]、長嶋晋平[注 32]
- 編集 - 吉武将人
- SF考証 - 鹿野司
- 軍装装備デザイン - 草彅琢仁
- ディスプレイデザイン - 佐山善則
- タイトルデザイン - 海野大輔
- メカニカルレイアウト - 宮本崇[注 32]
- SF設定協力 - 野田篤司、高島雄哉[注 30]
- OP/ED楽曲プロデュース - SUGIZO[46]
- 音楽 - 服部隆之
- 音響監督 - 藤野貞義
- 楽曲プロデューサー - 藤田純二、山田智子
- 音楽制作 - サンライズミュージック
- エグゼクティブプロデューサー - 富岡秀行
- 企画プロデューサー - 佐々木新
- プロデューサー - 谷口理
- 監督 - 今西隆志[注 33]
- 総作画監督 - 西村博之
- メカニカル総作画監督 - 鈴木卓也
- 総監督 - 安彦良和
- 製作 - サンライズ

#### 主題歌（テレビアニメ）
オープニングテーマ
「宇宙の詩〜Higher and Higher〜」（第1話 - 第4話）
作詞・作曲・編曲・歌 - LUNA SEA
「悲壮美」（第5話 - 第8話）
作詞・作曲・編曲・歌 - LUNA SEA
「BEYOND THE TIME ～メビウスの宇宙を越えて～」（第9話 - 第13話）
作詞 - 小室みつ子 / 作曲 - 小室哲哉 / 編曲・歌 - LUNA SEA
エンディングテーマ
「めぐりあい」（第1話 - 第4話）
作詞 - 井荻麟、売野雅勇 / 作曲 - 井上大輔 / 編曲 - SUGIZO / 歌 - SUGIZO feat. GLIM SPANKY
「水の星へ愛をこめて」（第5話 - 第8話）
作詞 - 売野雅勇 / 作曲 - ニール・セダカ / 編曲 - SUGIZO / 歌 - SUGIZO feat. コムアイ（水曜日のカンパネラ）
「A Red Ray」（第9話 - 第12話）
作詞 - miwa / 作曲・編曲 - SUGIZO / 歌 - SUGIZO feat.miwa
「光の涯」（第13話）
作詞 - MORRIE / 作曲・編曲 - SUGIZO / 歌 - SUGIZO feat.アイナ・ジ・エンド（BiSH）
挿入歌
「By Your Side」（第3話）
作詞・歌 - 澤田かおり / 作曲・編曲 - 服部隆之
「Don't Say Good bye」（第10話）
作詞・歌 - 澤田かおり / 作曲 - 服部隆之

#### 各話リスト（テレビアニメ）
| 話数   | サブタイトル         | 絵コンテ                     | 演出                         | 作画監督                                  | 放送日         |
| ------ | -------------------- | ---------------------------- | ---------------------------- | ----------------------------------------- | -------------- |
| 第1話  | ジオンの子           | 安彦良和 今西隆志            | 江上潔                       | 高須美野子 伊藤裕次                       | 2019年 4月29日 |
| 第2話  | 母との約束           | 安彦良和 今西隆志            | 江上潔                       | 高須美野子 伊藤裕次                       | 5月6日         |
| 第3話  | エドワウとセイラ     | 安彦良和 今西隆志            | 原田奈奈                     | 茂木信二郎 中村勝利                       | 5月13日        |
| 第4話  | さよならアルテイシア | 安彦良和 今西隆志            | 原田奈奈 江上潔              | 伊藤裕次 ことぶきつかさ                   | 5月20日        |
| 第5話  | シャアとガルマ       | 安彦良和 今西隆志            | 江上潔                       | 伊藤裕次 ことぶきつかさ                   | 5月27日        |
| 第6話  | ガルマ立つ           | 安彦良和 今西隆志            | 江上潔 原田奈奈              | 中村勝利 茂木信二郎                       | 6月3日         |
| 第7話  | ララァとの出会い     | 安彦良和                     | 原田奈奈                     | 田村篤 中村勝利 伊藤裕次                  | 6月10日        |
| 第8話  | ジオン公国独立       | 安彦良和                     | 原田奈奈 江上潔              | 茂木信二郎 ことぶきつかさ                 | 6月17日        |
| 第9話  | コロニー落とし       | 安彦良和                     | カトキハジメ 江上潔          | 田村篤 伊藤裕次 ことぶきつかさ 茂木信二郎 | 6月24日        |
| 第10話 | 赤いモビルスーツ     | 安彦良和 カトキハジメ 江上潔 | カトキハジメ 江上潔          | 田村篤 伊藤裕次 ことぶきつかさ 茂木信二郎 | 7月1日         |
| 第11話 | ルウム会戦           | 安彦良和 カトキハジメ 江上潔 | 原田奈奈 カトキハジメ 江上潔 | 田村篤 伊藤裕次 ことぶきつかさ 茂木信二郎 | 7月29日        |
| 第12話 | 赤い彗星のシャア     | 安彦良和                     | 原田奈奈 カトキハジメ        | 田村篤 伊藤裕次 ことぶきつかさ            | 8月5日         |
| 第13話 | 一年戦争             | 安彦良和                     | 原田奈奈 カトキハジメ        | 田村篤 伊藤裕次 ことぶきつかさ            | 8月12日        |

#### 放送局・配信（テレビアニメ）
| 放送期間                | 放送時間                     | 対象地域                     |
| ----------------------- | ---------------------------- | ---------------------------- |
| 2019年4月29日 - 8月12日 | 月曜 0:35 - 1:05（日曜深夜） | 日本全域（近畿広域圏を除く） |
|                         | 月曜 1:09 - 1:34（日曜深夜） | 近畿広域圏                   |

| NHK総合 月曜 0:35 - 1:00 枠                       | NHK総合 月曜 0:35 - 1:00 枠                                                                                 | NHK総合 月曜 0:35 - 1:00 枠 |
| 前番組                                            | 番組名 | 次番組                      |
| ------------------------------------------------- | --- | --------------------------- |
| みんなのうた ※0:35 - 0:42フィラー映像など ※0:42 - | 機動戦士ガンダム THE ORIGIN 前夜 赤い彗星 （2019年4月29日 - 8月12日） （NHK大阪管轄地域のみ34分遅れネット） | -                           |

### movie edition
『機動戦士ガンダム THE ORIGIN（movie edition）』
「第一章 シャア・セイラ編」(全110分)
「第二章 開戦編」(全120分)
「第三章 ルウム編」(全147分)
全3章に再編集したmovie editionが新宿ピカデリー他で2024年9月13日以降順次公開。新宿ピカデリーでは9月13日から第一章、9月27日から第二章、10月11日から第三章を順次上映。新作映像等はなし。諸般の事情により上映館は当初全国20館であったが10館に変更となった。

## GUNDAM RISING
『GUNDAM RIGING 〜GUNDAM THE ORIGIN Target U.C.0079〜』は、アニメ版のスタッフが制作したショートディレクションムービー。YouTubeのバンダイチャンネル公式にて配信されている。

## THE ORIGIN MSD
正式名は『機動戦士ガンダム THE ORIGIN Mobile Suit Discovery』。『機動戦士ガンダム THE ORIGIN』の世界観の中でのMSの発展・設定についての考証企画。いわば『THE ORIGIN』版のモビルスーツバリエーション（MSV）。略称は『MSD』。メカニカルデザインはカトキハジメ、コンセプトアドバイザーは今西隆志。
『機動戦士ガンダム THE ORIGIN』アニメ版公式サイトと『月刊ガンダムエース』誌上にて2015年から連載。プラモデル（ガンプラ）・HGシリーズにて立体商品化もされている。
一年戦争（『機動戦士ガンダム THE ORIGIN』本編で描かれた連邦とジオンの戦争）終結後の宇宙世紀0082年に、ジオニック社を吸収合併したアナハイム社が戦時中の開発資料や関係者の証言からこれまで未確認だったモビルスーツを公表したという設定。
- YMS-03 ヴァッフ
- MS-06D ザク・デザートタイプ（ダブルアンテナ仕様）
- YMS-06K ザク・キャノン テストタイプ
- MS-06CK ザク・ハーフキャノン
- MS-06RD-4 高機動試作型ザク
- YMS-07A-0 プロトタイプグフ 機動実証機
- YMS-07B-0 プロトタイプグフ 戦術実証機
- YMS-08B ドム試作実験機
- YMS-11 アクト・ザク（キシリア部隊機）
- MS-11 アクト・ザク
- RCX-76 ガンキャノン最初期型 ロールアウト1号機
- RCX-76-01A ガンキャノン機動試験型
- RCX-76-01B ガンキャノン火力試験型
- RX-78-01[N] 局地型ガンダム（ロールアウトカラー、北米戦仕様）
- RX-78-01[FSD] ガンダムFSD
- RX-78-02 ガンダム（ロールアウトカラー）
- FA-78-1 フルアーマーガンダム
- FA-78-2 ヘビーガンダム（ロールアウトカラー）
- RAG-79-G1 水中型ガンダム（ガンダイバー）
- RGM-79SC ジム・スナイパーカスタム（ミサイル・ランチャー装備）
- RGM-79KC ジム・インターセプトカスタム（フェロウ・ブースター装備）
- RGM-79HC ジム・ガードカスタム（E-2ビーム・スプレーガン装備）
- RGM-79V ジム・ナイトシーカー
- RGC-80S ジム・キャノン（空間突撃仕様）（ロケットバズーカ装備)
- ライトライナー

## MSD ククルス・ドアンの島
『機動戦士ガンダム THE ORIGIN MSD ククルス・ドアンの島』は、『機動戦士ガンダム THE ORIGIN』の外伝となる漫画。『THE ORIGIN』では登場しなかったキャラクター「ククルス・ドアン」を中心に添えたエピソードとなっている。『ガンダムエース』2016年8月号から2019年7月号まで連載された。作画はおおのじゅんじ。